# 쿠바계 미국인
틀:Hispanic and Latino Americans
쿠바계 미국인(스페인어: cubanoestadounidenses 또는 cubanoamericanos)은 쿠바에서 이민을 왔거나 이민자들의 후손인 미국인을 말한다. 2023년 현재 쿠바계 미국인은 멕시코계 미국인, 푸에르토리코계 미국인 및 엘살바도르계 미국인에 이어 미국에서 네 번째로 큰 히스패닉 및 라틴계 미국인 집단이다.
미국 전역의 많은 대도시 지역에는 상당한 수의 쿠바계 미국인 인구가 살고 있다. 플로리다주는 미국 내 쿠바계 미국인 집중도가 가장 높다(2023년 기준 1,621,352명). 120만 명 이상의 쿠바계 미국인이 마이애미데이드군에 거주하며(미국 전체 쿠바 이민자의 52%가 거주), 그곳에서 그들은 가장 큰 단일 민족 집단이며 많은 지방자치단체에서 인구의 대다수를 구성한다.
그레이터 마이애미는 어떤 대도시 지역보다 쿠바계 미국인의 집중도가 훨씬 높으며, 약 2,000,000명이 쿠바계 미국인으로 확인된다. 그레이터 마이애미와 그 주변 지역 외에 탬파 (200,621명)와 잭슨빌 (최대 7,000명)이 플로리다주 내 쿠바계 미국인 인구의 또 다른 부분을 구성한다.
2024년 현재 쿠바계 미국인 인구가 가장 많은 두 번째 주는 텍사스주이며, 약 140,000명이 쿠바계 미국인으로 확인된다.
약 60,000명 이상이 그레이터휴스턴 지역에 거주하며, 약 20,000명이 댈러스-포트워스 메트로플렉스, 샌안토니오 및 오스틴 지역에 거주한다.
조지아주, 켄터키주, 네바다주 및 일리노이주 또한 빠르게 증가하는 쿠바계 미국인 수를 수용하고 있다.
추정치에 따르면 약 60,000명(증가 중)의 쿠바계 미국인이 현재 루이빌에만 거주한다.

## 이민

### 초기 이주
루이지애나 매입과 1819년의 애덤스-오니스 조약 이전에, 스페인령 플로리다와 미시시피강 서쪽 멕시코만 연안에 있는 다른 스페인 제국 영토는 쿠바 총독령의 지방이었다. 따라서 결국 미국을 형성하게 될 지역으로의 쿠바 이민은 1565년 페드로 메넨데스 데 아빌레스가 세인트오거스틴 정착촌을 세우고 수백 명의 스페인 병사와 그 가족이 쿠바에서 세인트오거스틴으로 이주하여 새로운 삶을 시작하면서 아메리카의 스페인 식민화 시대에 시작되어 오랜 역사를 가지고 있다.
수천 명의 쿠바 정착민들도 1778년에서 1802년 사이에 루이지애나주로, 스페인령 텍사스 시기에는 텍사스주로 이민을 왔다. 1820년 이래로 쿠바인의 수는 1,000명 이상이었다. 1870년에는 쿠바 이민자의 수가 거의 12,000명으로 증가했으며, 그 중 약 4,500명은 뉴욕, 약 3,000명은 뉴올리언스, 2,000명은 키웨스트에 거주했다. 이러한 이동의 원인은 경제적, 정치적 요인 모두였으며, 스페인 본국과의 관계 악화로 인해 정치적 요인이 이민에 주된 역할을 하게 된 1860년 이후 더욱 심화되었다.
1869년은 쿠바에서 미국으로의 이민 중 가장 중요한 시기 중 하나가 시작된 해로, 다시 키웨스트를 중심으로 이루어졌다. 수백 명의 노동자와 사업가들의 이주는 담배 제조와 관련이 있었다. 이유는 많다. 담배 제조의 현대적인 기술 도입, 주요 시장인 미국으로의 직접적인 접근성 증가, 스페인 통치에 맞선 10년 전쟁이 시작되면서 수년간 경제적, 정치적, 사회적 불안을 겪었던 섬의 미래에 대한 불확실성 등이 그것이다. 이는 노예 경제 속에서 자유 노동 부문을 성공적으로 확립했던 숙련 노동자, 즉 섬의 계층이 이주한 것이었다.
탬파도 이러한 노력에 동참하여 쿠바인의 강한 이주가 이루어졌고, 1880년 720명에서 1890년 5,532명으로 증가했다. 그러나 1890년대 후반은 쿠바 이민 인구의 감소를 알리는 시기였다. 상당수의 쿠바인들이 독립을 위해 싸우기 위해 섬으로 돌아갔기 때문이다. 전쟁은 쿠바 이민자들의 미국 사회 통합을 가속화시켰으며, 그 수는 12,000명 이상으로 상당했다.

이보 시티 쿠바노 클럽에 있는 호세 마르티 동상

쿠바계 미국인의 인구는 2021~23년 쿠바 이민 물결의 도착과 함께 다시 한번 급증했으며, 쿠바인들은 남부 국경에서 30만 건 이상 적발되었다.

### 키웨스트와 플로리다주 탬파
19세기 중후반에 여러 엽궐련 제조업체들은 증가하는 노동 및 정치적 문제에서 벗어나기 위해 키웨스트로 사업장을 옮겼다. 많은 쿠바 엽궐련 노동자들이 그들을 따라왔다. 쿠바 정부는 심지어 쿠바 문화를 보존하는 데 도움이 되도록 키웨스트에 초등학교를 설립하기도 했다. 그곳에서 아이들은 민요와 쿠바 국가인 "쿠바의 국가"와 같은 애국가를 배웠다.
1885년, 비센테 마르티네스 이보르는 노동 분쟁을 피하기 위해 시가 사업을 키웨스트에서 탬파로 옮겼다. 이보 시티는 변형된 기업도시로 설계되었으며, 스페인과 이탈리아 이민자 노동자들과 함께 키웨스트와 쿠바에서 수천 명의 쿠바 노동자들을 빠르게 끌어들였다. 또 다른 새로운 시가 제조 공동체인 웨스트 탬파는 1892년에 근처에 설립되었으며 역시 빠르게 성장했다. 이들 공동체 사이에서 탬파베이 지역의 쿠바 인구는 불과 10여 년 만에 거의 없던 상태에서 플로리다에서 가장 큰 규모로 성장했으며, 도시 전체는 1885년 약 1,000명의 주민이 거주하는 마을에서 1900년까지 16,000명 이상으로 성장했다.
이보 시티와 웨스트 탬파 모두 쿠바의 독립에 결정적인 역할을 했다. 플로리다를 여러 번 방문한 호세 마르티와 같은 혁명가들에게 영감을 받아 탬파 지역 쿠바인들과 그들을 지지하는 이웃들은 쿠바 독립을 위해 돈, 장비, 때로는 생명까지도 기부했다. 미국-스페인 전쟁 이후 일부 쿠바인들은 고국으로 돌아갔지만, 많은 이들은 섬에서 수년간의 전투로 인한 물리적, 경제적 황폐화 때문에 미국에 머물기로 결정했다.

### 기타 초기 이민 물결 (1900–1959)
20세기 초(1900~1959년)에는 쿠바에서 미국으로의 몇 차례 소규모 이민 물결이 발생했다. 대부분은 플로리다와 미국 북동부에 정착했다. 이 시기에 도착한 약 10만 명의 쿠바인 대부분은 대개 경제적 이유(1929년 대공황, 불안정한 설탕 가격, 이주 농업 노동 계약)로 왔지만, 친미 외교 관계를 맺었던 군사 독재를 피해 반 바티스타 난민들도 포함되었다. 20년대와 30년대에 쿠바에서 미국 영토로의 이민은 주로 일자리를 찾는 노동자들, 특히 뉴욕과 뉴저지 지역의 노동자들로 구성되었다. 그들은 당시 다른 지역의 이민자들과 마찬가지로 노동 이민자 및 노동자로 분류되었다. 따라서 첫 10년간은 당시 미국의 이민 시설에 힘입어 40,149명 이상이 이주했고, 30년대 말까지는 43,400명 이상이 이주했다.
1958년에 미국에 공식 등록된 쿠바 인구는 후손을 포함하여 약 125,000명이었다. 이들 중 50,000명 이상은 1959년 혁명 이후에도 미국에 남았다.

### 1959년 혁명 이후 (1959년 이후)
1959년 피델 카스트로가 이끈 쿠바 혁명 이후, 새로운 정부가 소련과 동맹을 맺고 공산주의를 도입하기 시작하면서 쿠바인의 엑소더스가 시작되었다. 혁명 후 처음으로 미국으로 온 쿠바인들은 전 독재자 풀헨시오 바티스타와 연관된 사람들이었고, 그 다음은 쿠바의 전문직 종사자들이었다. 미국에 처음 도착한 쿠바계 미국인 대부분은 쿠바의 수도 아바나를 중심으로 한 교육받은 상류층 및 중산층 출신이었다. 이 중산층은 쿠바가 라틴 아메리카에서 가장 성공적인 국가 중 하나가 된 플랫 개정안 이후에 생겨났다. 1960년 12월부터 1962년 10월 사이에 14,000명 이상의 쿠바 어린이들이 홀로 미국에 도착했다. 그들의 부모는 자녀들이 소련 블록 국가로 교육을 받으러 보내질 것을 두려워하여 가능한 한 빨리 미국으로 보냈다.
이 프로그램은 피터팬 작전(피터팬 작전)이라고 불렸다. 아이들이 마이애미에 도착했을 때 그들은 가톨릭 자선 단체 대표들을 만났고, 친척이 있으면 친척과 함께 살거나, 부모가 쿠바를 떠날 수 있을 때까지 위탁 가정을, 고아원 또는 기숙 학교로 보내졌다. 1965년부터 1973년까지 자유 비행으로 알려진 또 다른 이민 물결이 있었다. 최근 도착한 쿠바 이민자들에게 원조를 제공하기 위해 미국 의회는 1966년 쿠바 조정법을 통과시켰다. 쿠바 난민 프로그램은 13억 달러 이상의 직접적인 재정 지원을 제공했다. 그들은 또한 공공 부조, 메디케어 (미국), 무료 영어 강좌, 장학금 및 저금리 대학 융자 자격을 얻었다.
일부 은행은 담보나 신용이 없지만 사업 대출을 받는 데 도움을 받은 망명자들을 위한 대출을 처음으로 제공했다. 이러한 대출은 많은 쿠바계 미국인들이 자금을 확보하고 자신의 사업을 시작하는 데 도움이 되었다. 그들의 쿠바 소유 사업과 낮은 생활비로 인해 마이애미와 유니언시티 (뉴저지주) ("허드슨의 아바나"라는 별칭)는 많은 이민자들이 선호하는 목적지가 되었고 곧 쿠바계 미국인 문화의 주요 중심지가 되었다. 작가 리산드로 페레즈에 따르면, 마이애미는 1960년대 이전에는 쿠바인들에게 특별히 매력적이지 않았다.
마이애미가 선호되는 목적지가 되기 시작한 것은 1959년 쿠바 망명자들의 엑소더스 이후였다. 마이애미데이드군 내의 웨스트체스터 (플로리다주)는 미국에서 쿠바인과 쿠바계 미국인이 가장 밀집된 지역이었고, 그 다음이 하이얼리아였다.
쿠바계 미국인들이 고향으로 삼은 마이애미, 탬파, 유니언시티와 같은 공동체들은 그 결과로 요리, 패션, 음악, 엔터테인먼트, 엽궐련 제조와 같은 지역 문화의 측면에서 볼 수 있듯이 깊은 문화적 영향을 경험했다.

#### 1980년대
또 다른 대규모(추정 12만 5천 명) 쿠바 이민 물결은 1980년대 초 마리엘 보트리프트로 발생했다. "마리엘리토스" 대부분은 경제 침체에서 벗어나고 싶어하는 사람들이었다.
피델 카스트로는 쿠바 사회를 청소하고 미국을 오염시키려는 이중의 목적을 가지고 쿠바 감옥에서 약 2만 명의 범죄자와 쿠바 정신 병원 환자들을 직접 보냈다. 이들은 미국 정부에 의해 "입국 불가"로 분류되었고, 시간이 지나 많은 협상을 통해 쿠바로 송환되었다.

#### 1990년대 중반부터 2000년대
1990년대 중반 이후 "젖은 발, 마른 발" 정책이 시행된 후 이민 패턴이 바뀌었다. 많은 쿠바 이민자들이 쿠바 남서부 해안에서 출발하여 멕시코의 유카탄반도에 도착했고, 많은 이들이 무헤레스섬에 상륙했다. 거기서 쿠바 이민자들은 미국-멕시코 국경으로 이동하여 망명을 신청했다. 마이애미에 가족이 없는 많은 쿠바인들은 휴스턴에 정착했으며, 이로 인해 휴스턴의 쿠바계 미국인 공동체가 커졌다. "먼지 발"이라는 용어는 멕시코를 통해 미국으로 이민 온 쿠바인을 가리킨다. 2005년에 미국 국토안보부는 텍사스를 통해 건너오는 모든 "마른 발" 쿠바인을 구금하는 방식을 포기하고 대부분의 쿠바인에게 즉각적인 가석방을 허용하는 정책을 시작했다.
텍사스에 도착하는 쿠바 이민자들을 돕는 기관인 카사 쿠바를 설립한 쿠바 이민자 호르헤 페라굿은 2008년 기사에서 21세기 첫 10년간의 많은 쿠바 이민자들이 정치적 문제보다는 경제적 문제로 인해 떠났다고 말했다. 2008년 10월까지 멕시코와 쿠바는 멕시코를 통한 쿠바인의 이민을 막기 위한 협정을 체결했다.
최근 몇 년 동안 푸에르토리코는 미국에 불법적으로 입국하려는 쿠바인들을 위한 주요 하차 지점이 되었다. 미국의 코먼웰스 (미국의 도서 지역)로서 푸에르토리코는 본토 미국으로 가려는 쿠바인들에게 징검다리 역할을 하지만, 푸에르토리코 자체에도 많은 쿠바인들이 거주하고 있다.

## 이민 정책
1980년대 이전에는 쿠바에서 온 모든 난민이 정치 난민으로 미국에 환영받았다. 이는 1990년대에 바뀌어 "젖은 발, 마른 발 정책"에 따라 미국 땅에 도달하는 쿠바인만이 망명을 허용받게 되었다. 이는 미국의 이민 정책 강화의 일환이었지만, 젖은 발, 마른 발 정책은 버락 오바마 민주당 대통령이 두 번째 임기 중 정책을 폐지하기 전까지 쿠바인들에게 다른 미국 이민자들에 비해 특혜적인 지위를 부여했다. 이 특혜적인 지위는 쿠바계 미국인과 미국 내 다른 라틴계 시민 및 거주자들 사이에 특정 마찰의 원인이 되며, 보수적인 쿠바계 미국인들이 추구하는 상이한 외교 정책 이해관계로 인한 긴장을 더하고 있다. 쿠바 이민은 또한 할당된 수의 쿠바인(연간 2만 명)에게 합법적인 미국 비자를 제공하며 계속되고 있다.
미국 인구조사국 1970년 보고서에 따르면 쿠바계 미국인들은 50개 주 전체에 분포되어 있었다. 그러나 이후 인구조사 보고서에서 밝혀진 바와 같이, 대부분의 쿠바 이민자들은 마이애미데이드군에 정착했다. 1990년대 후반에 쿠바에서 이주가 둔화되기 시작했다. 한편, 2세대 쿠바계 미국인들은 리틀 하바나와 같은 도시 내 쿠바인 거주지를 떠나 웨스트체스터와 같은 교외 지역에 점점 더 정착했으며, 그 도시 지역들은 다른 라틴 아메리카 국가 출신 이민자들로 채워졌다.
1999년 후반, 미국 언론은 엘리안 곤살레스 사건에 초점을 맞췄다. 6살 쿠바 소년인 그는 마이애미에 있는 친척들과 쿠바에 있는 아버지 사이의 양육권 분쟁에 휘말렸다. 소년의 어머니는 그를 미국으로 데려오려다 사망했다. 2000년 4월 22일, 이민 집행 요원들이 엘리안 곤살레스를 구금했다. 곤살레스는 아버지와 함께 살기 위해 쿠바로 송환되었다.
2017년 1월 12일, 버락 오바마 대통령은 젖은 발, 마른 발 정책의 즉각적인 중단을 발표했다. 쿠바 정부는 쿠바 국민의 송환을 수용하기로 합의했다. 2014년 쿠바 해빙 이후, 이 정책의 종료에 대한 기대감으로 쿠바 이민자 수가 증가했다.

## 인구 통계
2022년 인구 조사에서는 쿠바계 미국인이 2,435,573명이었고, 2010년 미국 인구 조사에서는 1,785,547명(원주민 및 외국 태생 모두)이었으며, 전체 라틴계의 3.5%, 미국 인구의 0.58%를 차지했다. 1,241,685명의 쿠바계 미국인 중 983,147명은 쿠바에서 태어났고, 628,331명은 미국에서 태어났다. 160만 명 중 415,212명은 미국 시민권자가 아니었다. 2013년 ACS에서는 2,013,155명의 쿠바계 미국인이 있었다. 2010년 미국 인구 조사에 따르면 쿠바계 미국인의 85%가 자신을 백인으로 식별했다. 가장 최근의 2012년 쿠바 인구조사에 따르면 섬 인구의 64.12%는 백인, 26.62%는 물라토, 9.26%는 흑인, 0.1%는 아시아인이었다.

### 혈통
쿠바계 미국인의 조상은 스페인인과 아프리카인뿐만 아니라 카리브해 원주민과 플로리다 원주민을 포함한다. 18세기, 19세기, 20세기 초에는 쿠바로의 스페인 이민 물결(카스티야인, 바스크인, 카나리아인, 카탈루냐인, 안달루시아인, 아스투리아인 및 갈리시아인)이 있었다. 카나리아인은 루이지애나에서 베네수엘라에 이르는 카리브해 연안의 많은 국가로 이민을 갔다. 그러나 쿠바는 카나리아 제도 주민들의 이주(그들은 쿠바에서 설탕 생산을 발전시켰다)에 가장 큰 영향을 받은 라틴 아메리카 문화였고, 쿠바 스페인어는 카나리아 제도의 스페인어와 가장 가깝다. 카나리아 제도 주민들은 다른 스페인계 쿠바인들에게는 미신적이지만 근면한 사람들로 여겨졌다. 19세기 초 아이티 혁명 이후 아이티의 백인 인구(프랑스인) 중 일부는 쿠바로 이주했다. 또한 레바논과 팔레스타인과 같은 중동 지역의 다양한 민족으로부터도 소수이지만 상당한 민족 유입이 있었다.
유대인, 특히 양차 세계 대전 사이에 튀르키예의 세파르딤과 폴란드, 독일, 러시아의 아슈케나짐을 포함한 많은 국가에서 상당한 유입이 있었다. 기여한 다른 유럽인으로는 영국인, 이탈리아인, 독일인, 스웨덴인 및 헝가리인이 있다. 많은 중국인도 계약 하인으로 쿠바에 도착했으며, 대부분의 중국계 쿠바인이 플로리다로 떠났기 때문에 한때 서반구에서 가장 큰 차이나타운을 자랑했다.

### 쿠바계 미국인 인구가 가장 많은 미국 주
| 주 또는 영토       | 쿠바계 미국인 인구 (2020년 인구조사) | 백분율 (2020) | 2010년 인구 조사 | 백분율 (2010) |
| ------------------ | ------------------------------------ | ------------- | ---------------- | ------------- |
| 앨라배마주         | 6,289                                | 0.1%          | 4,064            | 0.1%          |
| 알래스카주         | 1,105                                | 0.1%          | 927              | 0.1%          |
| 애리조나주         | 17,635                               | 0.2%          | 10,692           | 0.2%          |
| 아칸소주           | 2,287                                | 0.1%          | 1,493            | 0.1%          |
| 캘리포니아주       | 97,083                               | 0.2%          | 88,607           | 0.2%          |
| 콜로라도주         | 13,260                               | 0.1%          | 6,253            | 0.1%          |
| 코네티컷주         | 10,486                               | 0.3%          | 9,490            | 0.3%          |
| 델라웨어주         | 2,065                                | 0.2%          | 1,443            | 0.2%          |
| 워싱턴 D.C.        | 2,620                                | 0.3%          | 1,789            | 0.3%          |
| 플로리다주         | 1,455,289                            | 6.7%          | 1,213,438        | 6.5%          |
| 조지아주           | 36,875                               | 0.3%          | 25,048           | 0.3%          |
| 하와이주           | 2,008                                | 0.1%          | 1,544            | 0.1%          |
| 아이다호주         | 1,345                                | 0.1%          | 825              | 0.1%          |
| 일리노이주         | 25,130                               | 0.2%          | 22,541           | 0.2%          |
| 인디애나주         | 6,940                                | 0.1%          | 4,042            | 0.1%          |
| 아이오와주         | 3,112                                | 0.1%          | 1,226            | 0.0%          |
| 캔자스주           | 4,174                                | 0.1%          | 2,723            | 0.1%          |
| 켄터키주           | 21,269                               | 0.4%          | 16,824           | 0.2%          |
| 루이지애나주       | 15,340                               | 0.3%          | 10,330           | 0.2%          |
| 메인주             | 1,312                                | 0.1%          | 783              | 0.1%          |
| 메릴랜드주         | 12,830                               | 0.2%          | 10,366           | 0.2%          |
| 매사추세츠주       | 14,024                               | 0.2%          | 11,306           | 0.2%          |
| 미시간주           | 14,142                               | 0.1%          | 9,922            | 0.1%          |
| 미네소타주         | 5,080                                | 0.1%          | 3,661            | 0.1%          |
| 미시시피주         | 2,425                                | 0.1%          | 2,063            | 0.1%          |
| 미주리주           | 7,620                                | 0.1%          | 4,979            | 0.1%          |
| 몬태나주           | 769                                  | 0.1%          | 421              | 0.0%          |
| 네브래스카주       | 6,331                                | 0.2%          | 2,152            | 0.1%          |
| 네바다주           | 33,028                               | 1.0%          | 21,459           | 0.8%          |
| 뉴햄프셔주         | 1,912                                | 0.1%          | 1,349            | 0.1%          |
| 뉴저지주           | 83,471                               | 0.9%          | 83,362           | 0.9%          |
| 뉴멕시코주         | 5,351                                | 0.2%          | 4,298            | 0.2%          |
| 뉴욕주             | 75,115                               | 0.3%          | 70,803           | 0.4%          |
| 노스캐롤라이나주   | 29,233                               | 0.2%          | 18,079           | 0.2%          |
| 노스다코타주       | 682                                  | 0.1%          | 260              | 0.0%          |
| 오하이오주         | 10,895                               | 0.1%          | 7,523            | 0.0%          |
| 오클라호마주       | 4,376                                | 0.1%          | 2,755            | 0.1%          |
| 오리건주           | 7,770                                | 0.1%          | 4,923            | 0.1%          |
| 펜실베이니아주     | 23,324                               | 0.2%          | 17,930           | 0.1%          |
| 로드아일랜드주     | 1,912                                | 0.1%          | 1,640            | 0.1%          |
| 사우스캐롤라이나주 | 10,586                               | 0.2%          | 5,955            | 0.1%          |
| 사우스다코타주     | 809                                  | 0.1%          | 265              | 0.0%          |
| 테네시주           | 13,889                               | 0.2%          | 7,773            | 0.1%          |
| 텍사스주           | 111,432                              | 0.4%          | 46,541           | 0.2%          |
| 유타주             | 3,240                                | 0.1%          | 1,963            | 0.1%          |
| 버몬트주           | 721                                  | 0.1%          | 510              | 0.1%          |
| 버지니아주         | 20,964                               | 0.2%          | 15,229           | 0.2%          |
| 워싱턴주           | 11,277                               | 0.1%          | 6,744            | 0.1%          |
| 웨스트버지니아주   | 1,096                                | 0.0%          | 764              | 0.0%          |
| 위스콘신주         | 5,436                                | 0.1%          | 3,696            | 0.1%          |
| 와이오밍주         | 411                                  | 0.0%          | 275              | 0.0%          |
| 미국               | 2,245,686                            | 0.7%          | 1,785,547        | 0.6%          |

### 쿠바인 인구가 가장 많은 미국 대도시권
쿠바인 인구가 가장 많은 대도시권은 다음과 같다 (출처: 2023년 인구조사):
1. 마이애미-포트로더데일-웨스트팜비치, FL MSA – 1,560,875명
2. 탬파-세인트피터즈버그-클리어워터, FL MSA – 200,621명
3. 뉴욕-북부 뉴저지-롱아일랜드, NY-NJ-PA-CT MSA – 165,233명
4. 올랜도-키시미-샌퍼드, FL MSA – 80,327명
5. 휴스턴-슈가랜드-베이타운, TX MSA – 79,005명
6. 케이프코럴-포트마이어스, FL MSA – 74,405명
7. 로스앤젤레스-롱비치-샌타애나, CA MSA – 47,331명
8. 라스베이거스-파라다이스, NV MSA – 44,634명
9. 댈러스-포트워스-알링턴, TX MSA – 35,896명
10. 네이플스, FL MSA – 34,535명
11. 잭슨빌, FL MSA – 27,850명
12. 시카고-졸리엣-네이퍼빌, IL-IN-WI MSA – 25,522명
13. 루이빌-제퍼슨군, KY-IN MSA – 24,502명
14. 피닉스-메사-챈들러, AZ MSA – 20,384명
15. 애틀랜타-샌디스프링스-마리에타, GA MSA – 19,300명
16. 필라델피아-캠던-윌밍턴, PA-NJ-DE-MD MSA – 17,097명
17. 워싱턴-알링턴-알렉산드리아, DC-VA-MD-WV MSA – 16,527명
18. 샬럿-콩코드-가스토니아, NC-SC MSA – 13,555명
19. 레이크랜드-윈터헤이븐, FL MSA – 13,538명
20. 샌프란시스코-오클랜드-버클리, CA MSA – 12,371명

### 쿠바 혈통 인구 비율이 높은 미국 공동체
쿠바 혈통 인구 비율이 가장 높은 상위 25개 미국 공동체는 다음과 같다 (모두 플로리다주에 있으며, 상위 22개는 마이애미데이드군에 위치한다):
1. 하이얼리아 84.1%
2. 웨스트체스터 (플로리다주) 81%
3. 코럴 테라스, 플로리다 79.7%
4. 웨스트 마이애미, 플로리다 78.9%
5. 유니버시티 파크, 플로리다 77.9%
6. 올림피아 하이츠, 플로리다 75.9%
7. 하이얼리아 가든스, 플로리다 75.6%
8. 타미아미, 플로리다 73.1%
9. 메들리, 플로리다 69.9%
10. 스위트워터, 플로리다 68.5%
11. 팜스프링스 노스, 플로리다 67.2%
12. 마이애미 레이크스, 플로리다 65.2%
13. 켄데일 레이크스, 플로리다 64.9%
14. 퐁텐블로, 플로리다 59.4%
15. 마이애미 52%
16. 마이애미 스프링스, 플로리다 45.5%
17. 리치먼드 웨스트, 플로리다 44.4%
18. 코럴게이블즈 40.2%
19. 버지니아 가든스, 플로리다 39.1%
20. 사우스 마이애미 하이츠, 플로리다 38.70%
21. 켄달, 플로리다 38%
22. 웨스트 탬파, 플로리다 35%
23. 마이애미 비치, 플로리다 32.5%
24. 이보 시티, 플로리다 30.2%
25. 골든 게이트, 플로리다 28.2%

### 쿠바에서 태어난 거주자가 가장 많은 미국 공동체
총 101개 공동체에 대해서는 제공된 참조 자료를 참조하시오.
쿠바에서 태어난 거주자가 가장 많은 상위 20개 미국 공동체는 (모두 마이애미 플로리다 지역에 위치한다):
1. 하이얼리아, 플로리다 64.5%
2. 웨스트체스터, 플로리다 60.8%
3. 코럴 테라스, 플로리다 56.9%
4. 웨스트 마이애미, 플로리다 56.5%
5. 사우스 웨스트사이드, FL 54.3%[53]
6. 유니버시티 파크, 플로리다 53.1%
7. 하이얼리아 가든스, 플로리다 52.5%
8. 메들리, 플로리다 50%
9. 타미아미, 플로리다 49.7%
10. 올림피아 하이츠, 플로리다 48.2%
11. 스위트워터, 플로리다 48.2%
12. 웨스트우드 레이크스, 플로리다 44.9%
13. 선셋, 플로리다 38.7%
14. 퐁텐블로, 플로리다 38.3%
15. 노스 웨스트사이드, FL 36.4%[54]
16. 마이애미, 플로리다 36.3%
17. 마이애미 레이크스, 플로리다 34.1%
18. 팜스프링스 노스, 플로리다 32.8%
19. 켄데일 레이크스, 플로리다 32.7%
20. 켄데일 레이크스-린드그렌 에이커스, FL 31.3%[55]

2023년 미국 지역사회조사(American Community Survey)에 따르면, 미국에는 쿠바 이민자가 1,800,900명 있었으며, 거주지가 가장 많은 상위 카운티는 다음과 같다.
1. 마이애미데이드군 – 925,000명
2. 브로워드군 – 80,400명
3. 힐즈버러군 – 75,000명
4. 팜비치군 – 44,100명
5. 해리스군 (텍사스주) – 29,900명
6. 리군 (플로리다주) – 28,700명
7. 콜리어군 – 24,300명
8. 클라크군 (네바다주) – 23,300명
9. 오렌지군 (플로리다주) – 23,100명
10. 허드슨군 – 21,100명
11. 로스앤젤레스군 – 19,300명
12. 제퍼슨군 (켄터키주) – 16,000명
13. 유니언군 (뉴저지주) – 9,600명
14. 매리코파군 – 8,300명
15. 버건군 – 8,000명

2017-2021년 미국 지역사회조사(American Community Survey)에 따르면, 미국에는 쿠바 이민자가 1,313,200명 있었으며, 거주지가 가장 많은 상위 카운티는 다음과 같다.
1. 마이애미데이드군 – 683,800명
2. 힐즈버러군 – 61,900명
3. 브로워드군 – 61,400명
4. 팜비치군 – 37,000명
5. 리군 (플로리다주) – 29,000명
6. 해리스군 (텍사스주) – 26,200명
7. 클라크군 (네바다주) – 21,700명
8. 콜리어군 – 20,400명
9. 오렌지군 (플로리다주) – 19,800명
10. 허드슨군 – 19,200명
11. 로스앤젤레스군 – 16,200명
12. 제퍼슨군 (켄터키주) – 11,900명
13. 듀발군 (플로리다주) – 7,700명
14. 피넬러스군 – 7,600명
15. 유니언군 (뉴저지주) – 6,800명

## 문화

### 동화

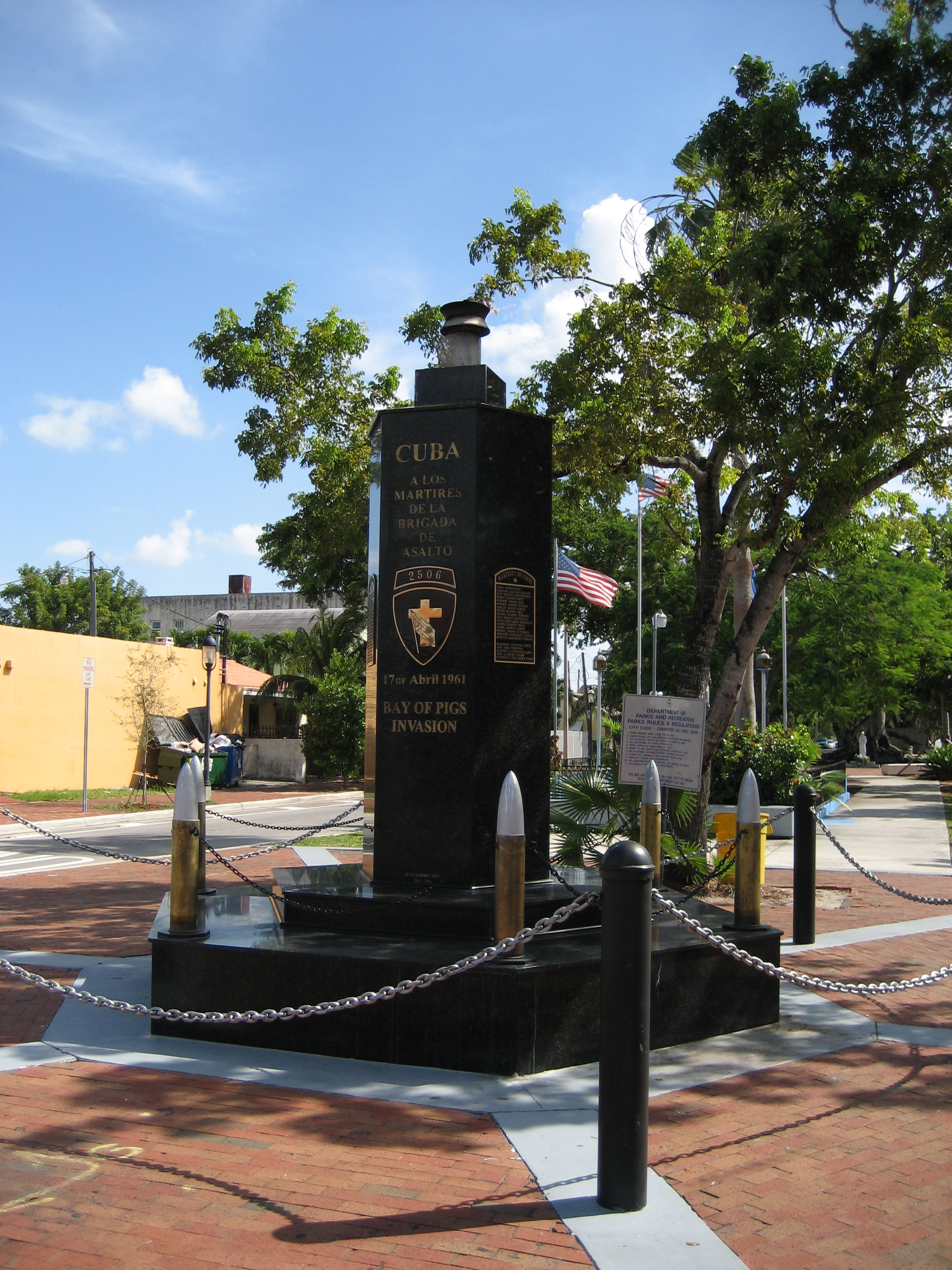
리틀 하바나, 마이애미에 있는 피그스만 침공 기념비

많은 쿠바계 미국인들은 쿠바의 영향을 포함하는 미국 문화에 동화되었다.
최근에는 루이빌, 노스캐롤라이나주의 리서치 트라이앵글 지역, 케이티 (텍사스주), 그리고 다우니 (캘리포니아주)와 같은 곳에서 새로운 쿠바계 미국인 공동체가 크게 성장했다. 특히 다우니는 현재 미국 서부에서 쿠바인 및 쿠바계 미국인의 비율이 두 번째로 높은 도시로, 인구의 1.96%를 차지한다.
쿠바계 미국인들은 마이애미에서 사업을 설립하고 정치적 영향력을 행사하는 데 매우 성공적이었다. 또한 쿠바계 미국인들은 학계, 사업, 연기, 정치, 문학 등 미국의 많은 분야에 기여하고 참여했다.

지난 15년 동안 전 세계적으로 계보학에 대한 관심이 증가하면서 쿠바 계보학은 쿠바계 미국인들에게 큰 관심사가 되었고, 가족 연구 산업에서 성장하는 부문이 되었다. 이는 쿠바와 식민지 뿌리를 보존하면서도 미국 문화와 가치를 수용함으로써 동화를 보완했다.

### 종교
쿠바계 미국인들은 대부분 로마 가톨릭교회 신자이지만, 일부 쿠바인들은 가톨릭 종교와 전통 아프리카 종교를 혼합하여 발전한 산테리아 또는 이파와 같은 혼합주의 종교를 실천한다. 또한 많은 개신교 (주로 오순절주의) 쿠바인들이 있으며, 소수의 혼합주의자, 무종교인 또는 아주 작은 규모의 유대인과 무슬림 쿠바계 미국인 공동체도 있다. 쿠바의 개신교 운동은 미국-스페인 전쟁 이후 많은 미국인들이 쿠바에 오면서 시작되었다.

### 언어
다른 라틴계의 67%와 유사하게, 18세 미만 쿠바인의 69%는 가정에서 영어가 아닌 다른 언어를 사용한다. 18세 이상 쿠바인의 경우 가정에서 영어가 아닌 다른 언어를 사용하는 비율은 89%로 상승하며, 이는 다른 라틴계 그룹의 80%보다 높다.
18세 미만 쿠바인 중 영어를 잘 하지 못하는 비율은 12%에 불과하며, 이는 다른 라틴계 그룹의 20%보다 훨씬 낮다. 쿠바계 미국인의 약 절반은 스페인어에 더 능숙하다고 말하지만, 전체 쿠바계 미국인의 약 60%는 영어에 능숙하다. 전체 쿠바계 미국인의 36%는 자신을 이중 언어 사용자라고 생각한다. 많은 쿠바계 미국인들이 가정에서 스페인어를 사용하는 선택은 쿠바계 미국인들이 자신들의 민족적 유산을 보존하려는 열망과 연결된다. 많은 쿠바계 미국인들이 미국 문화에 어느 정도 동화하는 것에 개방적이지만, 궁극적으로는 자신들을 고유한 전통과 관점을 가진 특별한 집단으로 생각한다.

### 음식과 음료

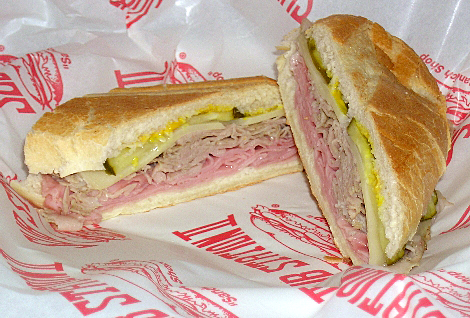
쿠바식 샌드위치

쿠바 요리는 다양하지만, 쌀은 주식이며 점심과 저녁에 흔히 제공된다. 다른 흔한 요리로는 아로스 콘 포요 (닭고기 밥), 판 콘 비스테크 (스테이크 샌드위치), 플라타노스 마두로스 (단 플랜테인), 레촌 아사도 (돼지고기), 카사바 (카사바 뿌리), 크렘 카라멜, 바티도 데 마메이 (밀크셰이크), 파파야 및 구아바 페이스트가 있다.
흔한 점심 주식은 쿠바빵으로 만들어진 쿠바식 샌드위치이다 (때로는 믹스토 샌드위치라고도 불린다). 이는 20세기 전환기에 쿠바와 플로리다 (특히 이보 시티) 사이를 오가던 엽궐련 노동자들 사이에서 만들어지고 표준화되었다.
쿠바식 피자는 보통 부드러운 빵과 치즈, 토핑, 그리고 아도보와 고야 양파 같은 향신료로 만든 소스를 포함한다. 토마토, 피망, 그린 올리브, 마늘과 함께 볶은 다진 소고기인 피카디요는 또 다른 인기 있는 쿠바 요리이다. 이는 검은콩과 밥, 그리고 튀긴 잘 익은 플랜테인 한 접시와 함께 제공될 수 있다.

#### 음료
쿠바 커피는 쿠바계 미국인 공동체에서 인기가 많다. 쿠바인들은 종종 카페 쿠바노(cafe cubano)를 마신다. 이는 카페시토(cafecito)라고 불리는 작은 커피 한 잔(또는 콜라다)으로, 전통적인 에스프레소 커피에 설탕으로 단맛을 내고 위에 에스푸미타(espumita)라고 불리는 약간의 거품을 얹는다. 우유를 첨가하는 것도 인기가 있는데, 작은 잔은 코르타디토(cortadito), 큰 잔은 카페 콘 레체라고 한다. 또한 코르타디토는 우유 50%, 커피 50%인 반면, 카페 콘 레체는 커피보다 우유가 더 많다 (약 75% 대 25%)
흔한 청량음료는 마테나무로 만든 쿠바 탄산음료인 마테르바이다. 주피냐, 아이언비어, 카위 레몬-라임은 쿠바에서 유래한 청량음료이다. 카스트로 시대 이후, 이들은 마이애미에서도 생산되고 있다. 다른 유명한 쿠바 음료로는 과라포 데 카냐가 있다.
쿠바산 인기 음료로는 쿠바 럼과 콜라(주로 코카콜라)를 섞은 쿠바 리브레와 모히토가 있다.

## 정치

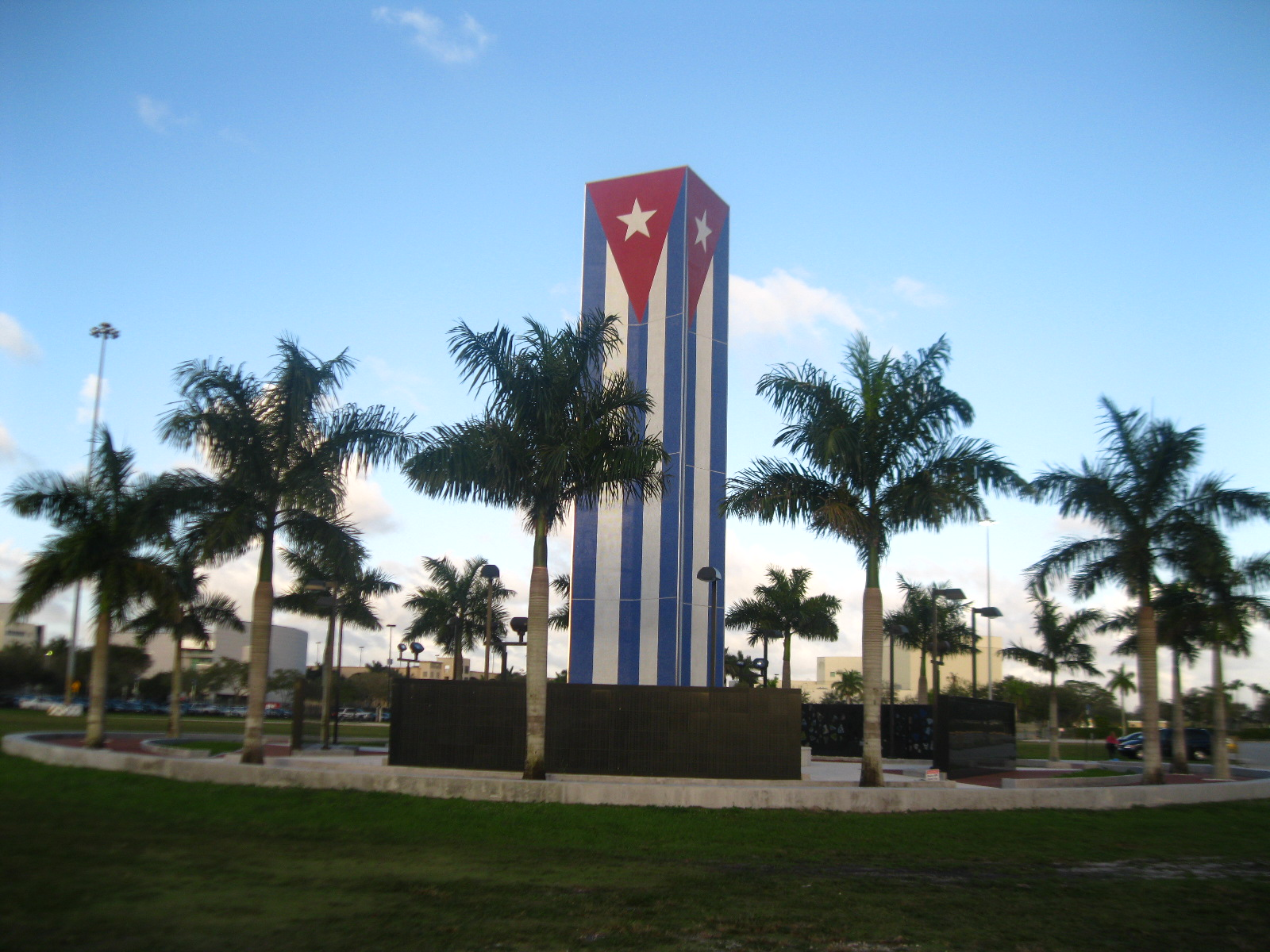
마이애미의 쿠바 공산주의 희생자 기념비

쿠바계 미국인들은 1950년대 이후 공화당 (미국)의 반공주의 외교 정책 기조 덕분에 민주당 (미국)보다 공화당 성향이 강한 경향을 보였다. 실패한 피그스만 침공은 많은 쿠바인들에게 민주당에 대한 불신을 심어주었으며, 1961년 피그스만 침공을 다룬 존 F. 케네디를 비난했다. 쿠바 망명자들은 플로리다 공화당과 동맹을 맺기 시작했다. 플로리다에서 쿠바계 미국인 의원들은 일레아나 로스-레티넨 (민주당의 조 가르시아는 예외)부터 공화당 성향을 보였다. 공화당 내 쿠바인의 존재는 2016년 대통령 선거에서 두드러졌는데, 테드 크루즈와 마코 루비오 상원의원이 주요 후보로 나섰으며, 둘 다 쿠바계 혈통이었다. 그러나 많은 쿠바계 미국인이 거주하는 또 다른 주 뉴저지에서는 쿠바계 미국인 의원들이 민주당 성향을 보였다. 예를 들어 알비오 사이어스 의원과 밥 메넨데스 상원의원이 그렇다. 로널드 레이건은 특히 쿠바계 미국인 공동체에서 소련 공산주의와 피델 카스트로의 소위 "혁명 수출"에 맞섰기 때문에 인기가 많다(마이애미에는 레이건의 이름을 딴 거리가 있다). 그리고 조지 W. 부시는 쿠바계 미국인 투표의 75%와 78%(각각 2000년과 2004년)를 얻었다. 쿠바계 미국인 로비는 또한 쿠바계 미국인들에게 중요한 사안에 대해 양당에 로비를 펼쳤다.
소련의 해체와 피델 카스트로의 사망 이후, 쿠바계 미국인들의 투표는 정당들 간에 더욱 경쟁적으로 변했다. 2008년 미국 대통령 선거에서 민주당 버락 오바마는 플로리다주 쿠바계 미국인 투표의 47%를 얻었다. 벤딕슨의 출구조사에 따르면, 마이애미데이드군 쿠바계 미국인 유권자 중 65세 이상은 84%가 존 매케인을 지지했고, 29세 이하 중 55%는 오바마를 지지했다. 2012년에는 에디슨 리서치 출구조사에 따르면 버락 오바마는 플로리다주 쿠바계 미국인 투표의 49%를 얻었고, 밋 롬니는 47%를 얻었다. 2014년 봄까지 이러한 추세는 쿠바계 미국인 유권자들 사이에서 민주당 후보에 대한 선호도가 특히 젊은 유권자들(18-49세) 사이에서 증가하여 젊은 유권자층에서는 약 56%로 증가했고, 50세 이상 쿠바계 미국인 유권자들 중에서는 민주당 후보에 대한 선호도가 39%였다. 2012년 미국 대통령 선거와 마찬가지로 밋 롬니는 버락 오바마보다 더 많은 지지를 얻었다. 2016년 미국 대통령 선거에서는 도널드 트럼프가 플로리다 쿠바계 미국인 투표의 50~54%를 얻었고, 힐러리 클린턴은 41~48%를 얻었다. 이는 일부 쿠바계 미국인들이 오바마의 쿠바 정책(쿠바 정부와의 외교 관계 복원)에 불만을 가졌기 때문이었다.
2020년 미국 대통령 선거 플로리다주와 관련하여 트럼프는 젊은 쿠바계 미국인들 사이에서 지지율을 높였다. 트럼프가 2020년 대선 결과를 뒤집으려 시도하고 이후 2021년 1월 6일 미국 국회의사당 습격이 발생한 후, 포린 폴리시의 보고서에 따르면 마이애미의 쿠바계 미국인들이 트럼프의 음모론을 가장 열렬히 믿는 사람들 중 하나였다고 한다. 쿠바계 미국인들은 2021년 1월 6일 국회의사당 폭동으로 체포된 민족 소수자 중 필리핀계 미국인에 이어 두 번째로 많았다.

## 사회 경제
미국 태생 쿠바계 미국인의 가구 소득 중간값은 57,000달러로, 미국 전체 가구 소득 중간값인 52,000달러보다 높다.
그러나 외국 태생 쿠바계 미국인의 연간 개인 소득 중간값은 25,000달러로, 미국 전체 인구의 30,000달러보다 낮다. 약 20%의 쿠바계 미국인이 빈곤 상태에 있으며, 이는 라틴계 전체의 25%와 비히스패닉계 미국인의 16%와 비교된다. 평균적인 쿠바계 미국인이 평균적인 라틴계보다 더 많은 수입을 올릴 수 있다는 점은 쿠바계 미국인들이 빈곤을 피하기 쉽게 만든다. 역사적으로 쿠바계 미국인들은 미국 이민 정책 내에서 "난민" 지위 덕분에 더 큰 혜택을 누려왔다. 1966년 쿠바계 미국인 법에 의해 제공된 혜택과 같은 이러한 혜택들은 쿠바계 미국인들이 경제적 어려움을 더 쉽게 헤쳐나갈 수 있도록 허용했다.

### 교육
미국 태생 쿠바계 미국인 중 36%가 대학 학위 이상을 가지고 있으며, 이는 미국 전체 인구의 30%와 비교된다. 외국 태생 쿠바계 미국인 중 27%가 대학 학위를 가지고 있다. 이는 미국 라틴계 인구(14%)보다 높지만 미국 전체 인구보다는 낮다. 퓨 리서치 센터에 따르면, 1990년 이후 미국으로 이민 온 25세 이상 쿠바계 미국인들이 26%로 가장 높은 졸업률을 보였다. 이 동일한 데이터에 따르면, 1980년 이전에 미국에 입국한 25세 이상 쿠바계 미국인들은 24%의 졸업률을 보였고, 1980년에서 1990년 사이에 입국한 이들은 13%의 졸업률을 보였다. 1980년에서 1990년 사이의 졸업률 감소는 부분적으로 쿠바의 체계적인 불평등으로 인해 여러 분야에서 일반적으로 더 낮은 성적을 보이는 이민자들 중 아프리카계 쿠바인들의 존재에 기인할 수 있다.
틀:Hispanic and Latino Americans

## 저명한 쿠바계 미국인

### 미국 의회
현재 미국 의회에는 10명의 쿠바계 미국인들이 재직 중이다. 플로리다주에서 11명, 뉴저지주와 뉴욕주에서 각 2명, 텍사스주, 오하이오주, 웨스트버지니아주에서 각 1명의 쿠바계 미국인 하원의원이 선출되었다.

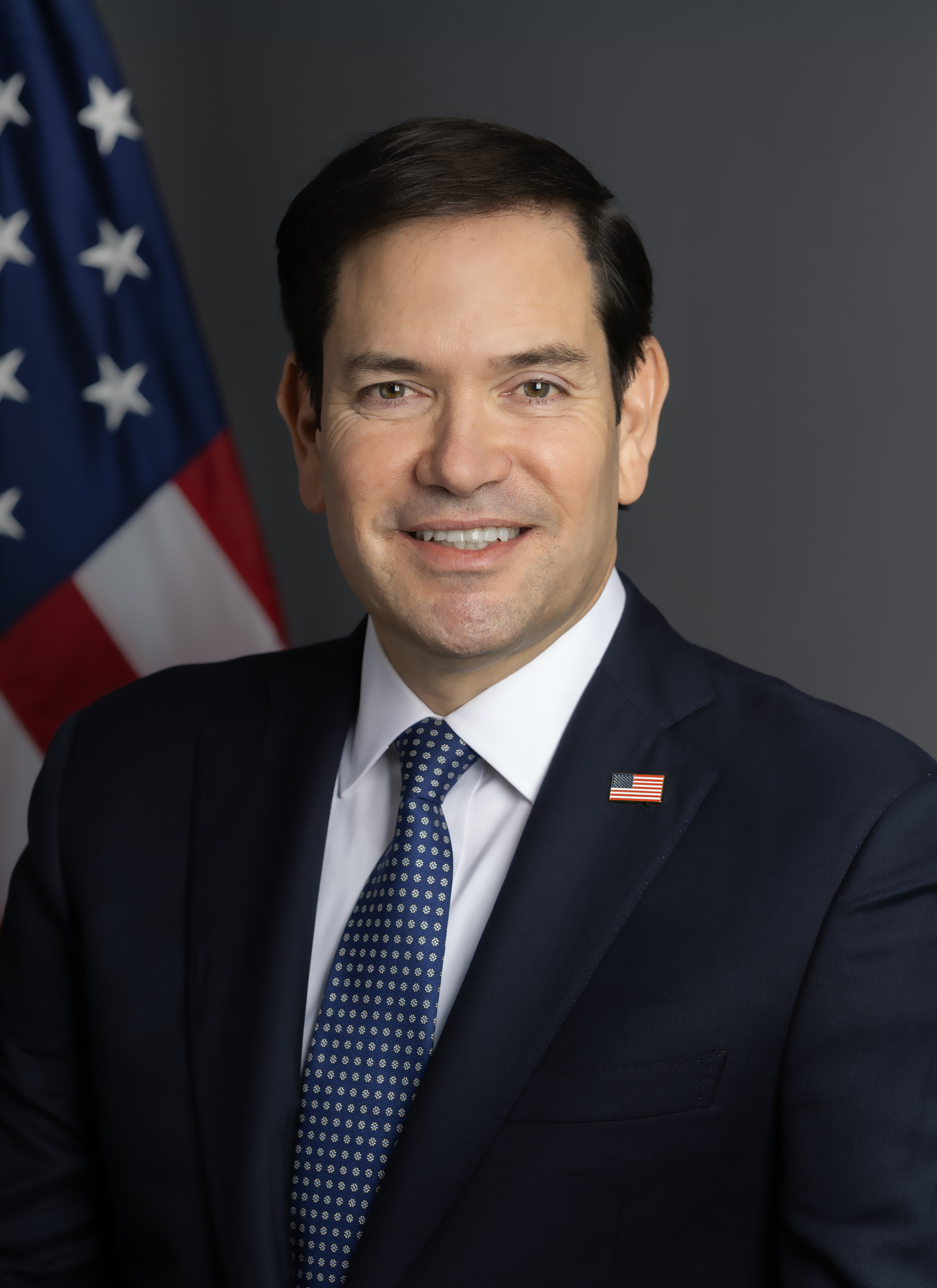
마코 루비오, 미국 국무장관 (2025년부터)
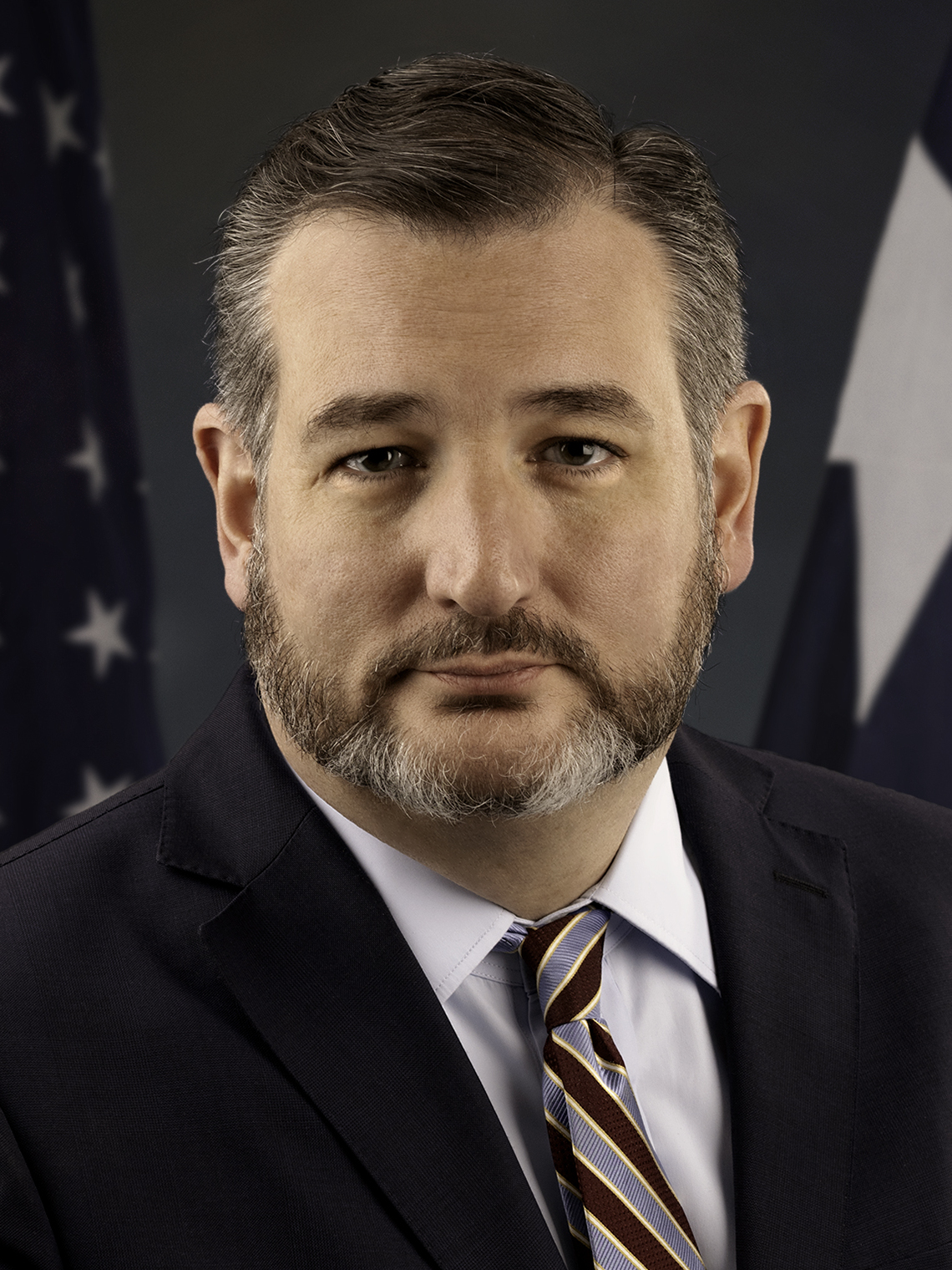
테드 크루즈, 텍사스주 상원의원 (2013년부터)
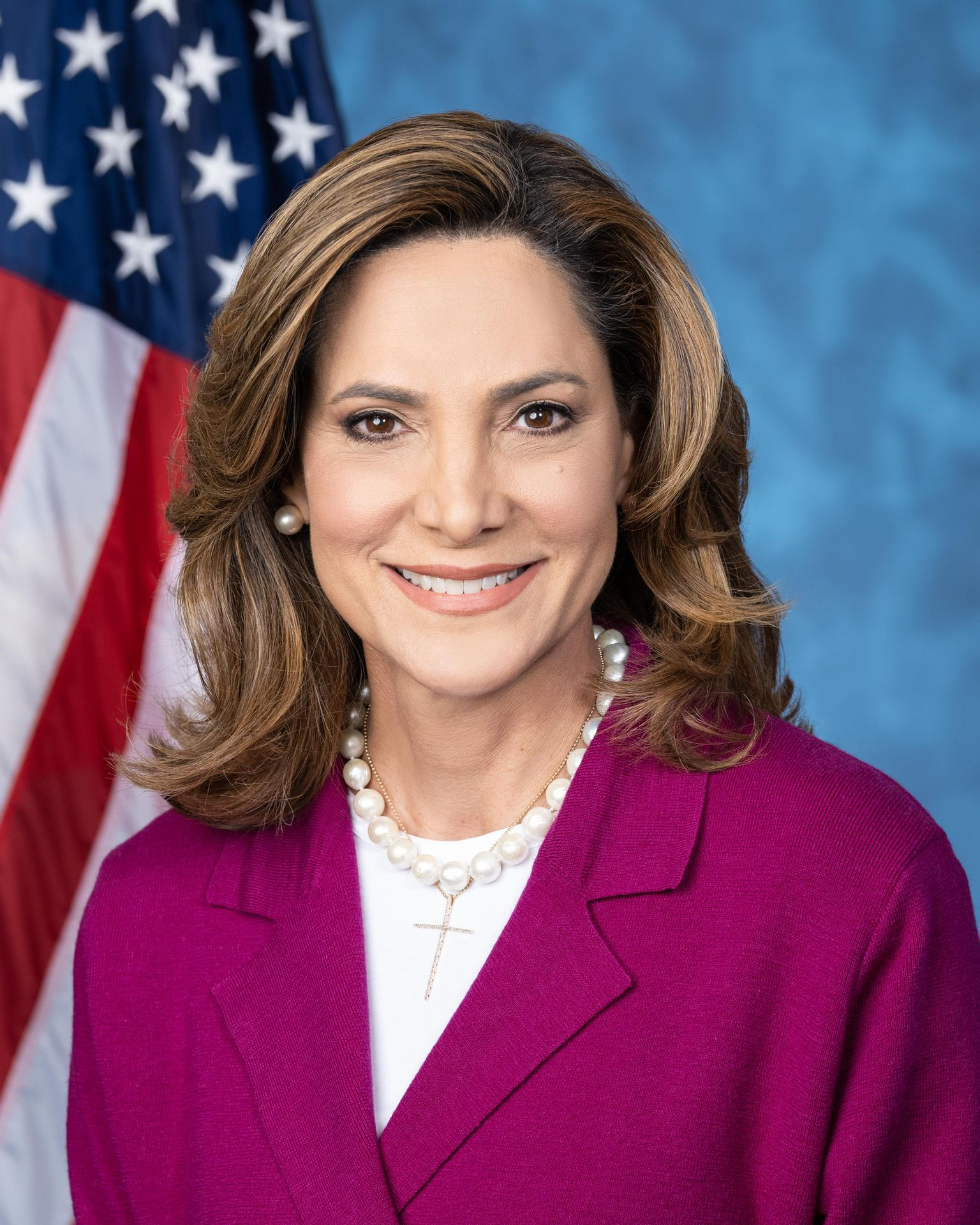
마리아 엘비라 살라사르, 플로리다주 제27선거구 하원의원 (2021년부터)
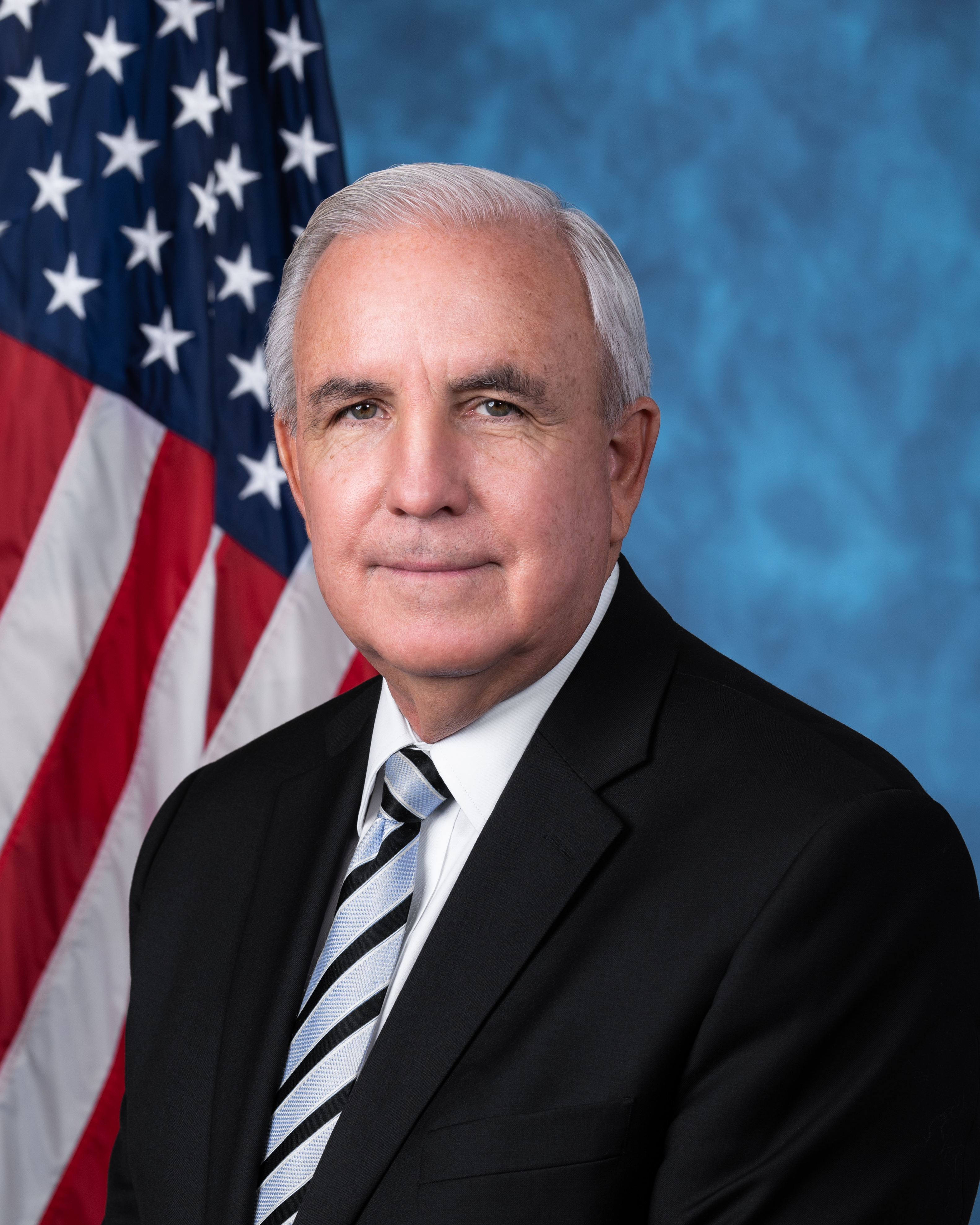
카를로스 A. 히메네스, 플로리다주 제26선거구 하원의원 (2021년부터)
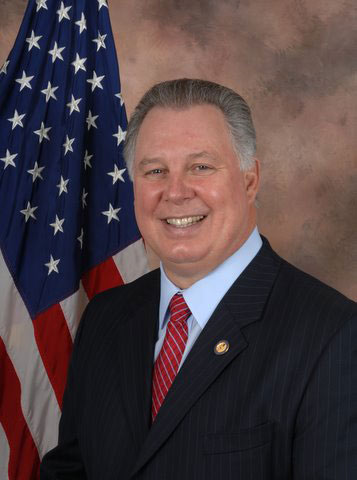
알비오 사이어스, 뉴저지주 제13선거구 하원의원 (2006–2013), 제8선거구 하원의원 (2013년부터)

미국의 국무장관 1명:
- 마코 루비오, 공화당 (미국), 플로리다주, (2025년부터), 상원의원 (2011–2025)

미국 상원 의원 1명:
- 테드 크루즈, 공화당 (미국), 텍사스주 (2013년부터)

미국 하원 의원 7명:
- 마리오 디아스-발라르트, 공화당, 플로리다주 제21선거구 (2011–2013), 플로리다주 제25선거구 (2003–2011) (2013년부터)
- 알렉스 무니, 공화당, 웨스트버지니아주 제2선거구 (2015년부터)
- 마리아 엘비라 살라사르, 공화당, 플로리다주 제27선거구 하원의원 (2021년–현재)
- 카를로스 A. 히메네스, 공화당, 플로리다주 제26선거구 하원의원 (2021년–현재)
- 니콜 말리오타키스, 공화당, 뉴욕주 제11선거구 하원의원 (2021년–현재)
- 맥스웰 프로스트, 민주당, 플로리다주 제10선거구 하원의원 (2023년–현재)
- 롭 메넨데스, 민주당, 뉴저지주 제8선거구 하원의원 (2023년–현재)

전 하원의원:
- 카를로스 커벨로, 공화당, 플로리다주 제26선거구 (2015–2019)
- 링컨 디아스-발라르트, 공화당, 마이애미, 미국 하원의원 (1993–2011)
- 조 가르시아, 민주당, 플로리다주 제26선거구 (2013–2015)
- 멜 마르티네스, 공화당, 플로리다주 상원의원 (2005–2009)
- 데이비드 리베라, 공화당, 마이애미, 미국 하원의원 (2011–2013)
- 일레아나 로스-레티넨, 공화당, 플로리다주 제27선거구 (1989–2019), 의회에 선출된 최초의 쿠바계 미국인
- 앤서니 곤살레스, 공화당, 오하이오주 제16선거구 (2019–2023)[82]
- 알비오 사이어스, 민주당, 뉴저지주 제13선거구 (2006–2013), 뉴저지주 제8선거구 (2013–2023)
- 밥 메넨데스, 민주당 (미국), 뉴저지주 (2006–2024), 뉴저지주 제13선거구 미국 하원의원 (1993–2006)

### 주 정부
쿠바계 미국인들은 주 차원에서 많은 성공을 거두었다. 쿠바계 미국인 의원들이 전국 어느 곳보다 많은 의석을 차지하고 있는 플로리다주에서는 반공산주의, 반카스트로, 반차베스 법안이 종종 추진되고 통과된다. 주 정부가 외교 정책을 지시할 수는 없지만 말이다. 쿠바계 미국인들이 대규모로 집중되어 있지 않은 주에서도 특히 뉴저지주에서 성공을 거두었다. 뉴저지주에서는 유니언시티, 엘리자베스, 뉴어크에 집중된 소수 민족임에도 불구하고 엄청난 정치적 성공을 거두었다.

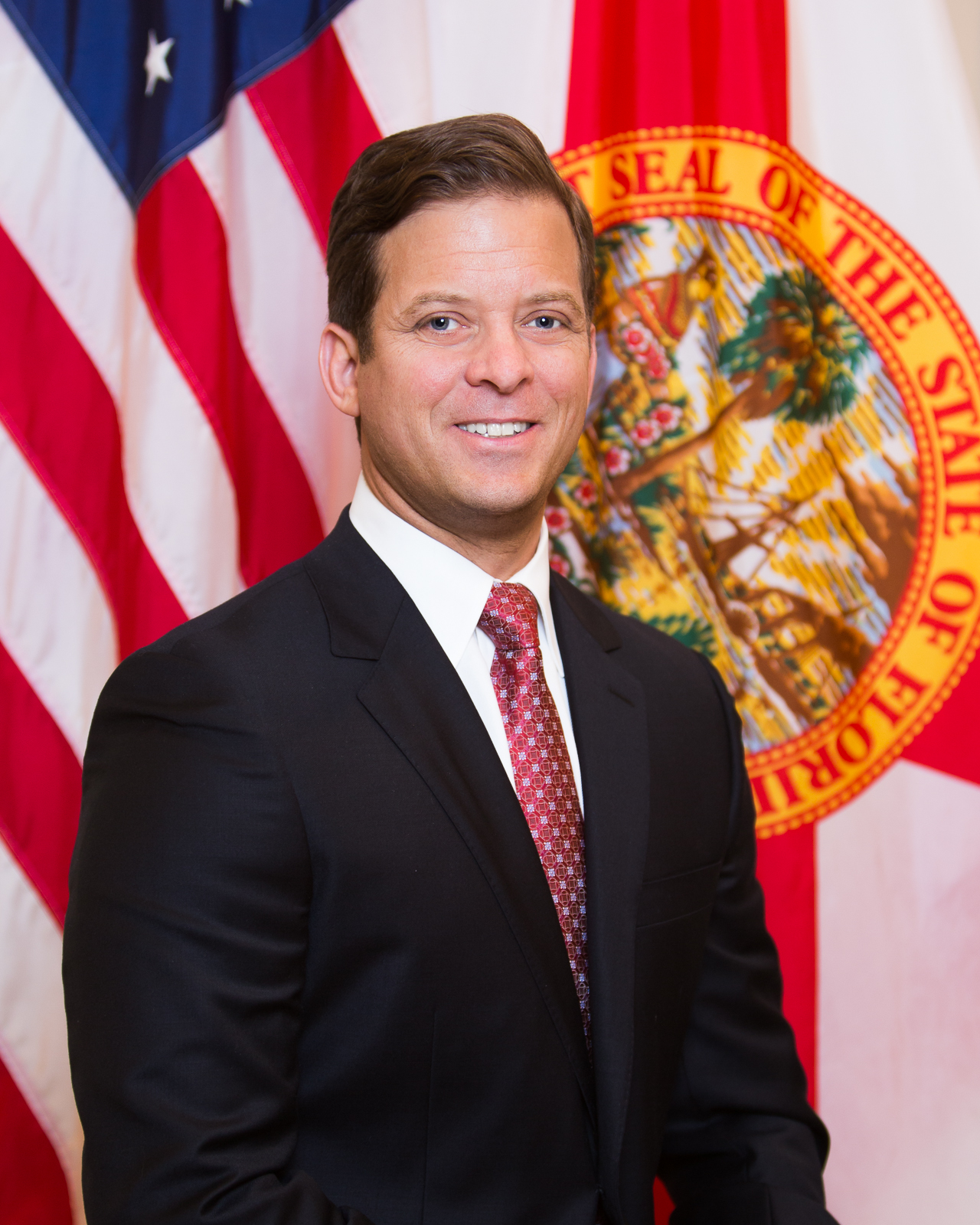
플로리다 부주지사 카를로스 로페스-칸테라 (2014–2019)
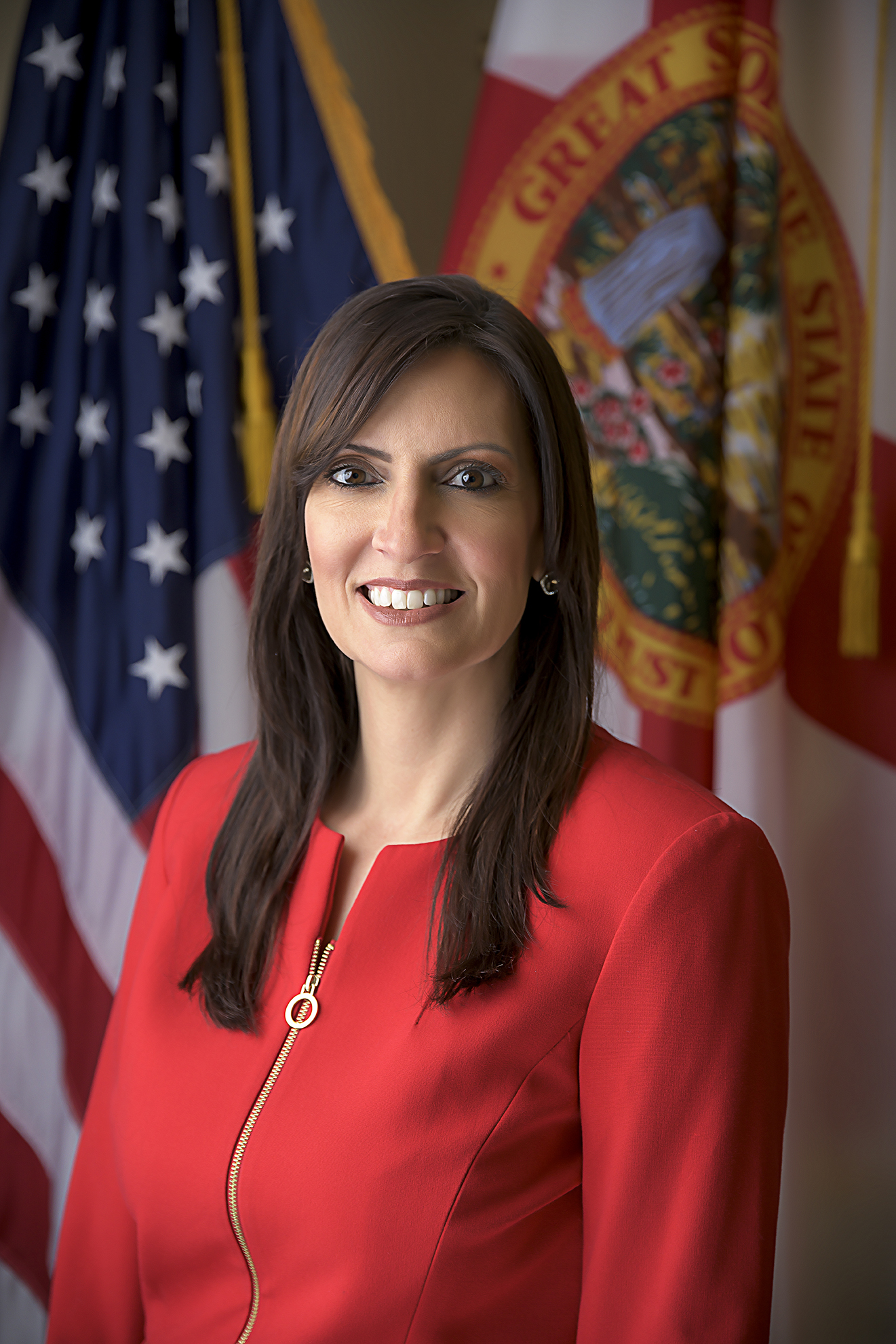
저넷 누녜스, 플로리다 부주지사 (2019년부터)
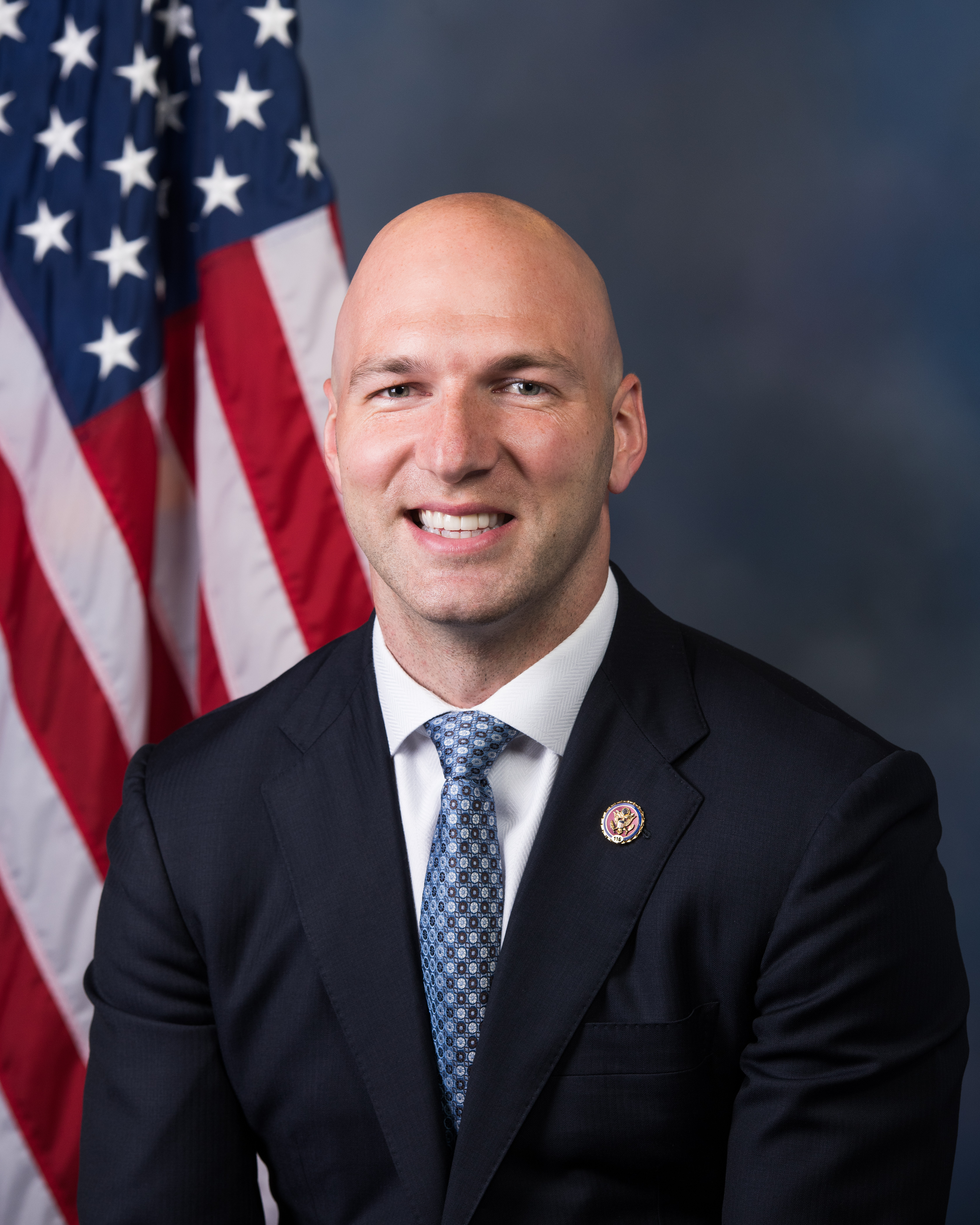
오하이오주 제16선거구 미국 하원의원 앤서니 곤살레스 (2019–2023)
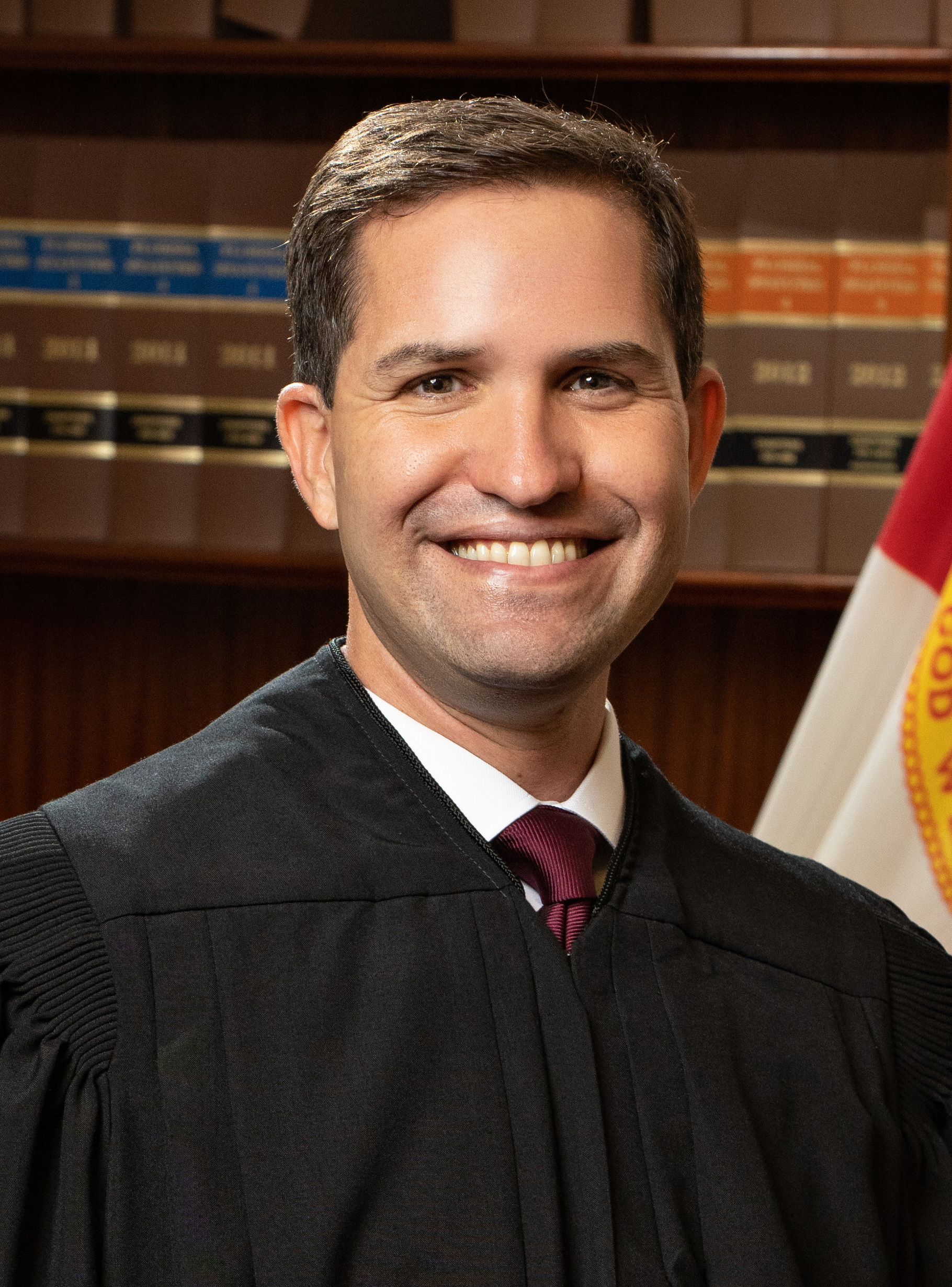
플로리다 대법원 대법관 존 쿠리엘 (2020년부터)
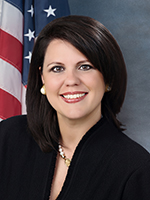
플로리다주 상원의원 아나 마리아 로드리게스 (2020년부터)

플로리다주:
- 프랭크 아틸레스, 공화당, 플로리다주 하원 제118지구 전 의원
- 호세 펠릭스 디아스, 공화당, 플로리다주 하원 제116지구 전 의원
- 매니 디아스 주니어, 공화당, 플로리다주 하원 제103지구 의원
- 미구엘 디아스 데 라 포르티야, 전 공화당, 플로리다주 상원 제40지구 의원
- 아니테레 플로레스, 공화당, 플로리다주 상원 제37지구 전 의원
- 에리크 프레센, 공화당, 플로리다주 하원 제114지구 의원
- 일레아나 가르시아, 공화당, 플로리다주 상원 제37지구 의원 (2020년부터)
- 르네 가르시아, 공화당, 플로리다주 상원 제38지구 의원
- 에두아르도 곤살레스, 공화당, 플로리다주 하원 제111지구 의원
- 카를로스 로페스-칸테라, 공화당, 전 플로리다 부주지사, (2014–2019)
- 저넷 누녜스, 공화당, 플로리다 부주지사, (2019년부터), 플로리다주 하원 제119지구 전 의원
- 호세 R. 올리바, 공화당, 플로리다주 하원 제110지구 의원
- 아나 마리아 로드리게스, 공화당, 플로리다주 상원 제39지구 의원 (2020년부터)
- 호세 하비에르 로드리게스, 민주당, 플로리다주 상원 제37지구 의원 (2016–2020), 하원 제112지구 의원 (2012–2016)
- 마이크 라 로사, 공화당, 플로리다주 하원 제42지구 의원
- 카를로스 트루히요, 공화당, 플로리다주 하원 제105지구 의원

메릴랜드주:
- 웨스 무어,[83] 민주당, 메릴랜드주 63대 주지사, (2023년부터)

뉴햄프셔주:
- 존 H. 스누누, 공화당, 뉴햄프셔주의 주지사, (1983–1989)
- 크리스토퍼 T. 스누누, 공화당, 뉴햄프셔주의 주지사, (2017년부터)

뉴저지주:
- 말렌 카리데. 민주당, 뉴저지주
- 카르멜로 가르시아, 민주당, 뉴저지주
- 안젤리카 히메네스, 민주당, 뉴저지주 하원 제32입법구역 의원 (2012년부터)
- 빈센트 프리토, 민주당, 뉴저지주 하원 의장 (2014년부터), 뉴저지주 하원 제32입법구역 의원 (2004년부터)

뉴욕주:
- 니콜 말리오타키스, 공화당, 스태튼 아일랜드, 뉴욕주 하원 제64지구 의원

코네티컷주:
- 아트 리나레스, 공화당, 웨스트브룩, 코네티컷주 상원 제33지구 의원

네바다주:
- 모이세스 "모" 데니스, 민주당, 네바다주 상원 제2지구 의원

버지니아주:
- 제이슨 미야레스, 공화당, 버지니아 비치, 버지니아주 하원 제82지구 의원 및 버지니아 법무장관 (2022년부터)

에두아르도 아기레 (공화당)는 조지 W. 부시 행정부에서 미국 수출입은행 부의장을 지냈고, 나중에 국토안보부 이민귀화국 국장으로 임명되었다. 2006년 에두아르도 아기레는 주스페인 미국 대사로 임명되었다. 쿠바계 미국인들은 또한 미국의 대통령 비서실장 존 H. 스누누 (공화당), 마우리시오 클라베르-카로네가 미주개발은행 총재로 재직하는 등 다른 고위 정부 직책도 맡았다.
플로리다를 기반으로 한 사업가이자 쿠바 망명자인 엘비로 산체스는 가족의 과일 농장 수익을 투자하여 수백만 달러의 부를 축적했다. 그는 남부 주에서 가장 잘 알려지지 않은 박애주의자 중 한 명이다.
사법직:
- 대니 보그스는 미국 제6항소법원 판사 (1986년부터)
- 바바라 라고아는 현재 미국 제11항소법원 판사 (2019년부터)
- 호르헤 라바르가는 현재 플로리다 대법원 판사 (2009년부터)
- 존 쿠리엘은 현재 플로리다 대법원 판사 (2020년부터)
- 라울 G. 칸테로 3세는 플로리다 대법원 대법관을 지냈다. (2002–2008)

### 저명한 인물

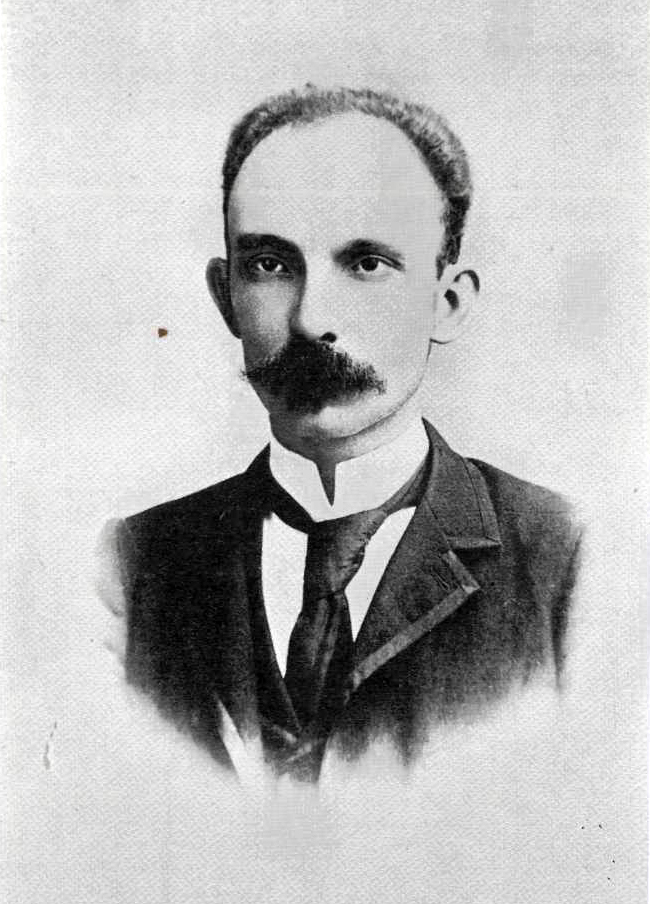
호세 마르티
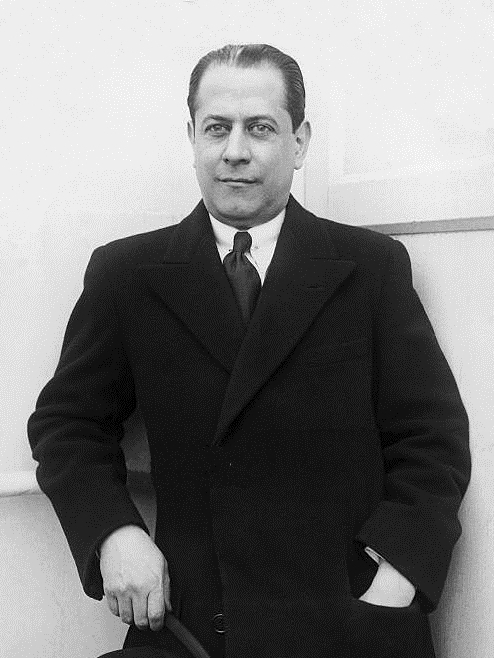
호세 라울 카파블랑카
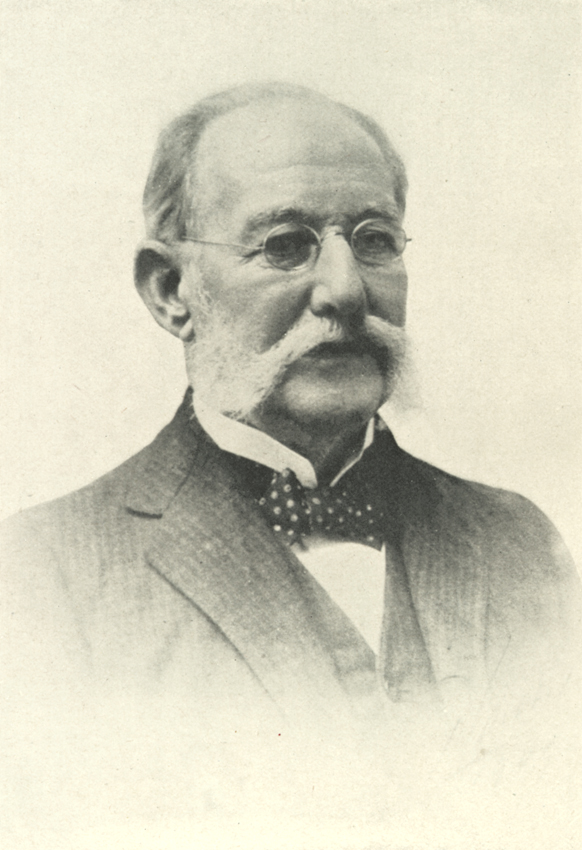
카를로스 핀라이
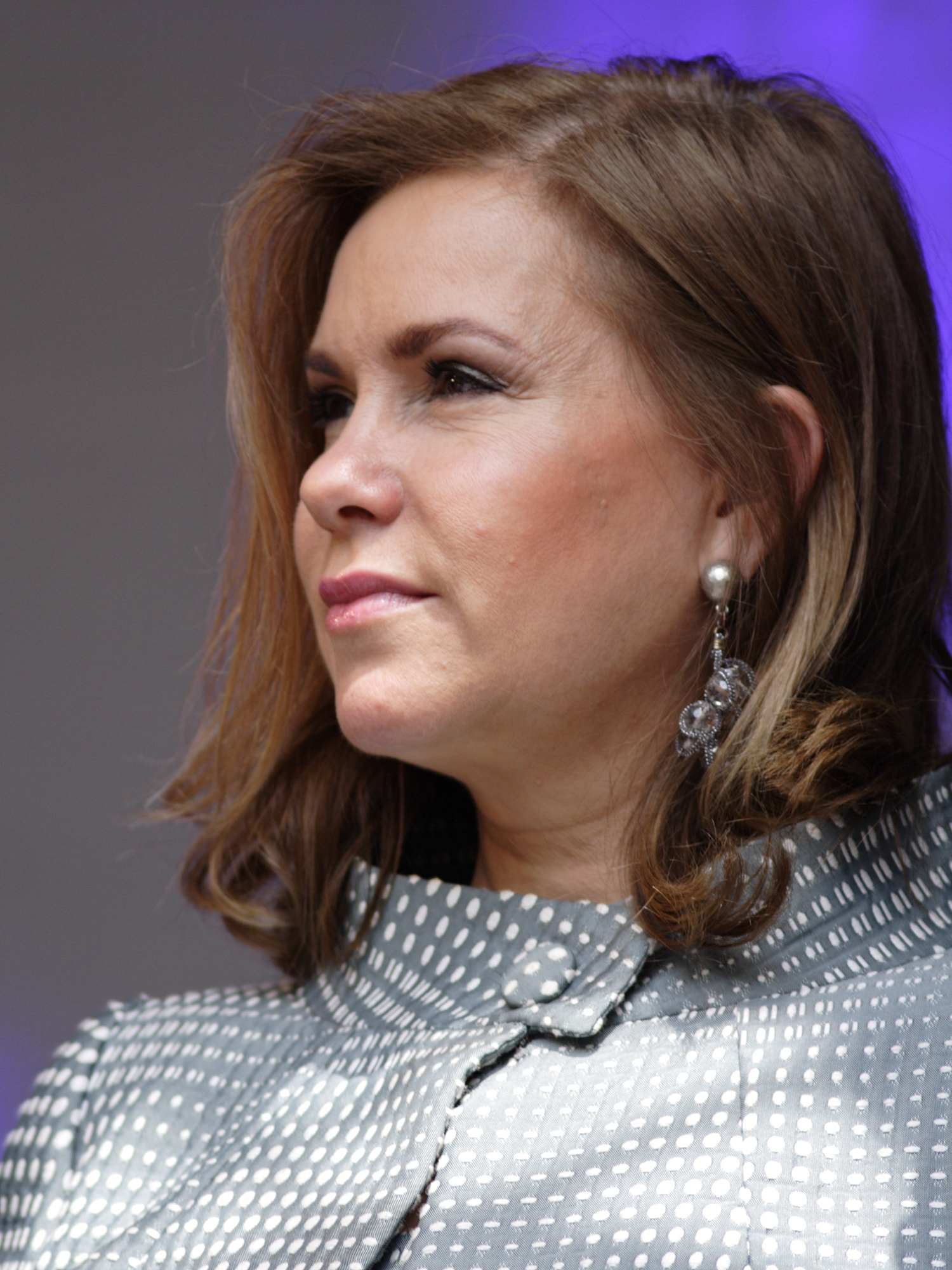
룩셈부르크 대공비 마리아 테레사
콘수엘로 몬태규
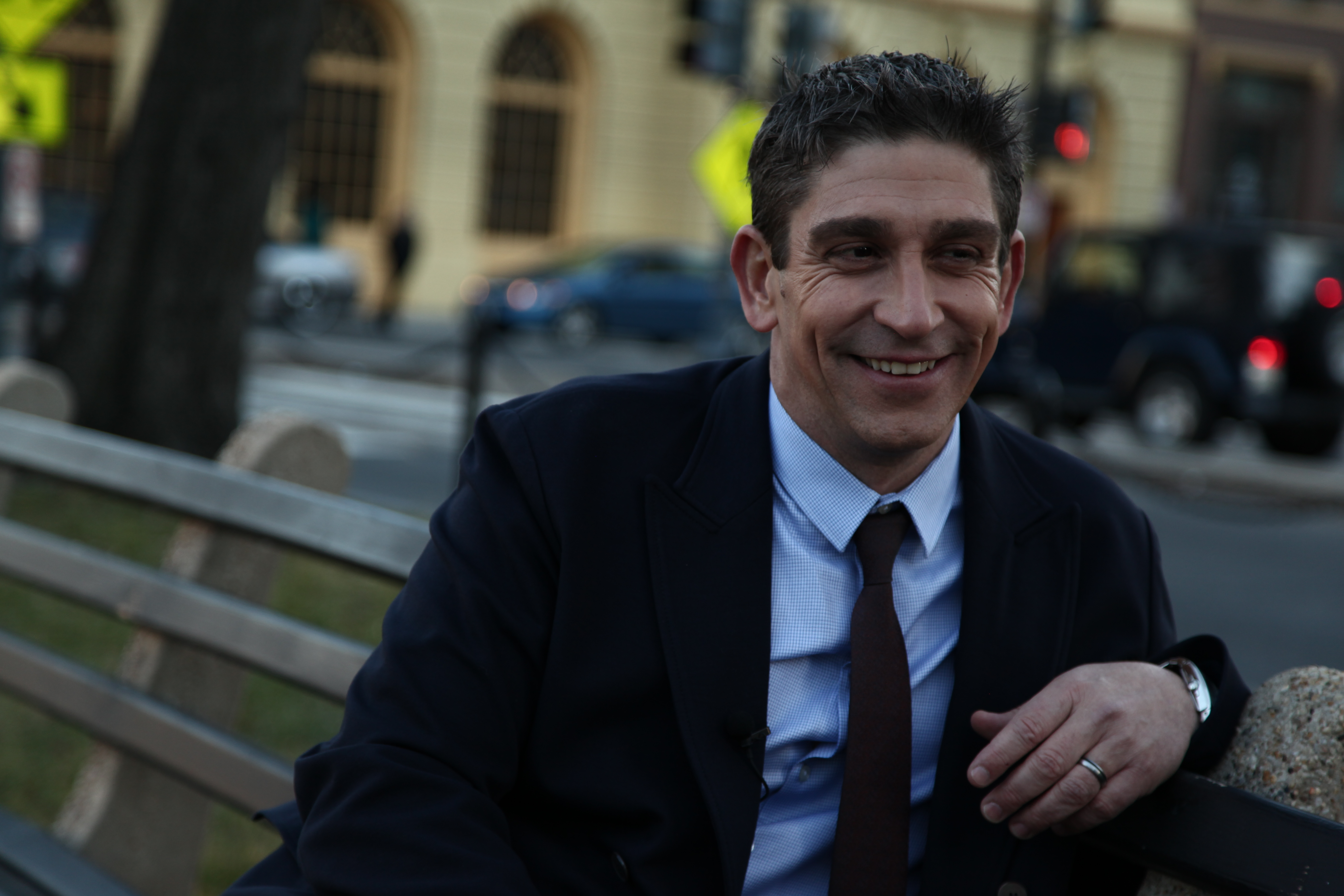
리처드 블랑코
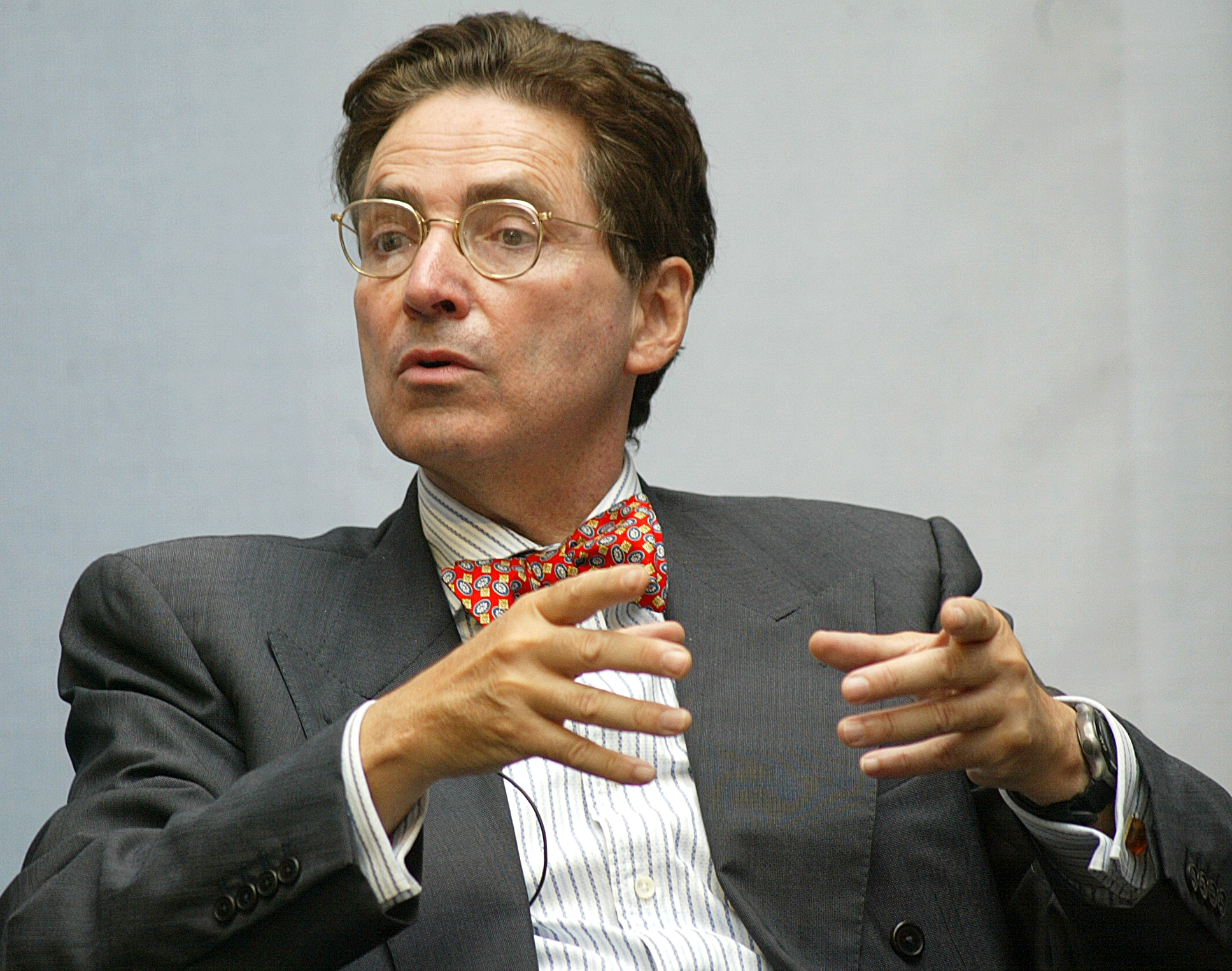
알프레드 모리스 드 자야스
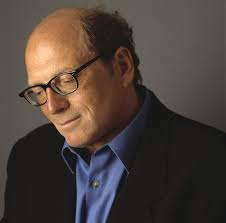
오스카 히후엘로스
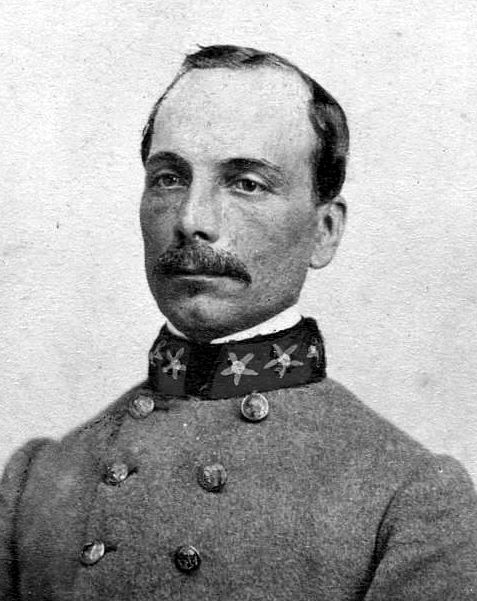
암브로시오 호세 곤잘레스
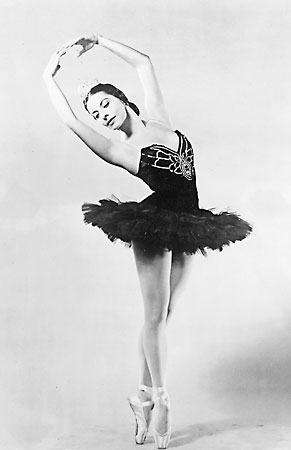
알리시아 알론소
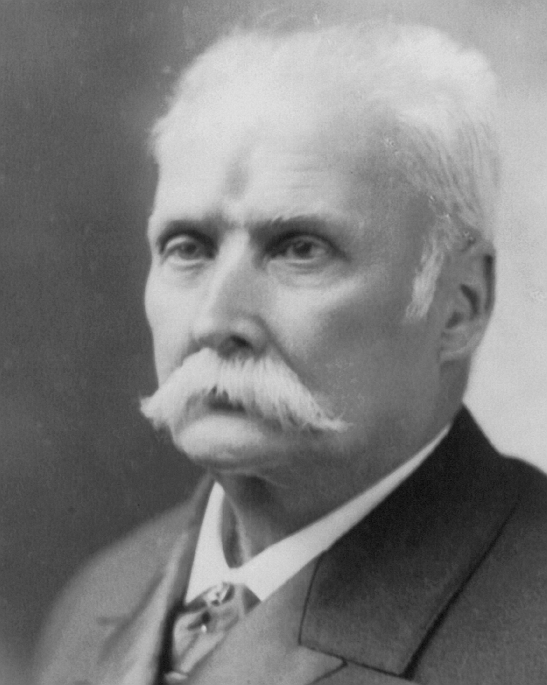
칼리스토 가르시아
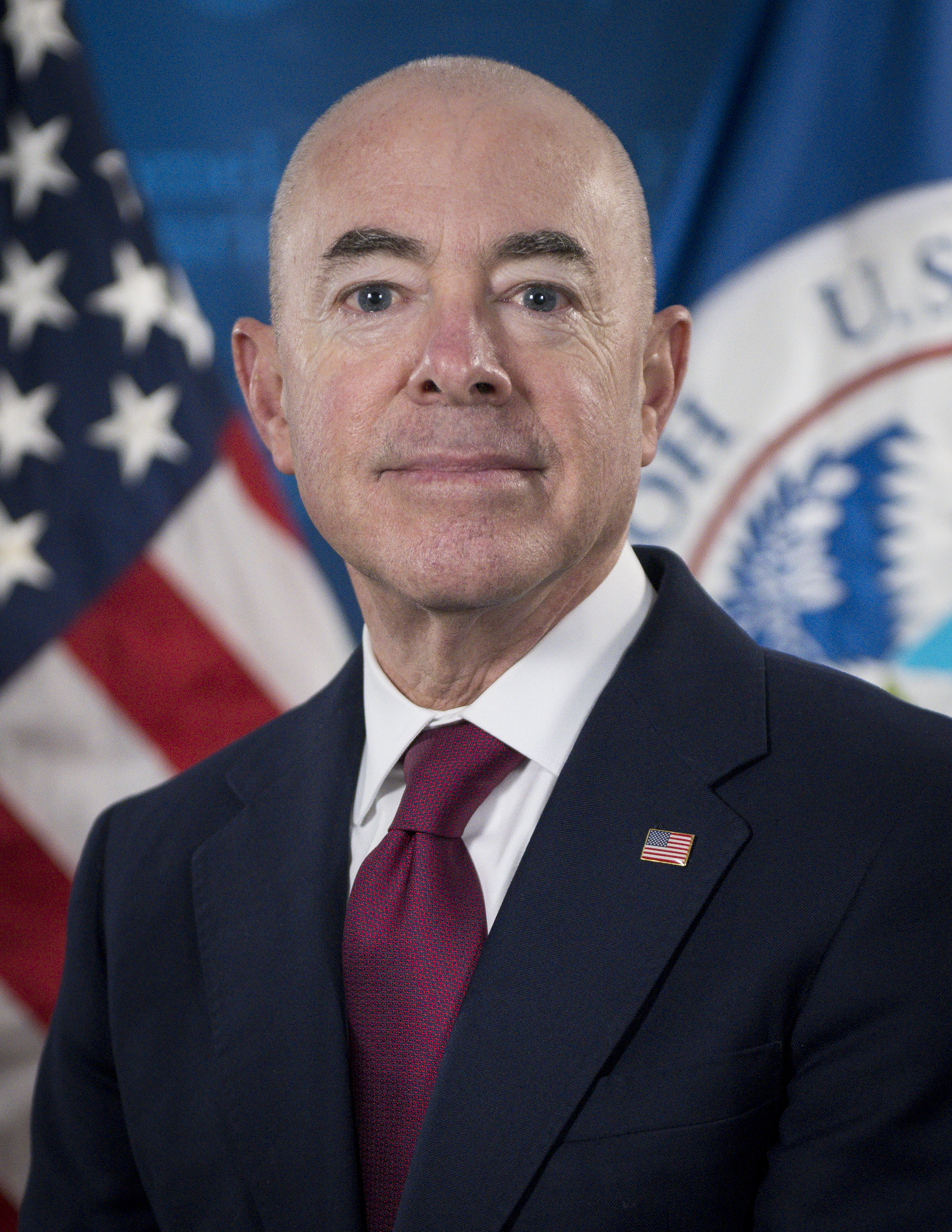
알레한드로 마요르카스

### 텔레비전 및 엔터테인먼트

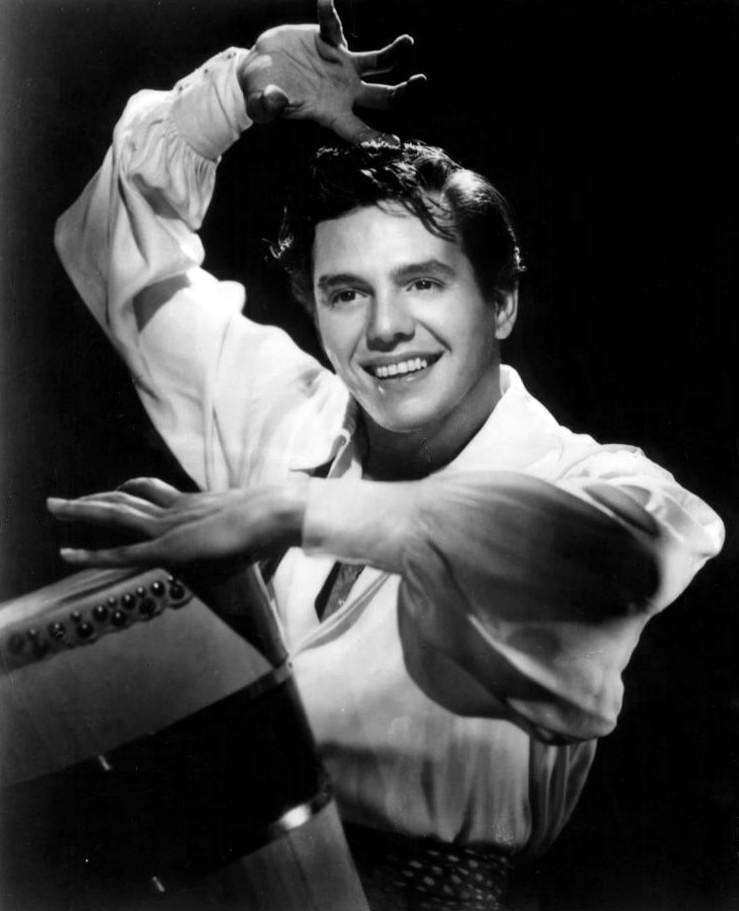
데지 아너즈
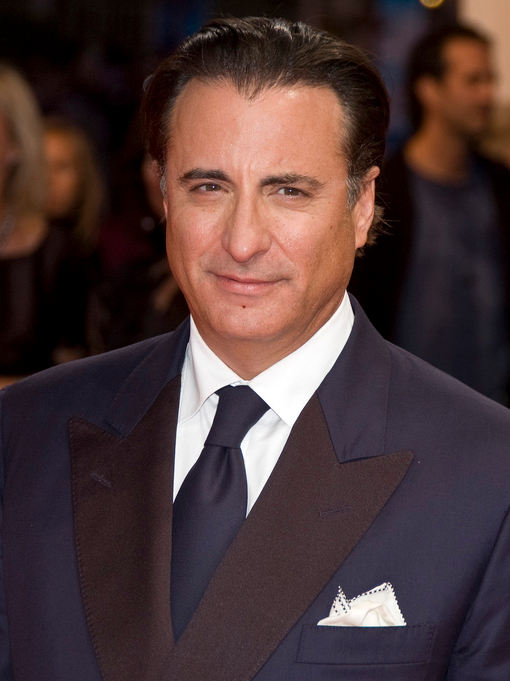
앤디 가르시아
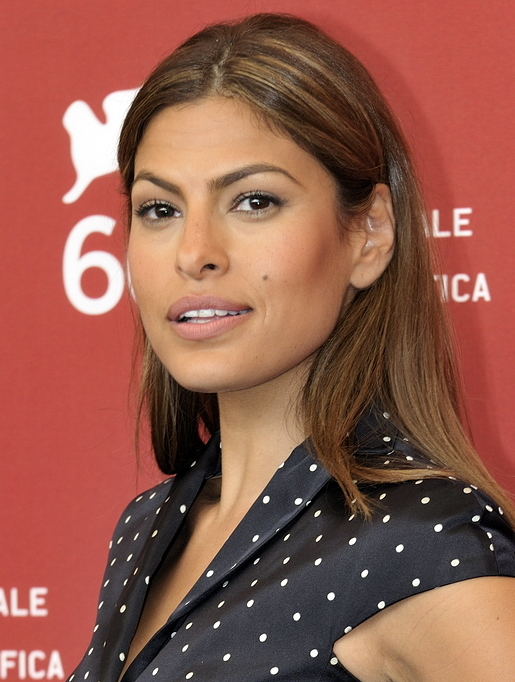
에바 멘데스
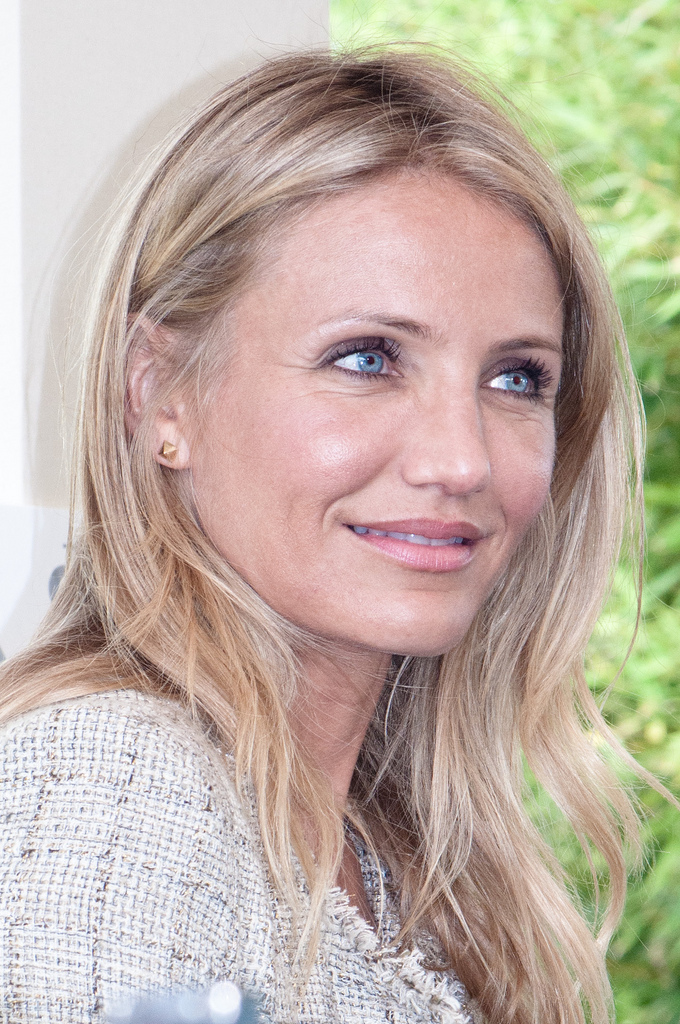
캐머런 디애즈
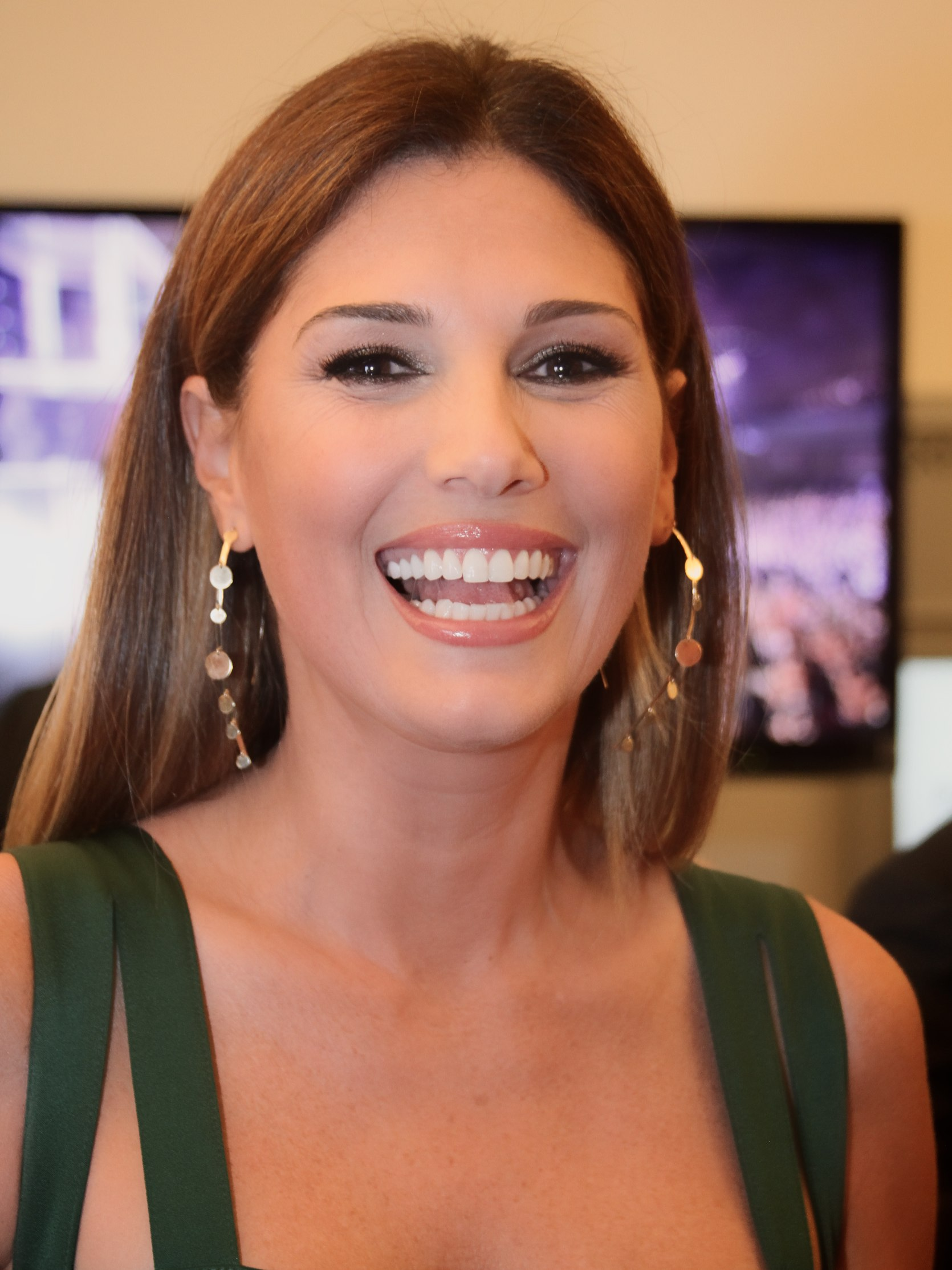
데이지 푸엔테스
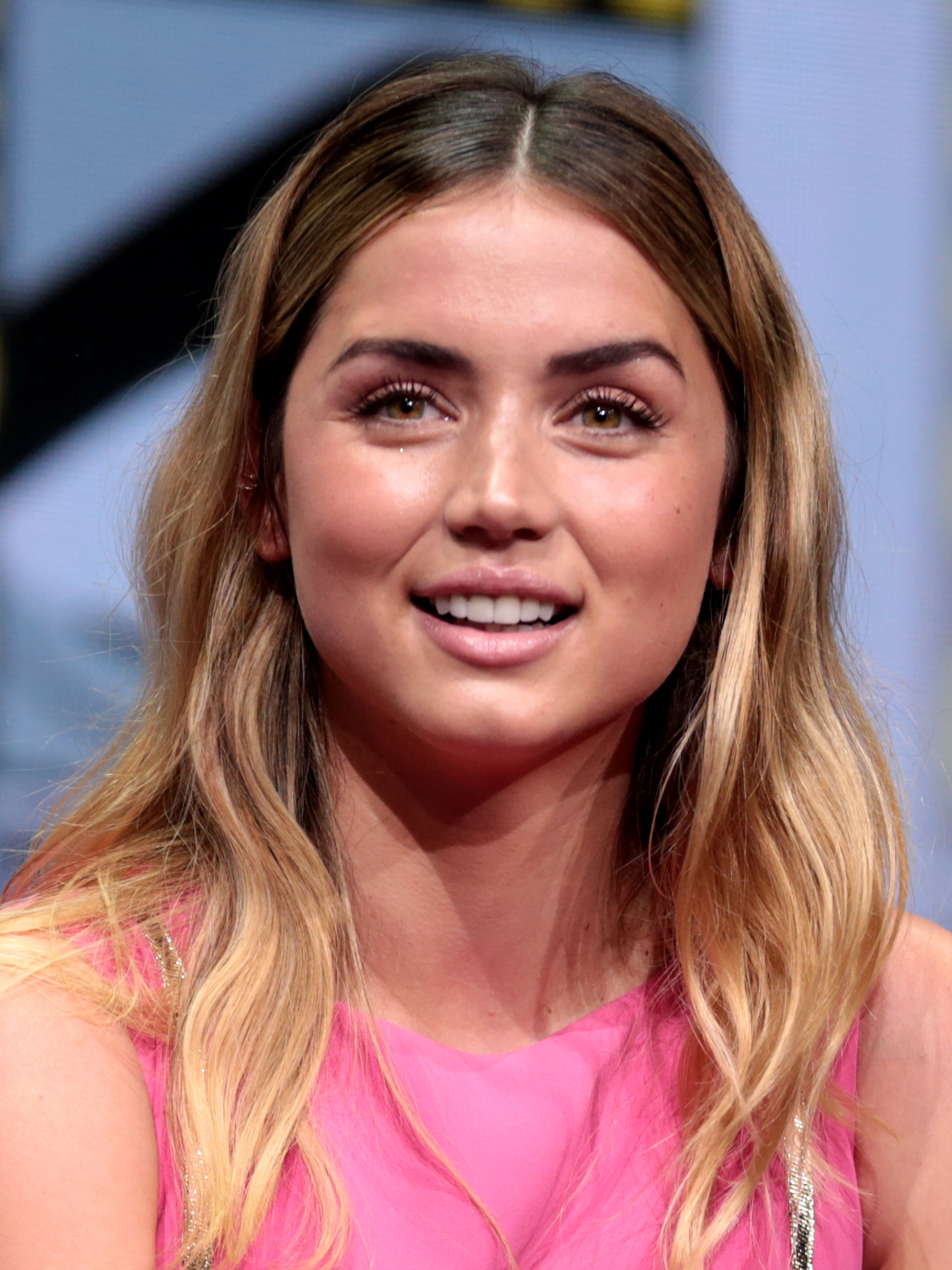
아나 데 아르마스
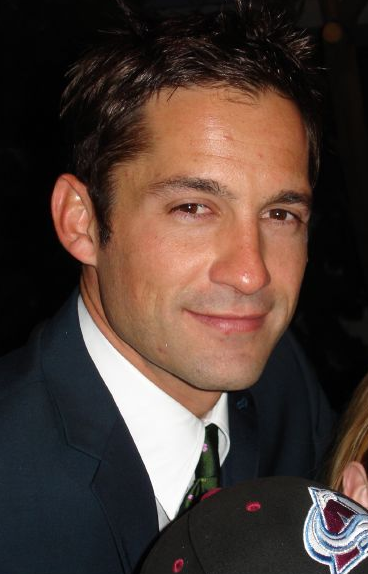
엔리케 머시아노
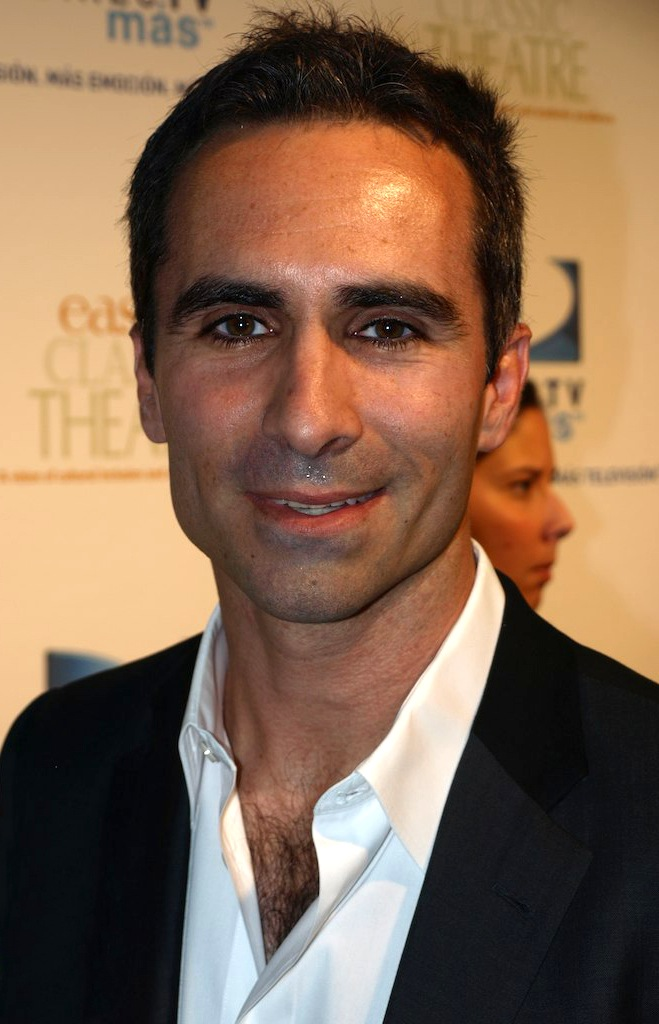
네스터 카보넬
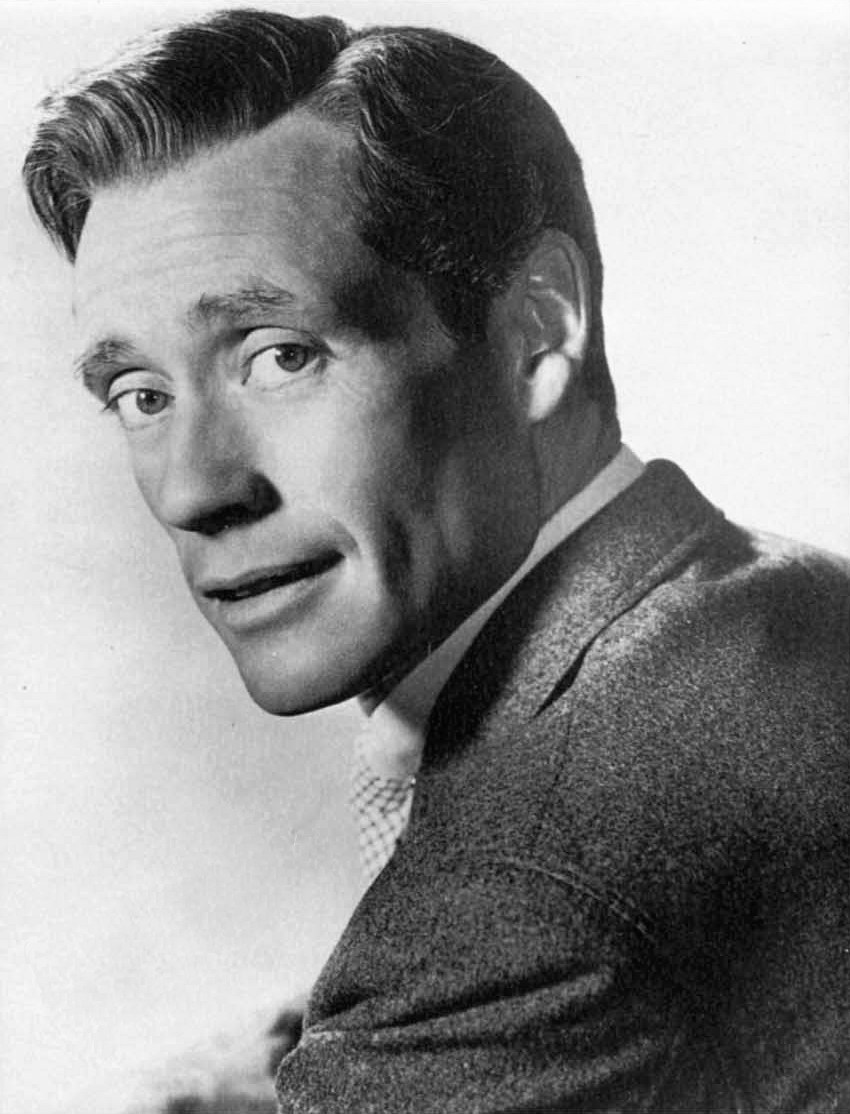
멜 퍼레어
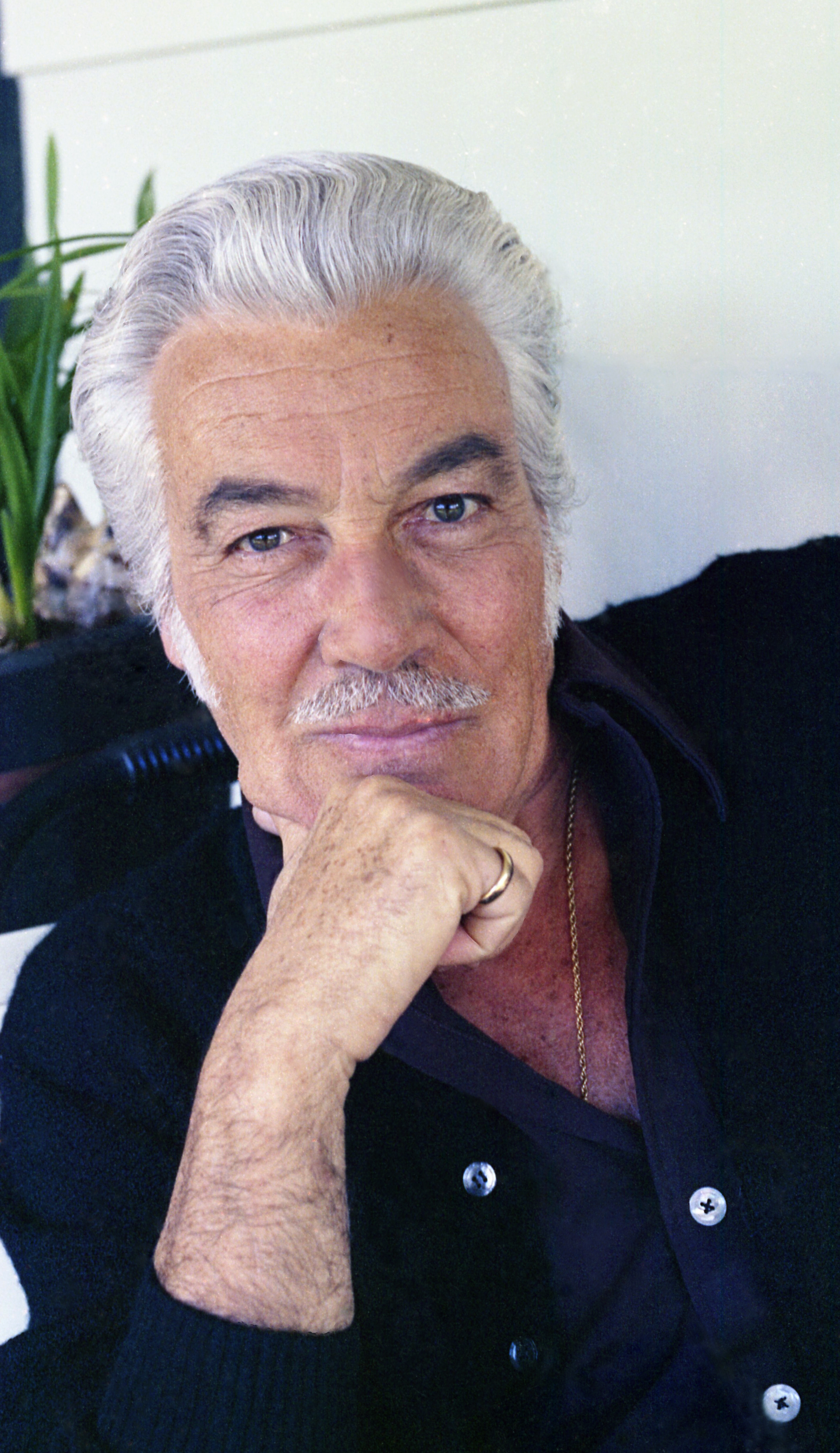
시저 로메로
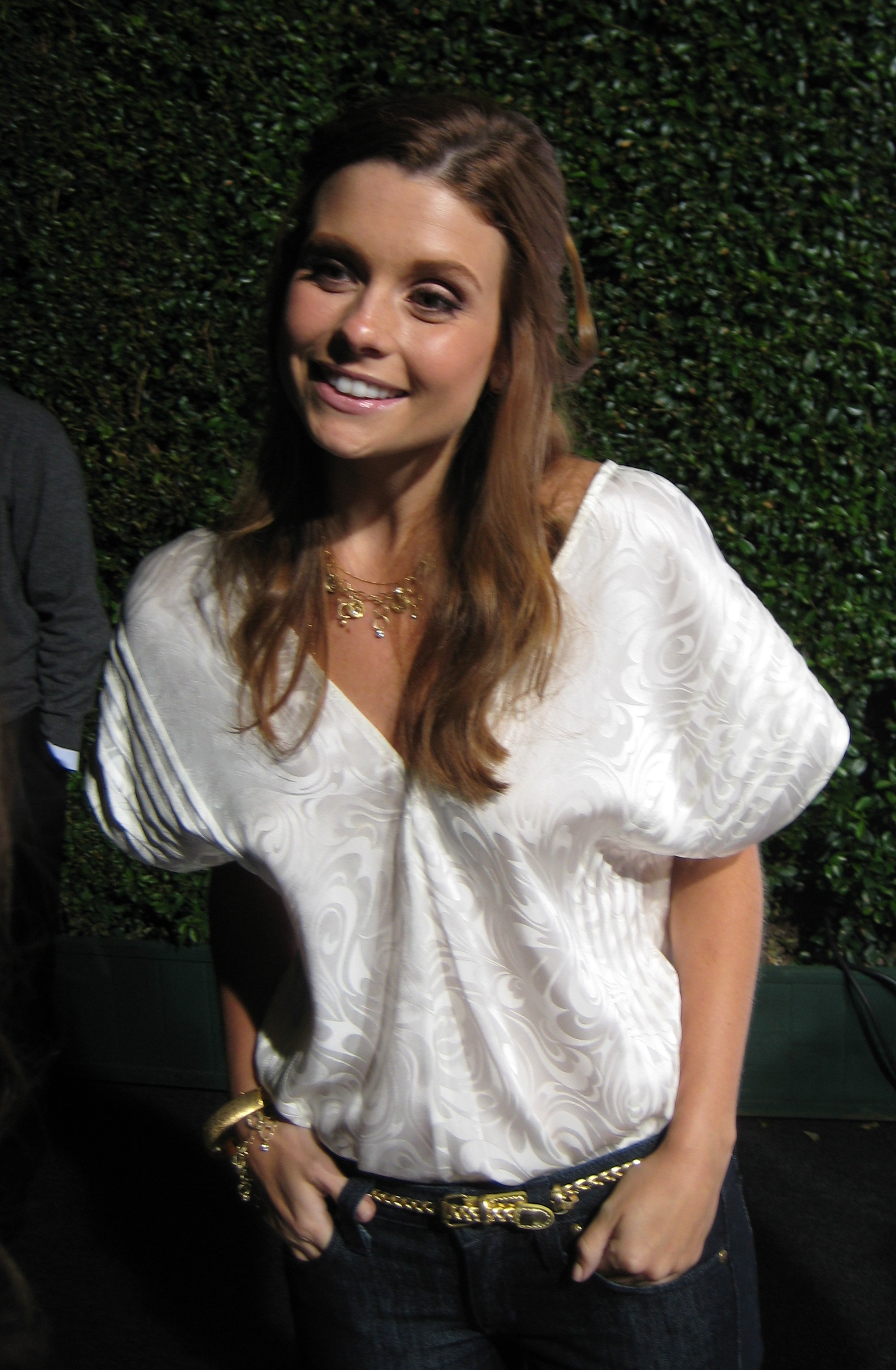
조안나 가르시아
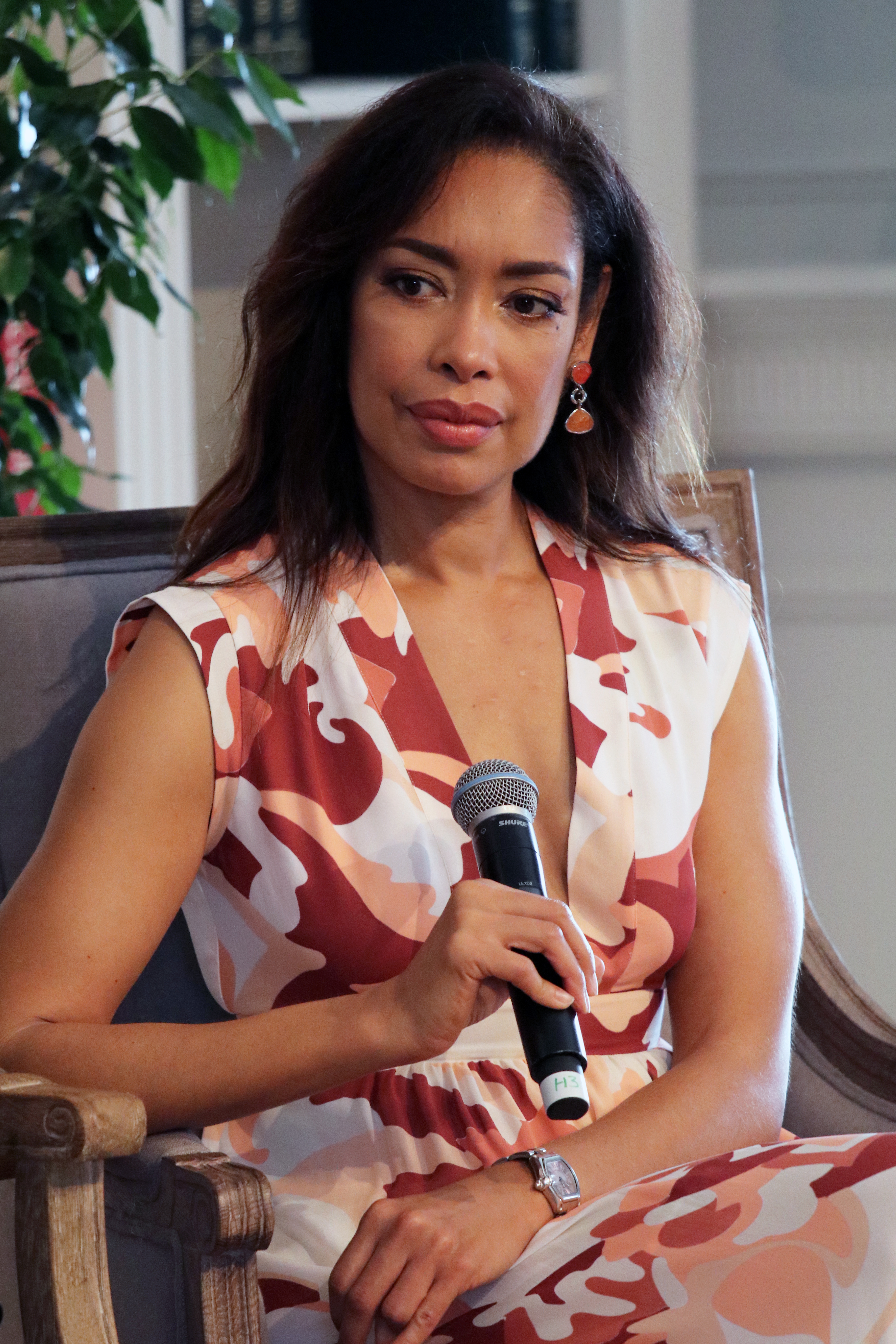
지나 토레스
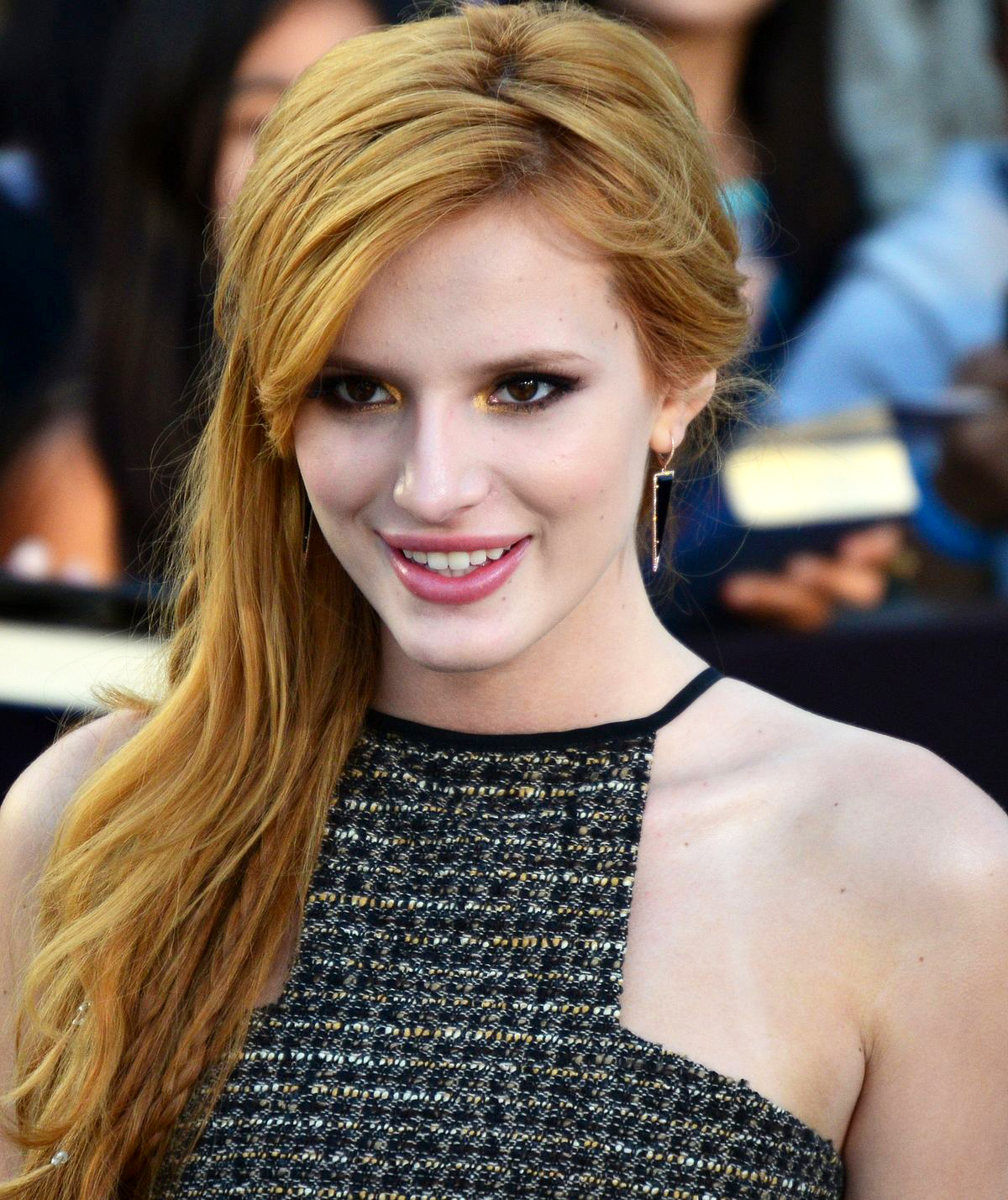
벨라 손
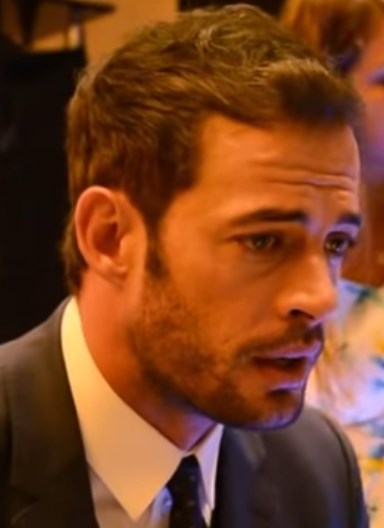
윌리엄 레비
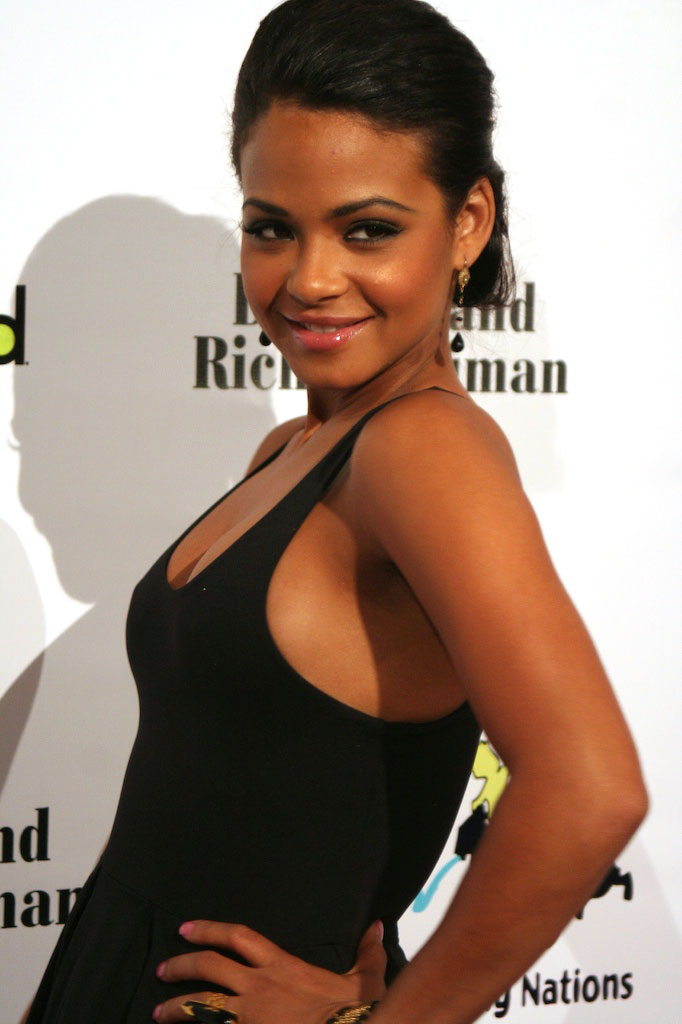
크리스티나 밀리안
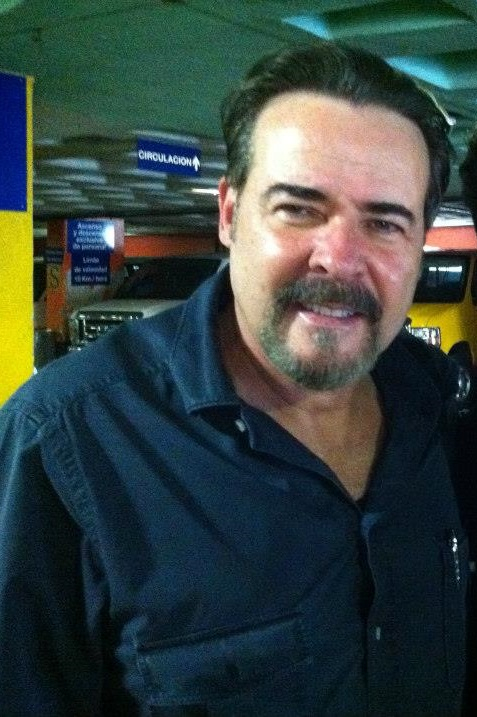
세사르 에보라
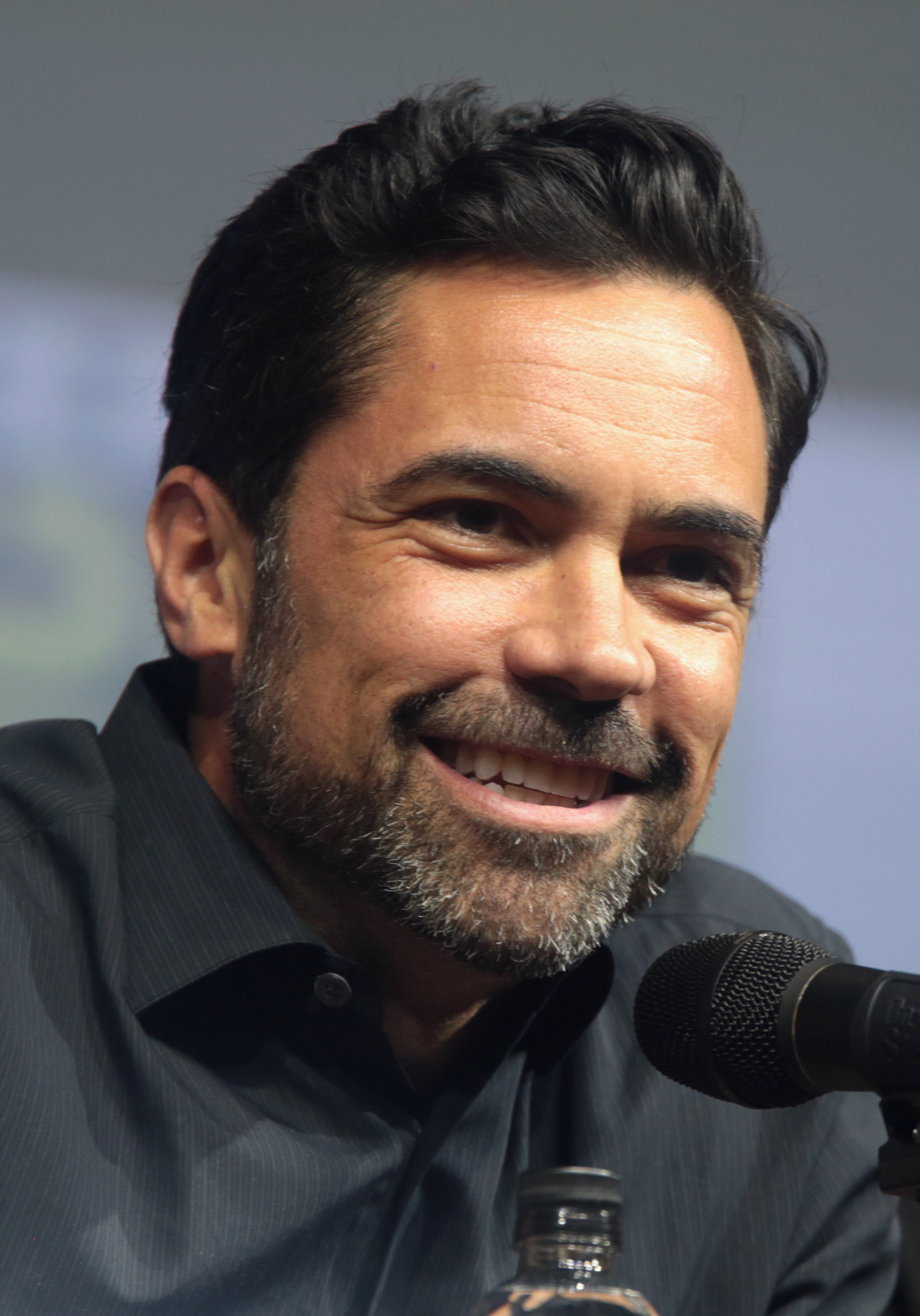
대니 피노
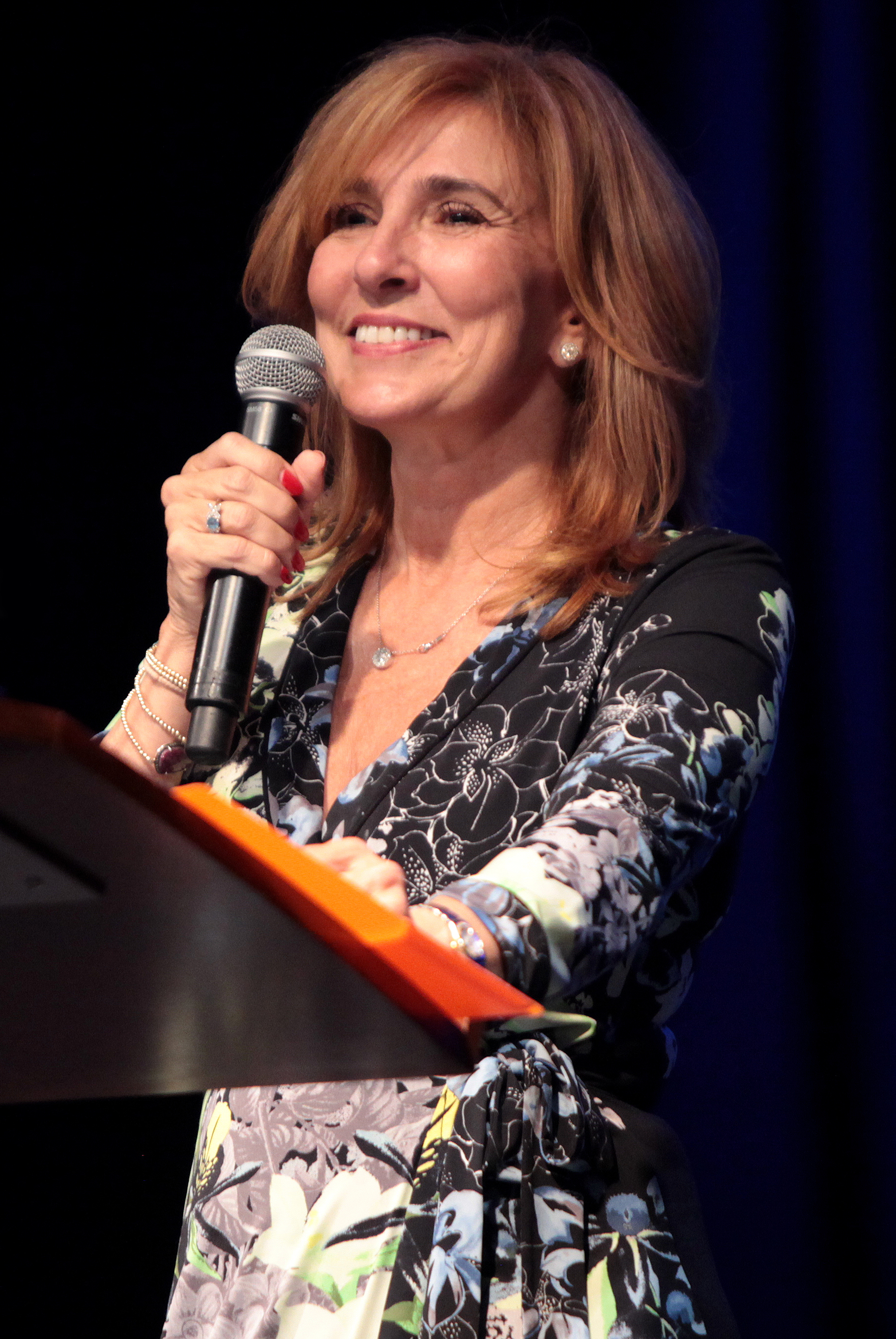
마릴린 밀리안
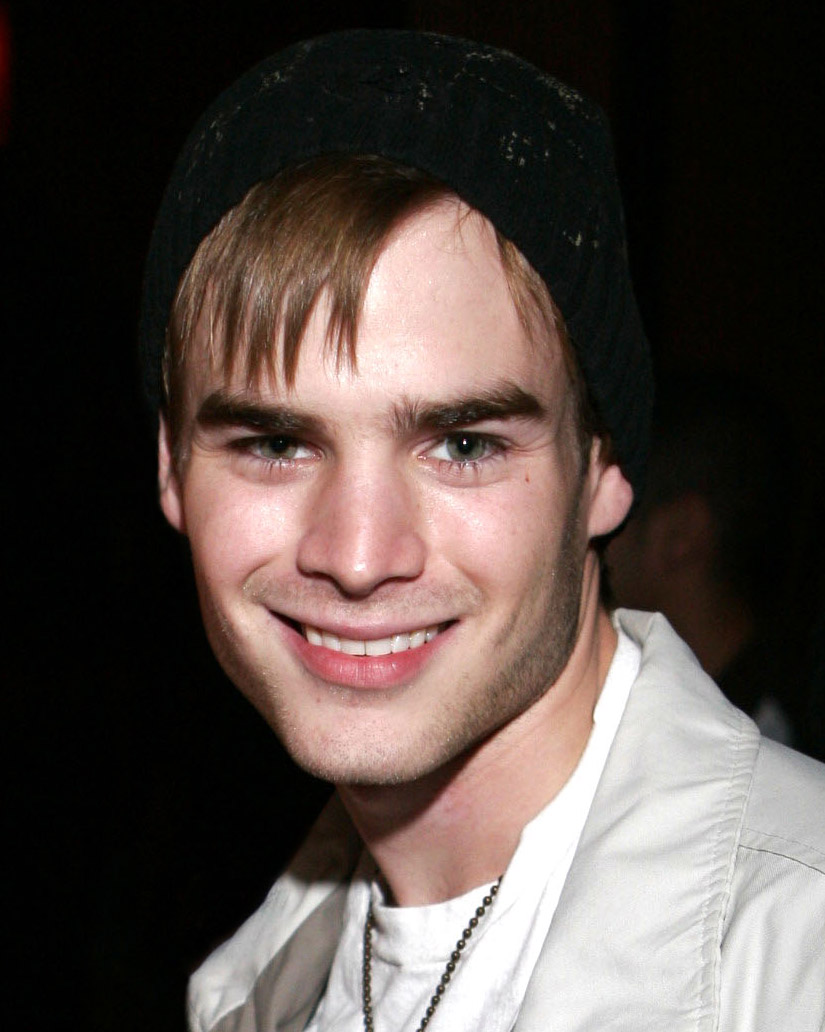
데이비드 갤러거
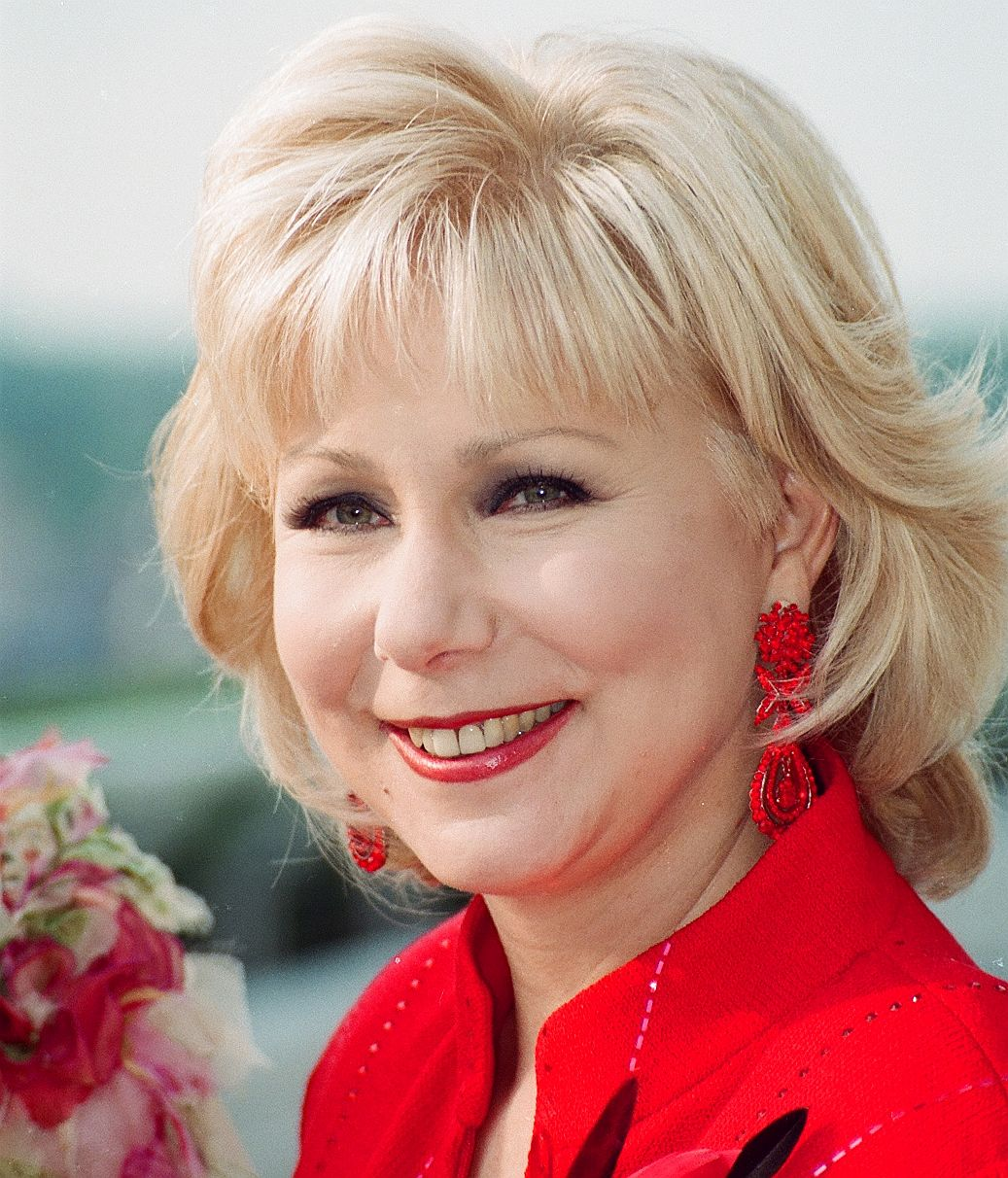
크리스티나 살레귀
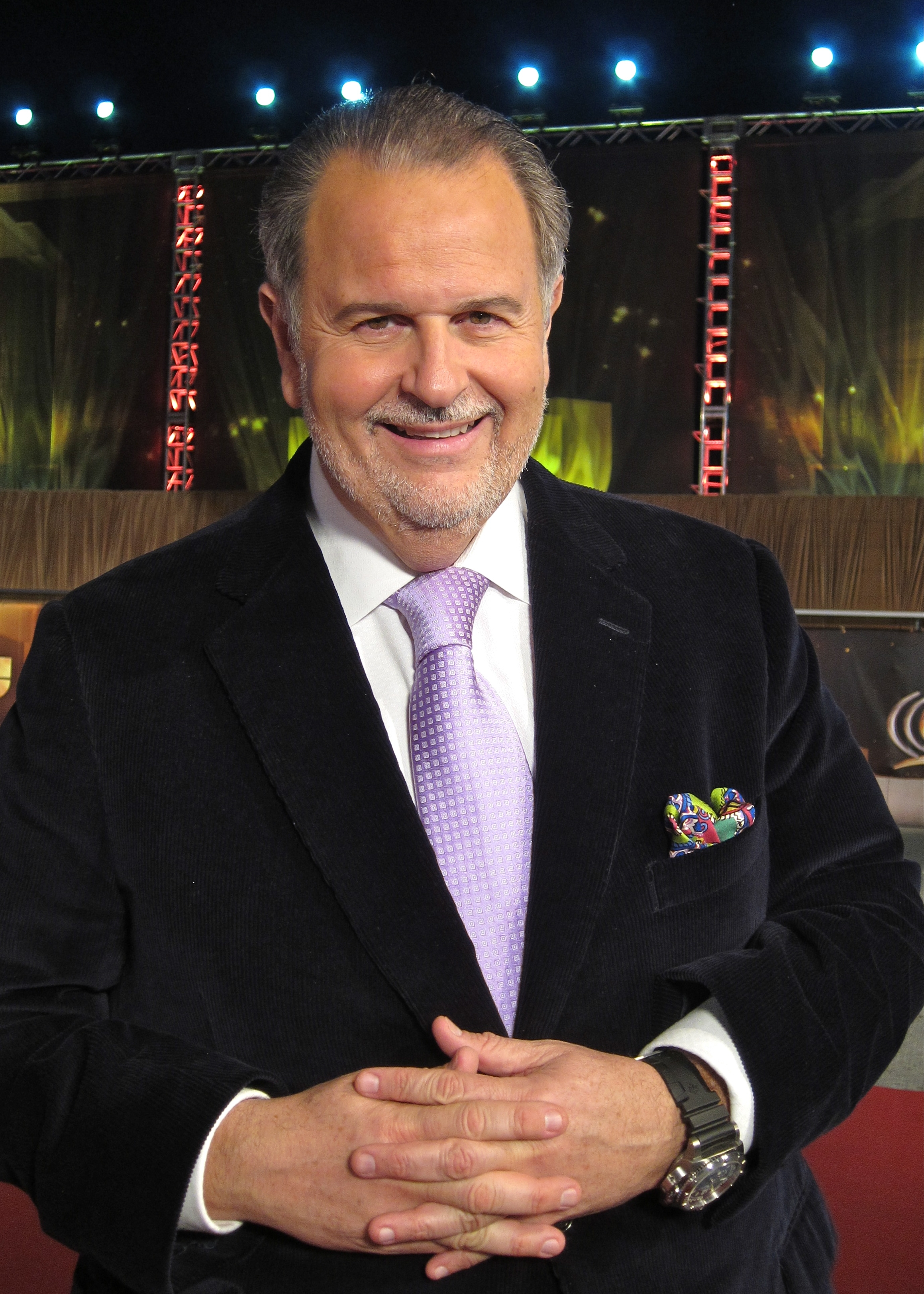
라울 데 몰리나
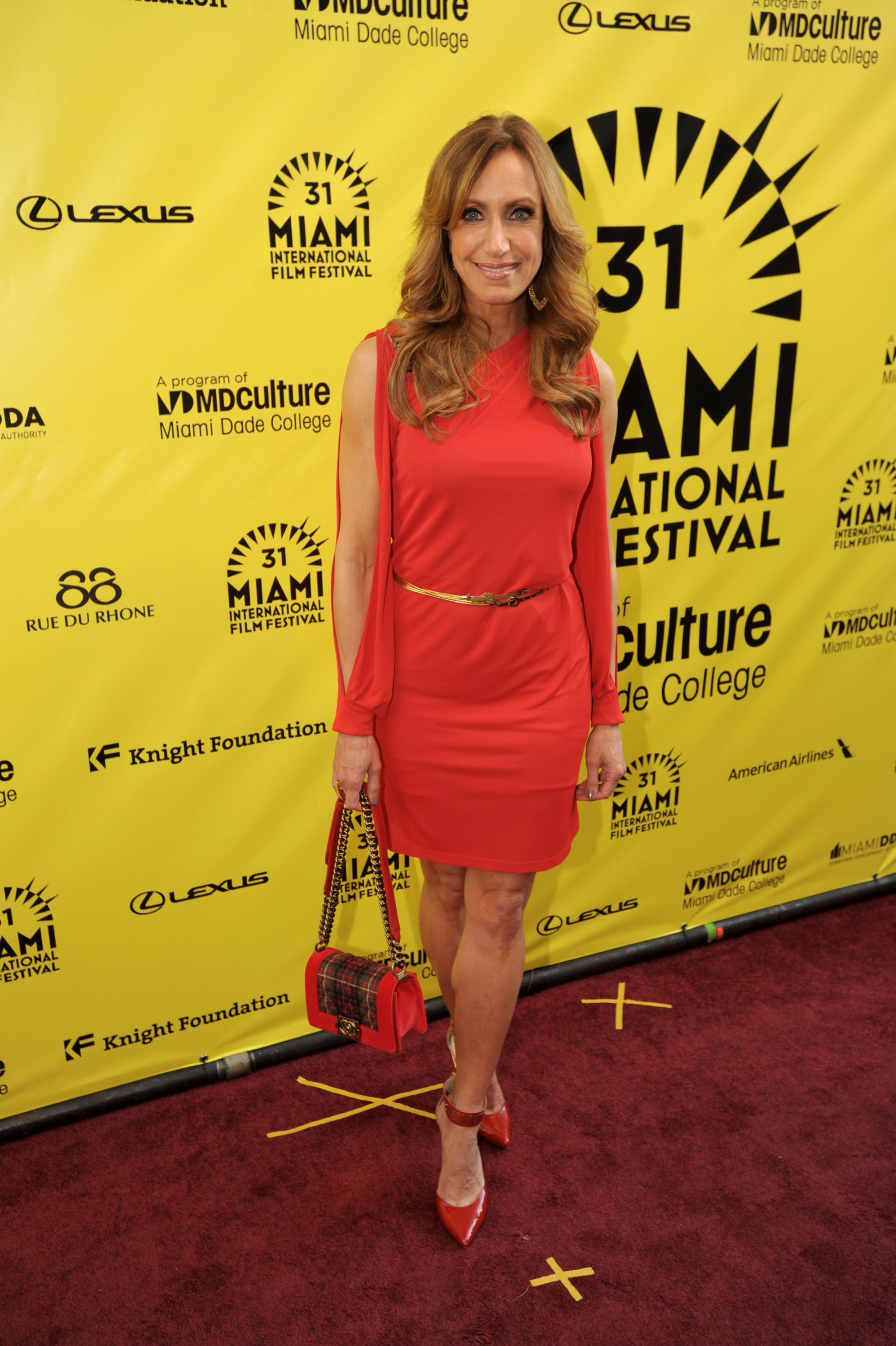
릴리 에스테판
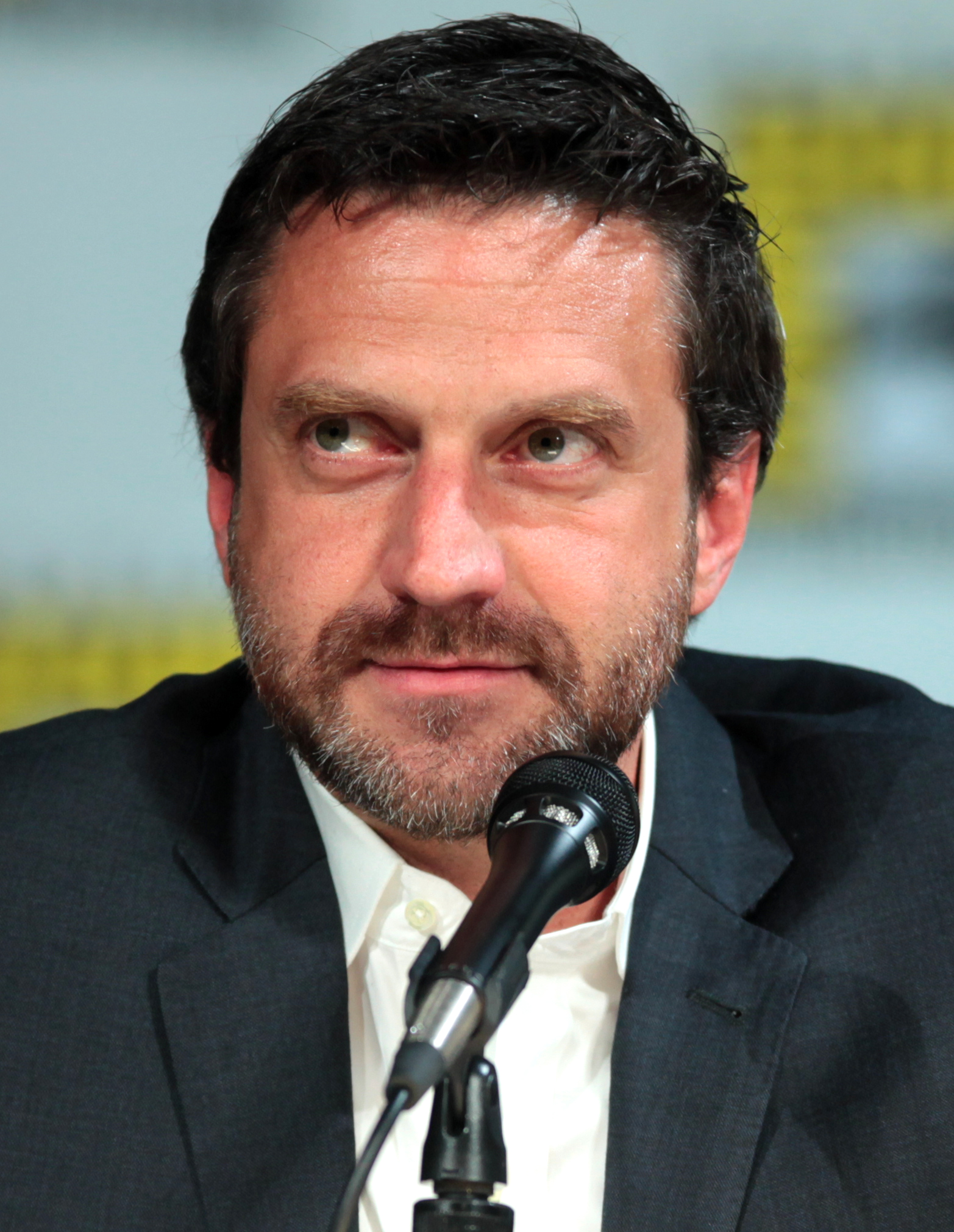
라울 에스파르자
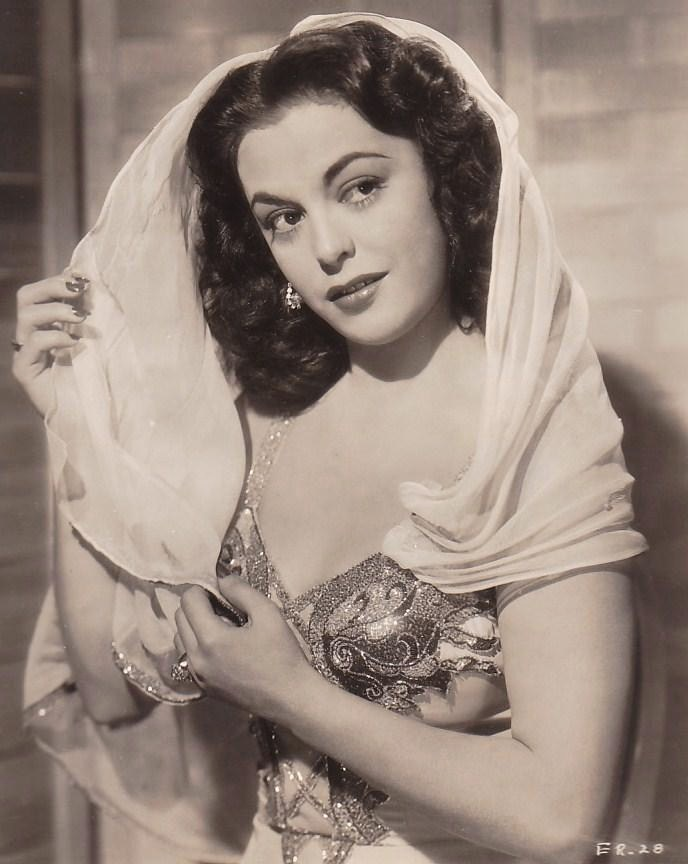
에스텔리타 로드리게스
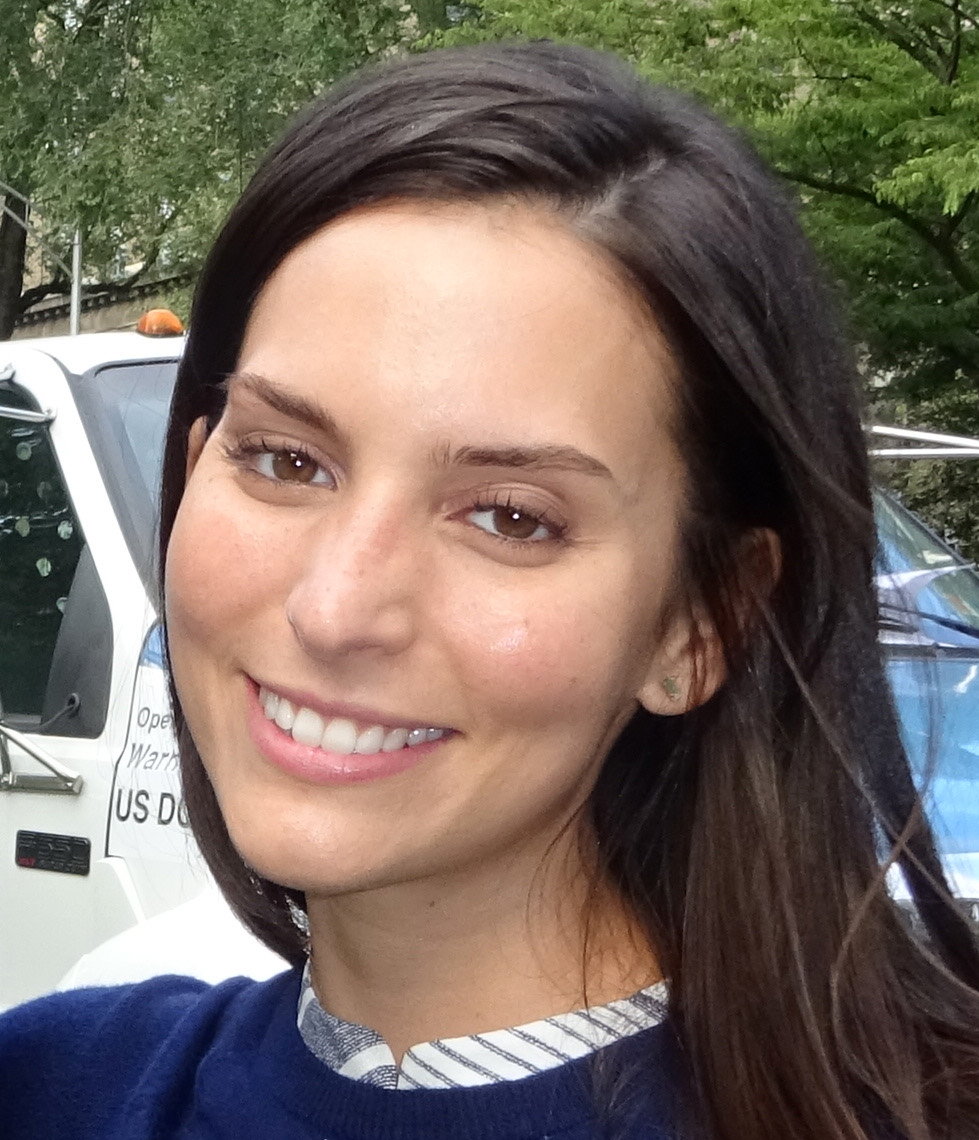
제네시스 로드리게스
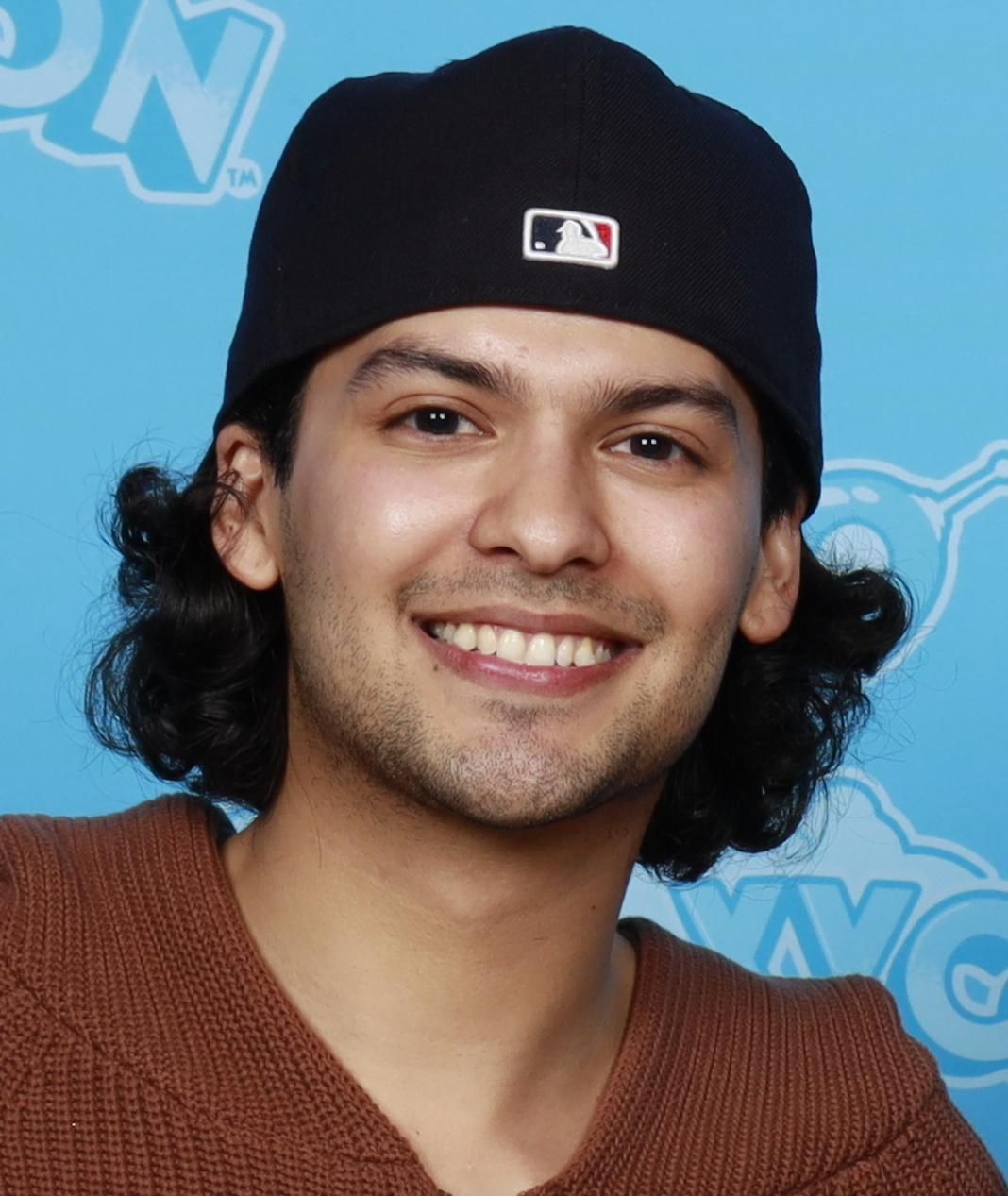
숄로 마리두에냐

### 가수, 작곡가, 음악가

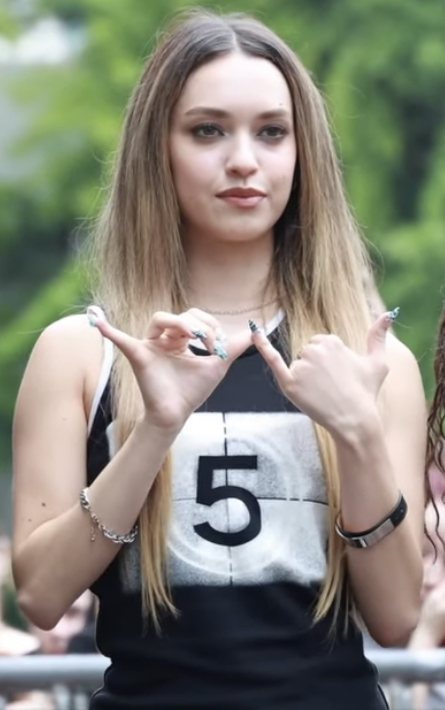
다니엘라 아반치니
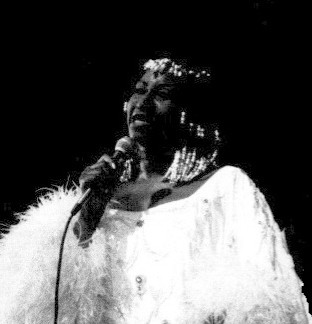
셀리아 크루즈
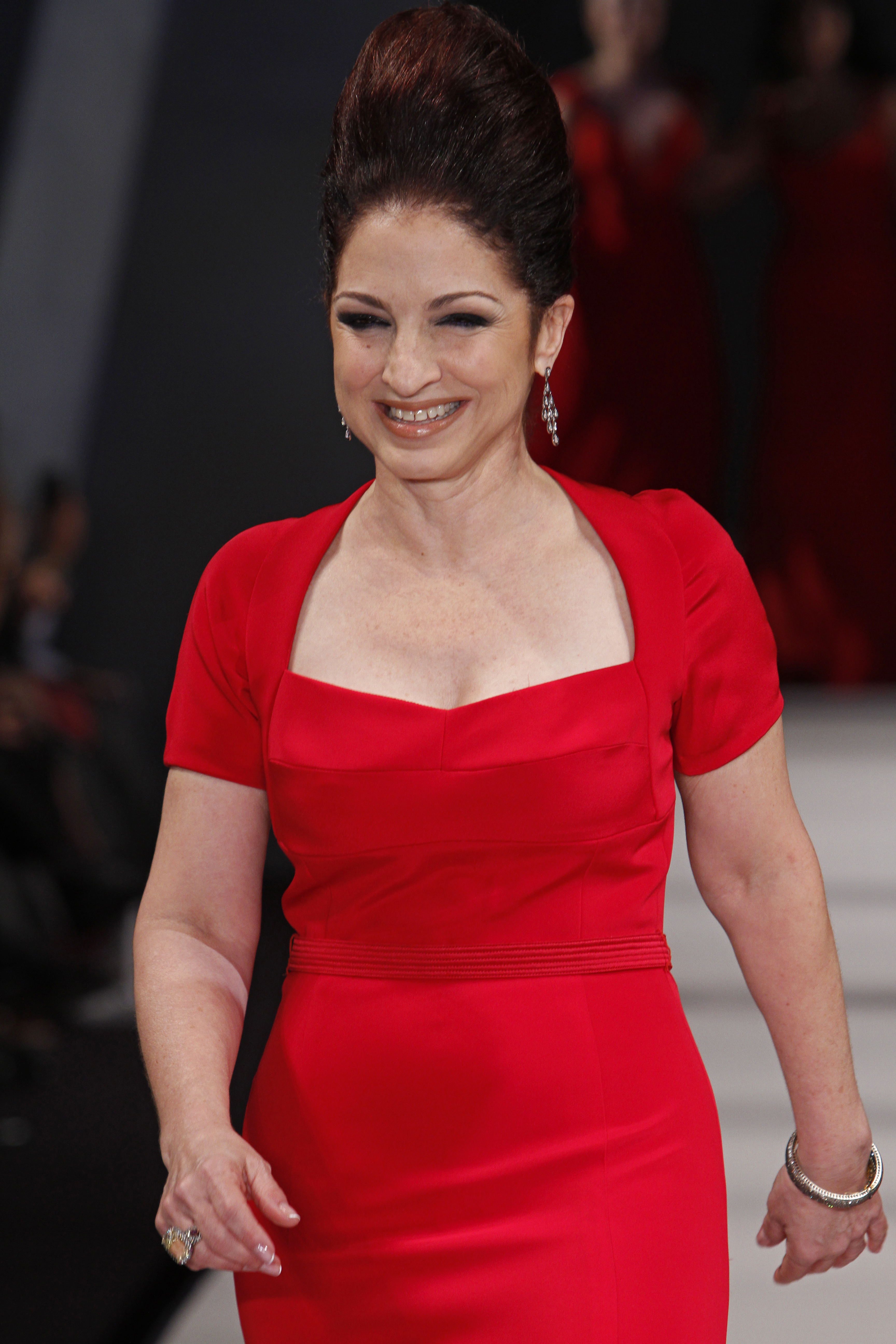
글로리아 에스테판
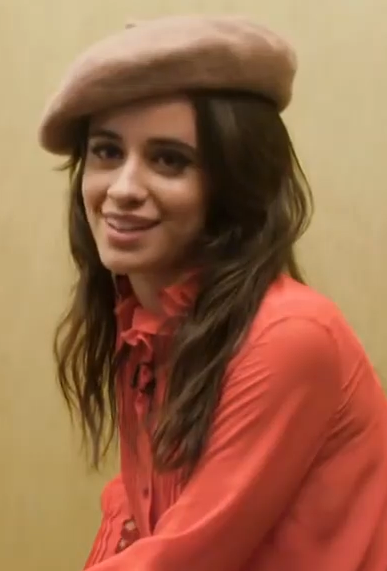
카밀라 카베요
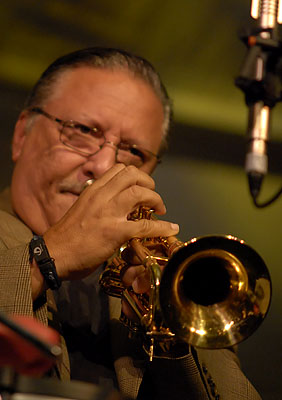
아르투로 산도발
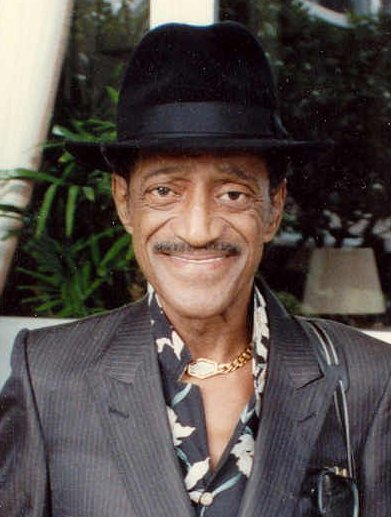
새미 데이비스 주니어
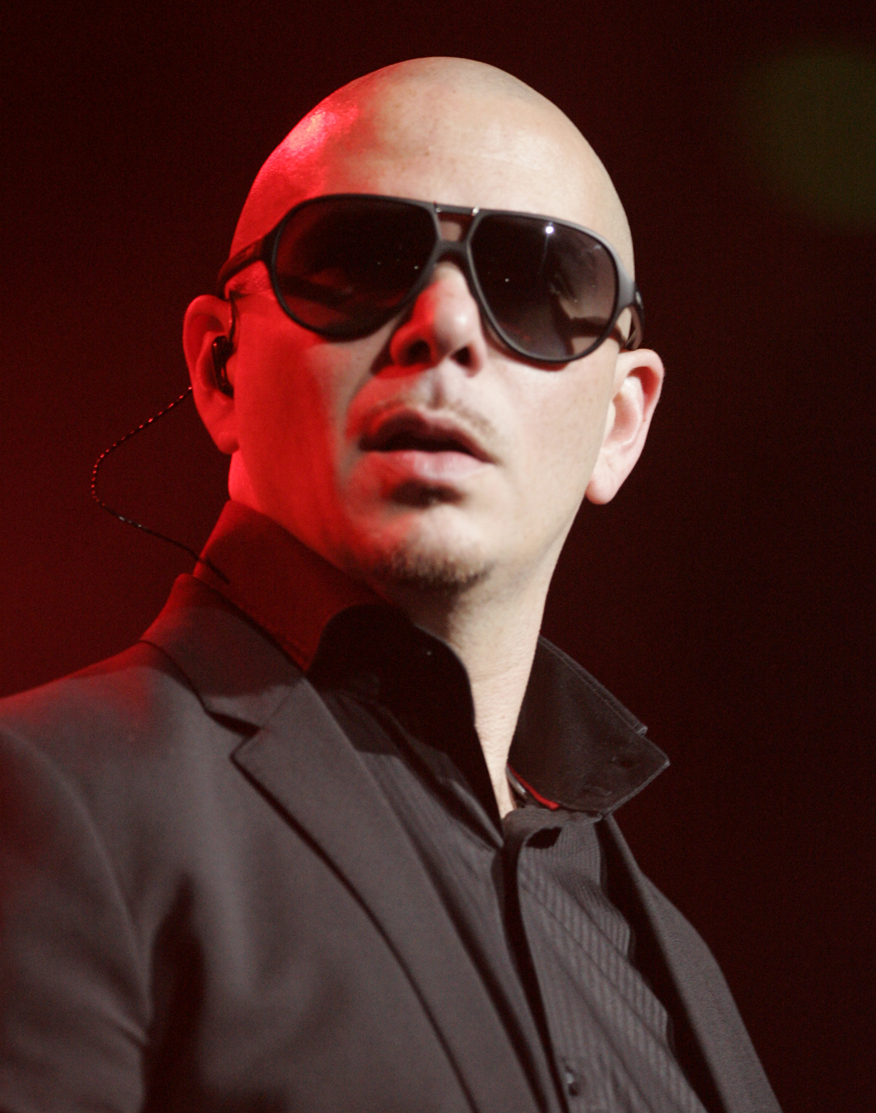
핏불 (래퍼)
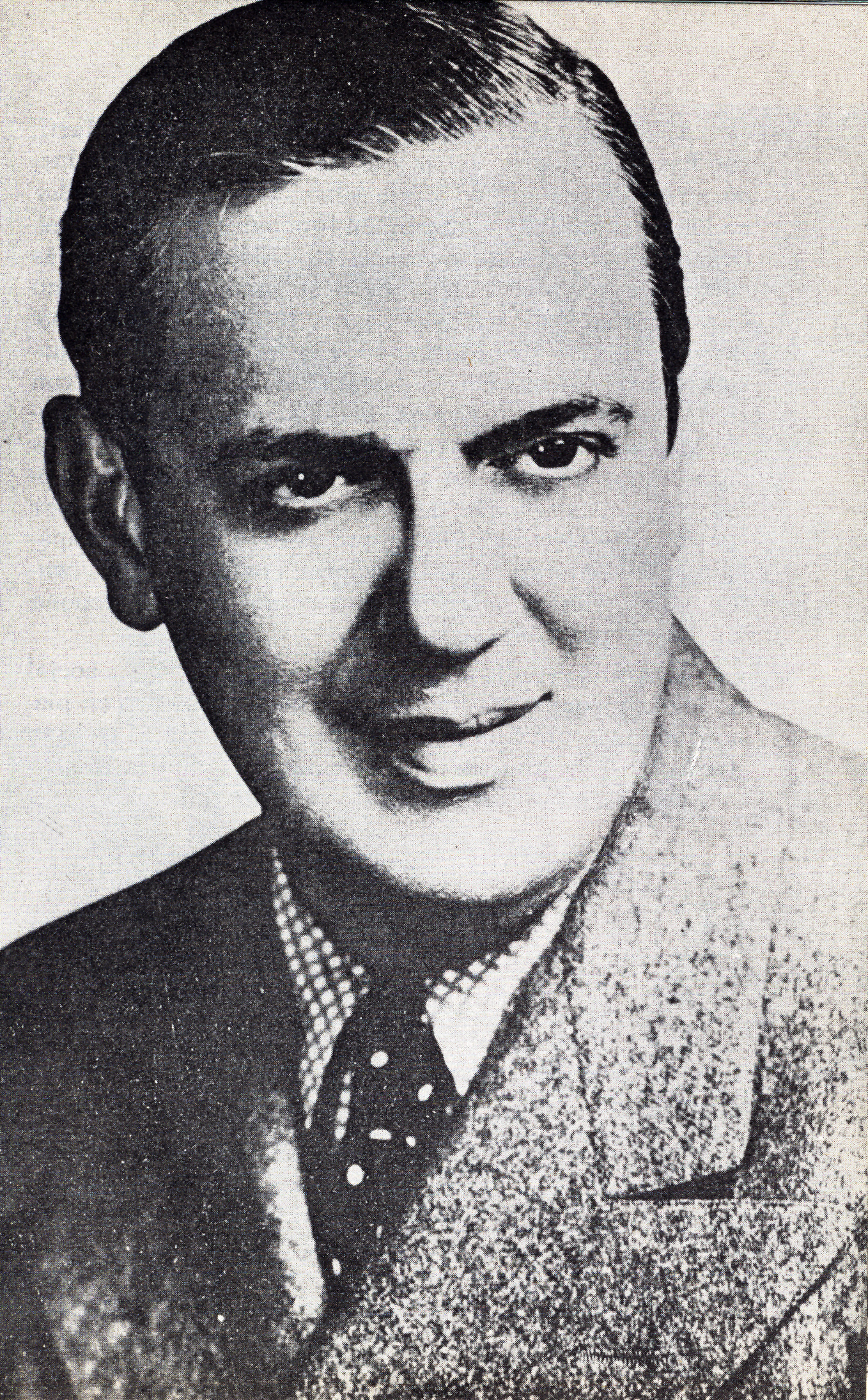
에르네스토 레쿠오나
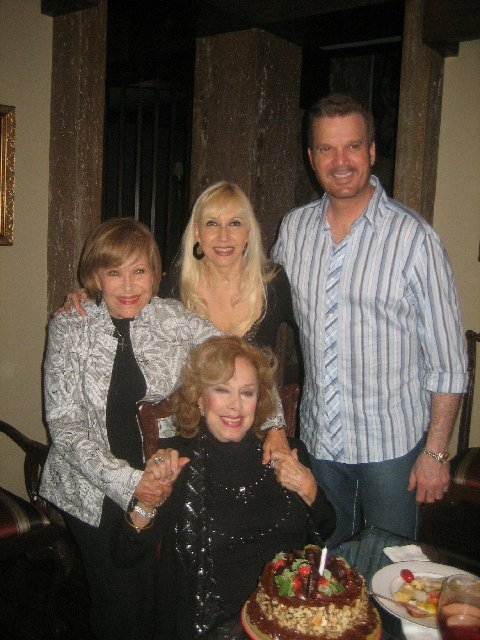
윌리 치리노
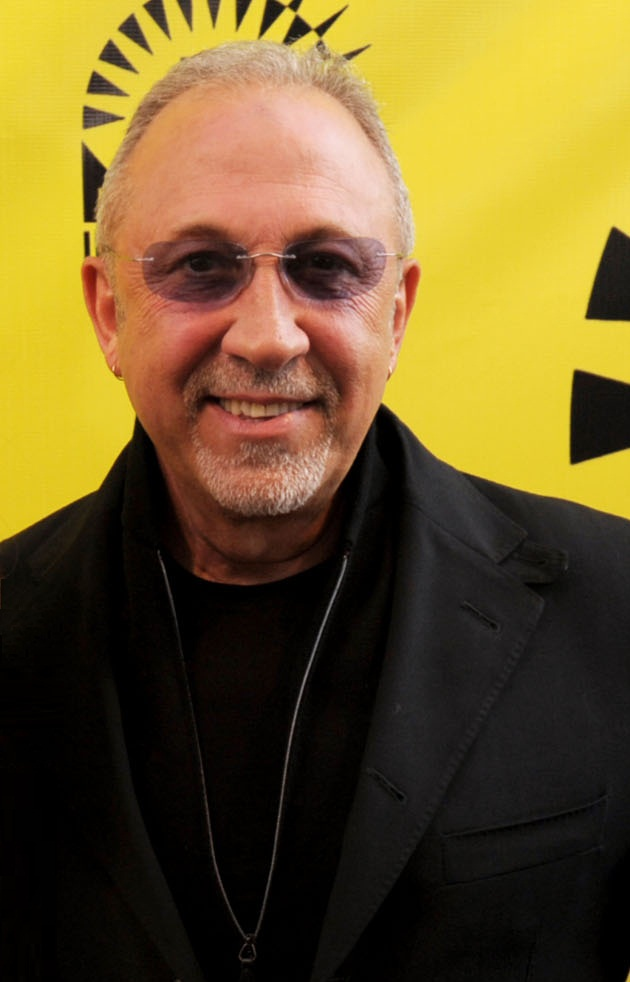
에밀리오 에스테판
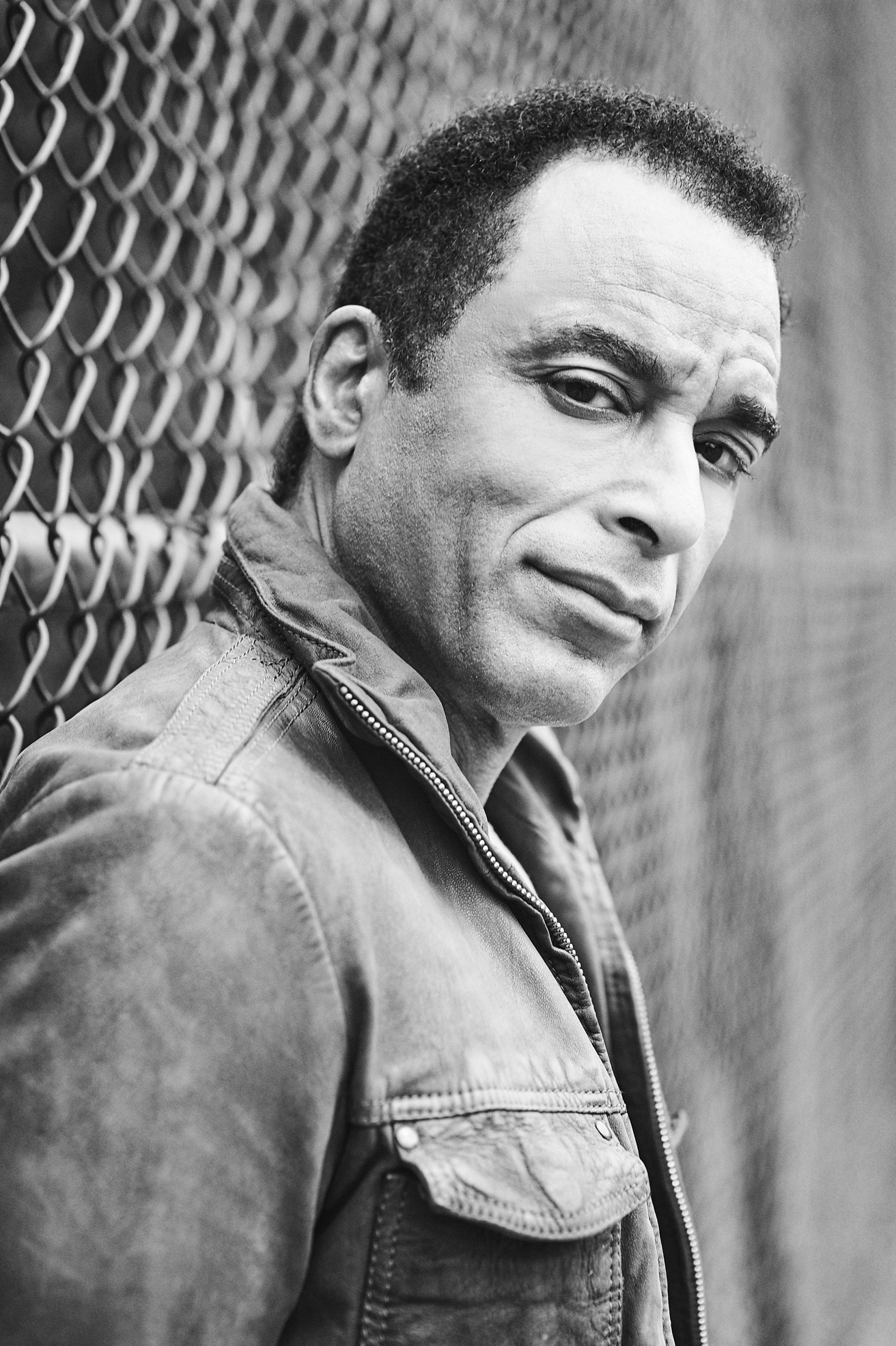
존 세카다
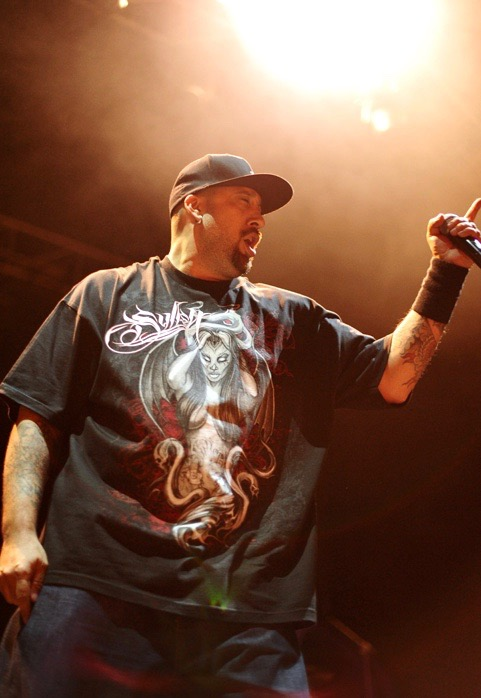
비-리얼
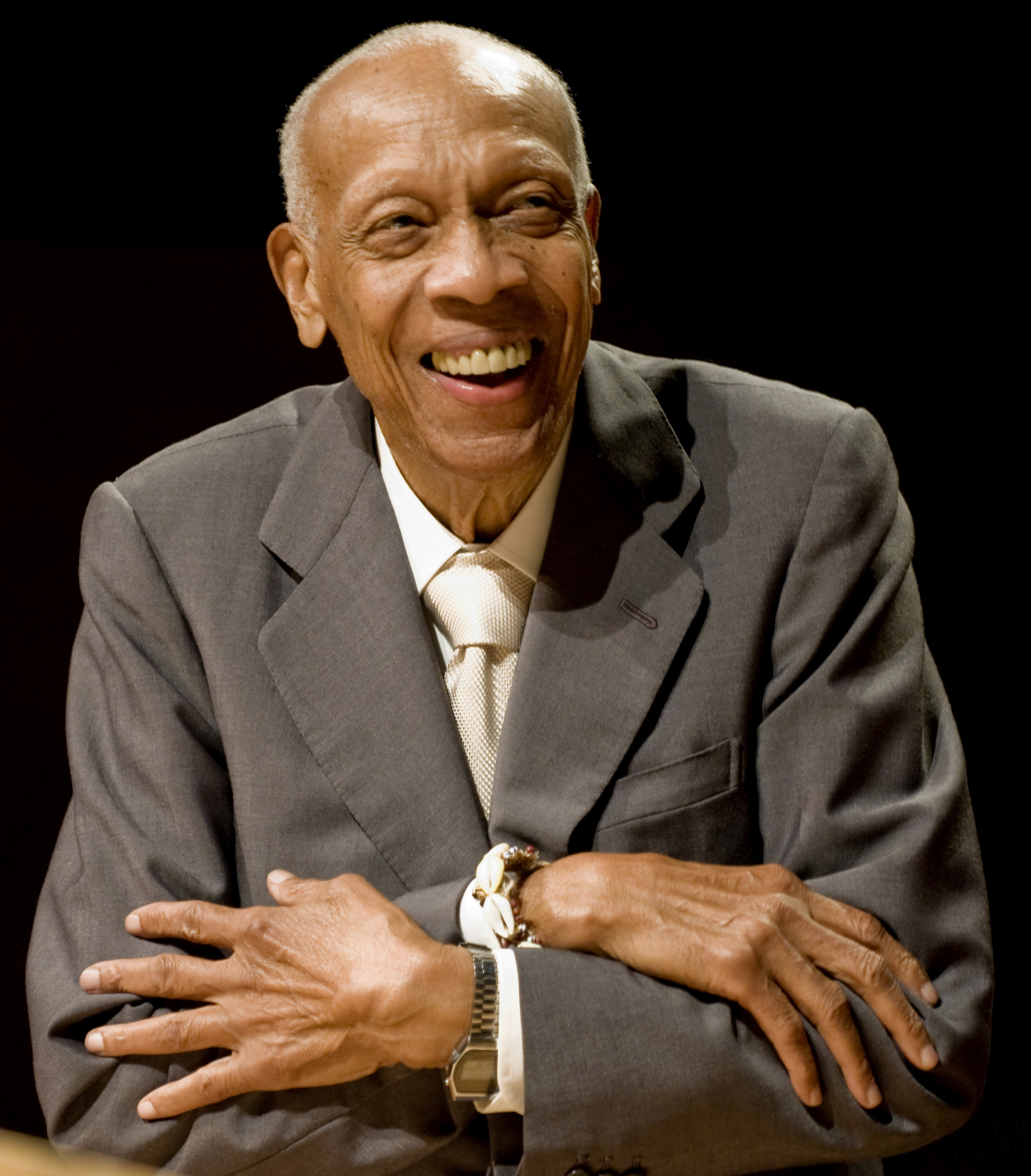
베보 발데스
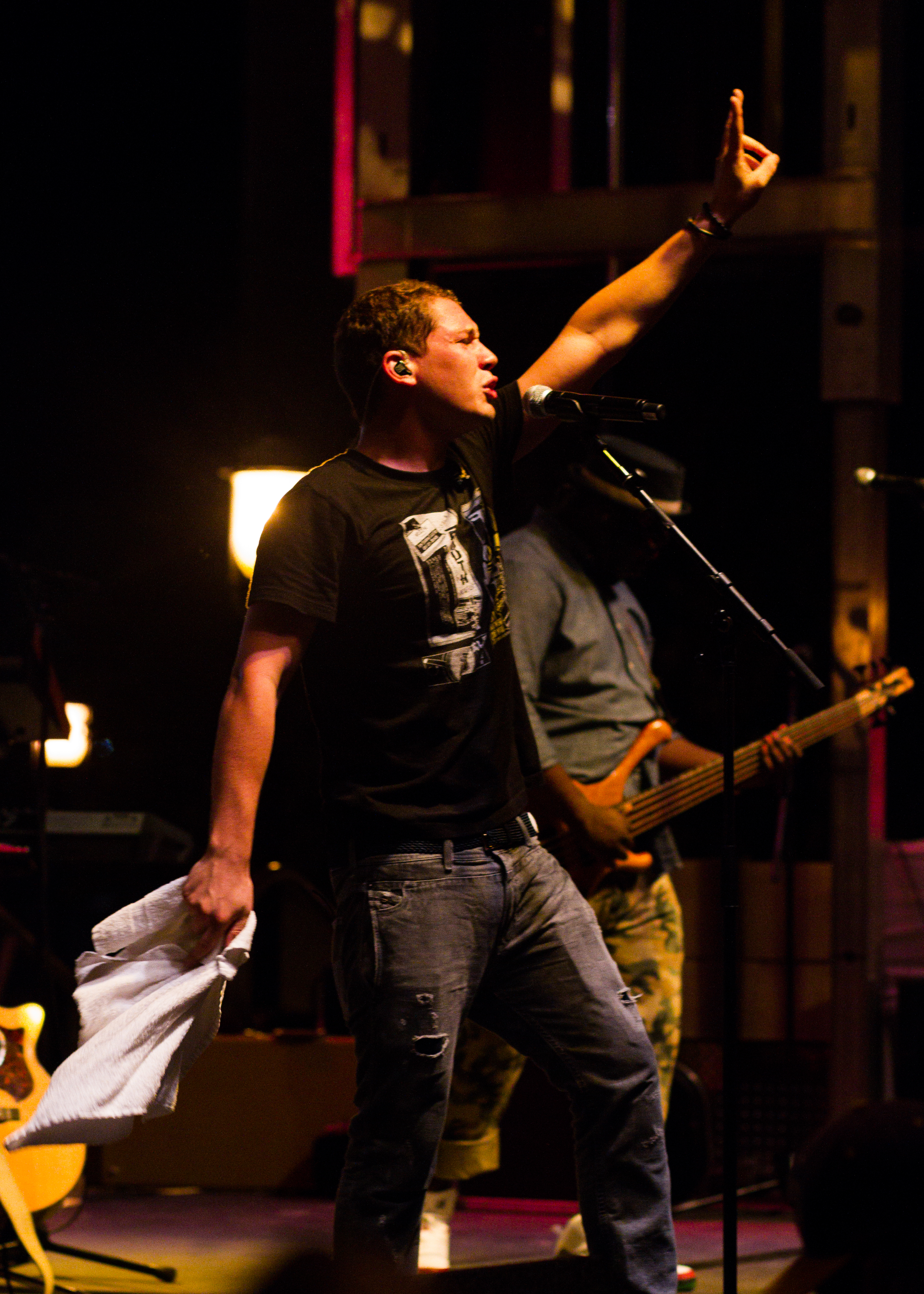
크리스 캡
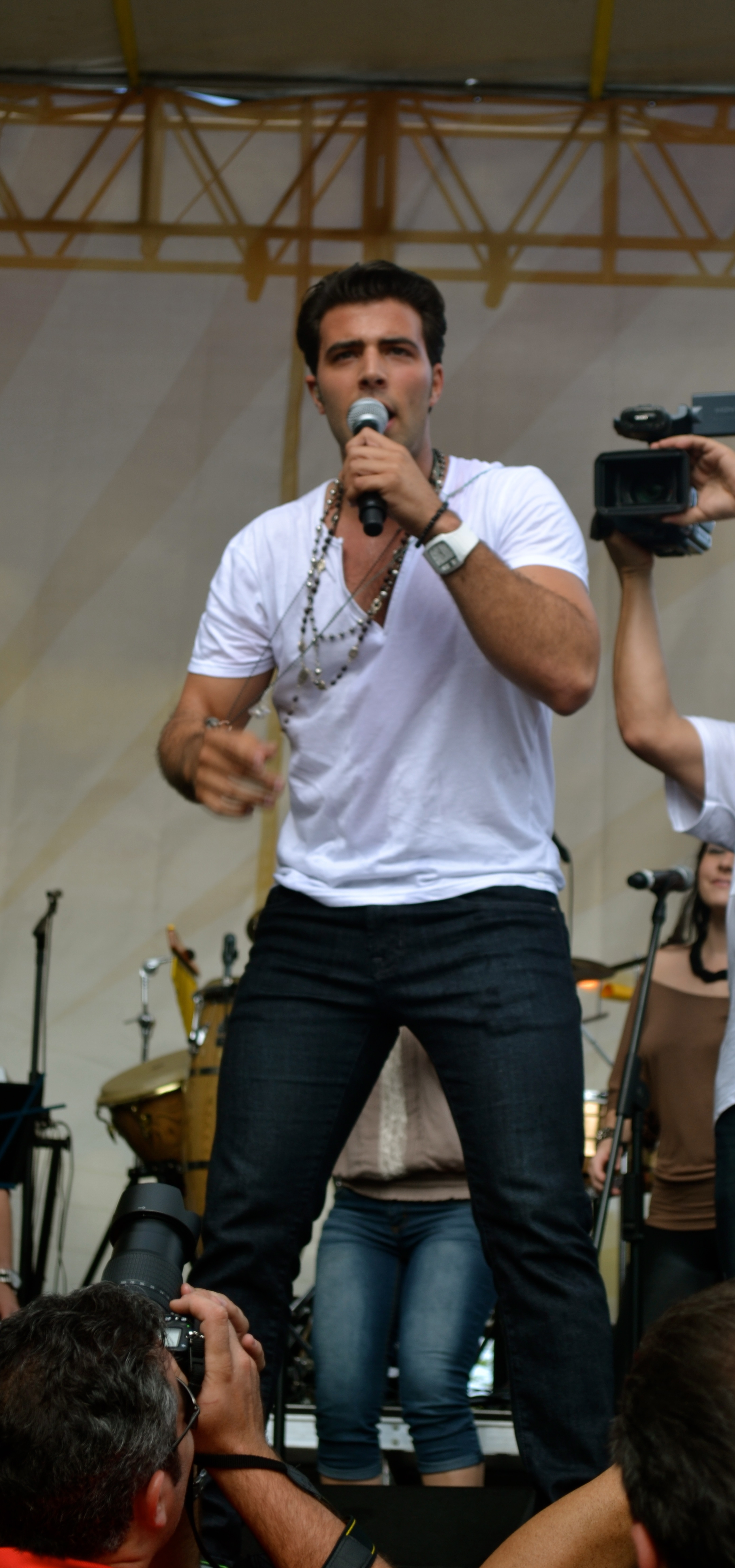
옌카를로스 카넬라
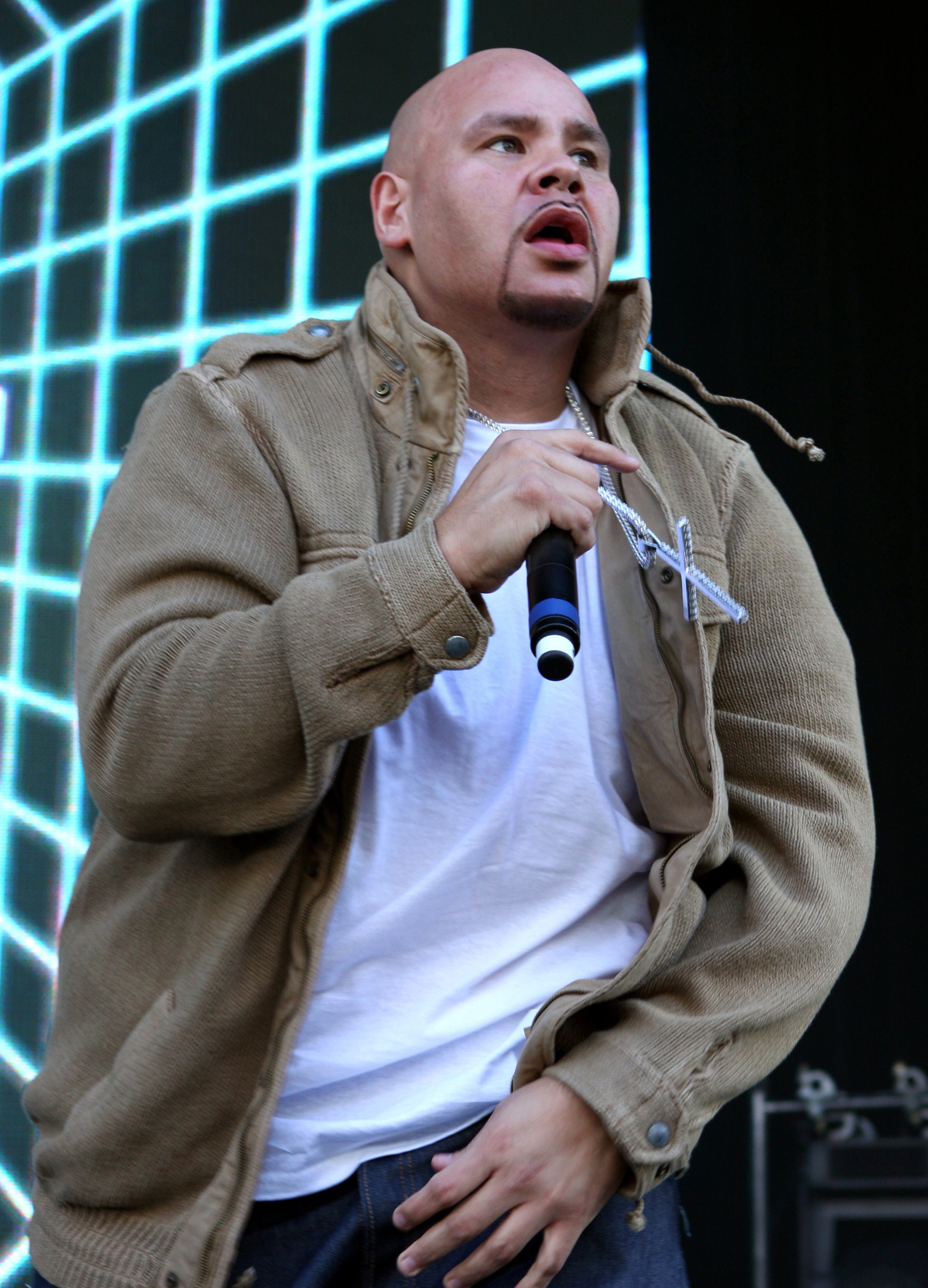
팻 조
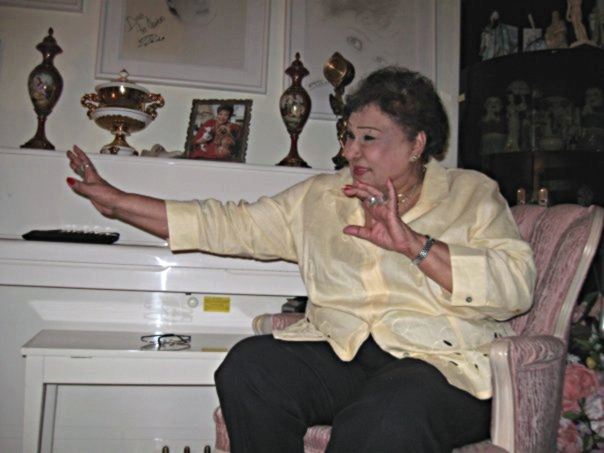
올가 길로트
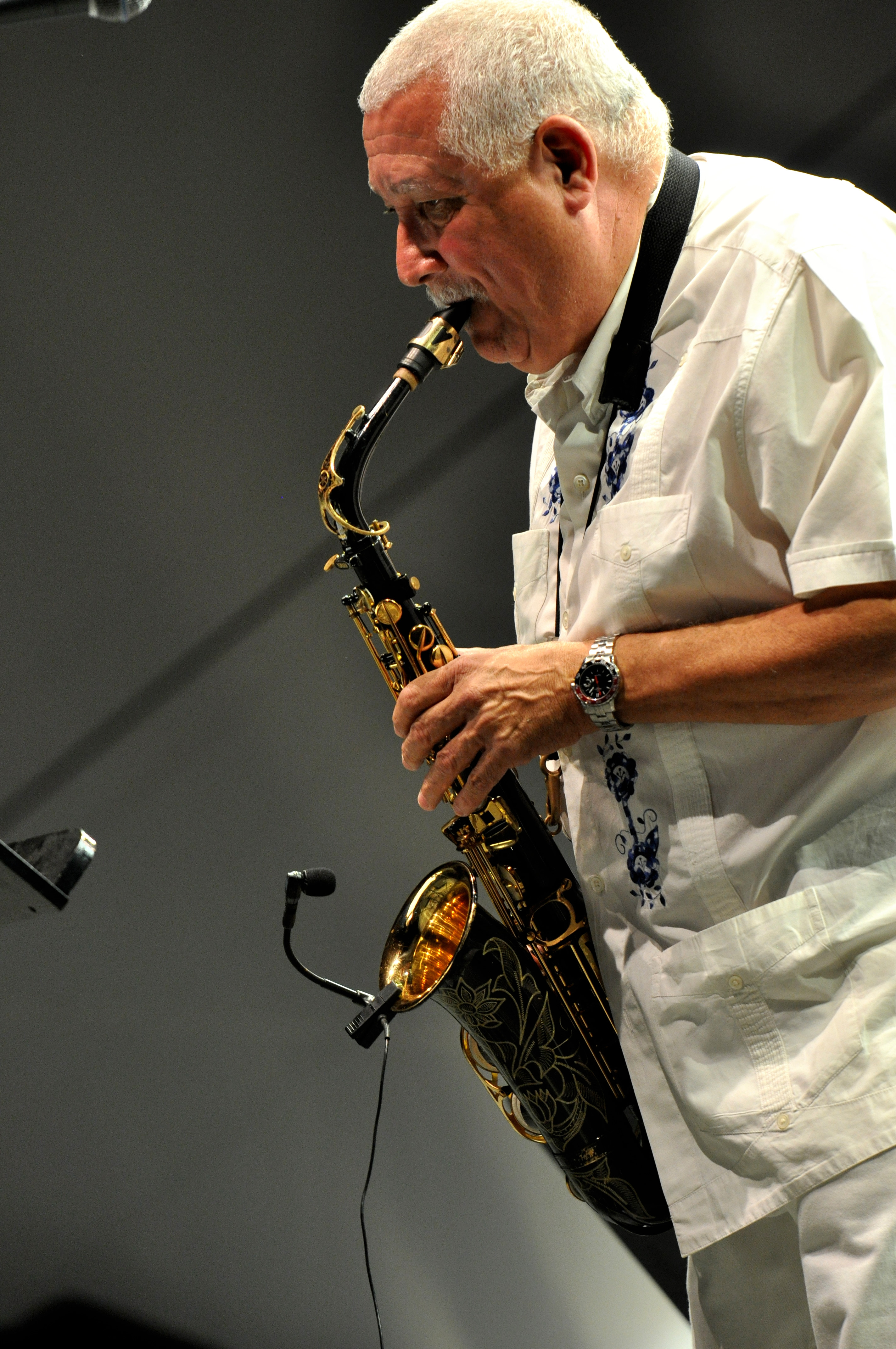
파키토 드 리베라
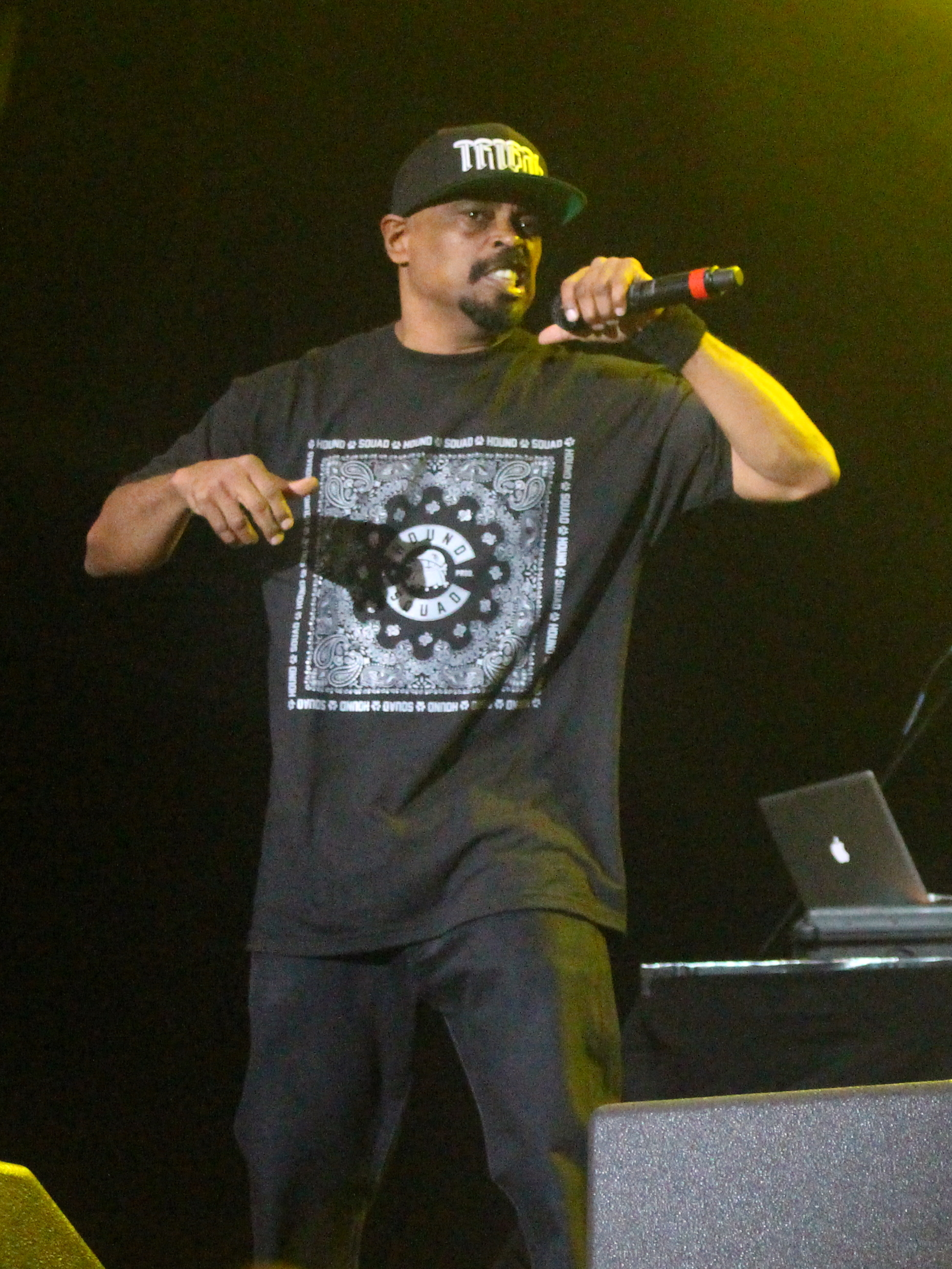
센 도그

### 운동선수

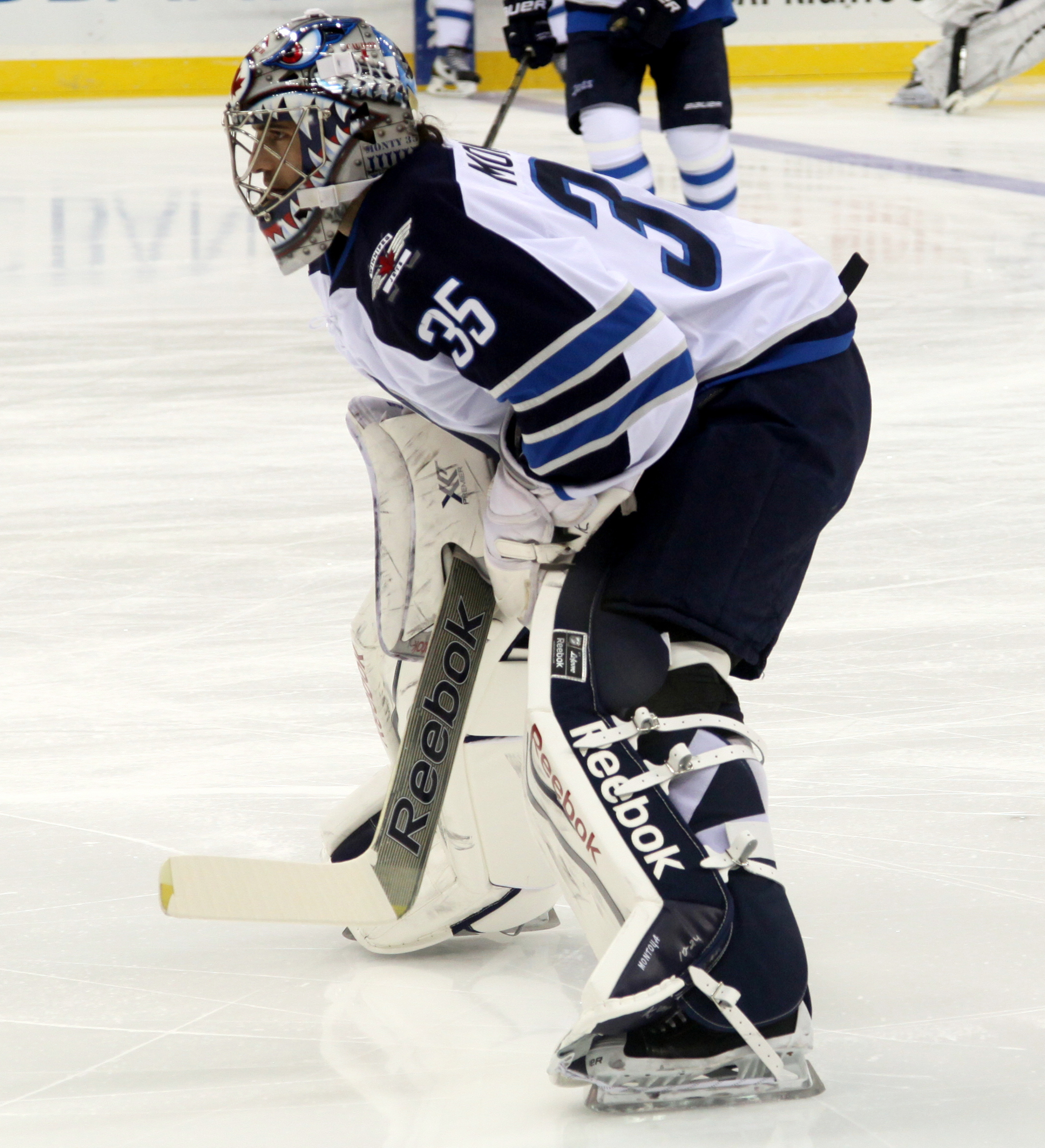
앨 몬토야
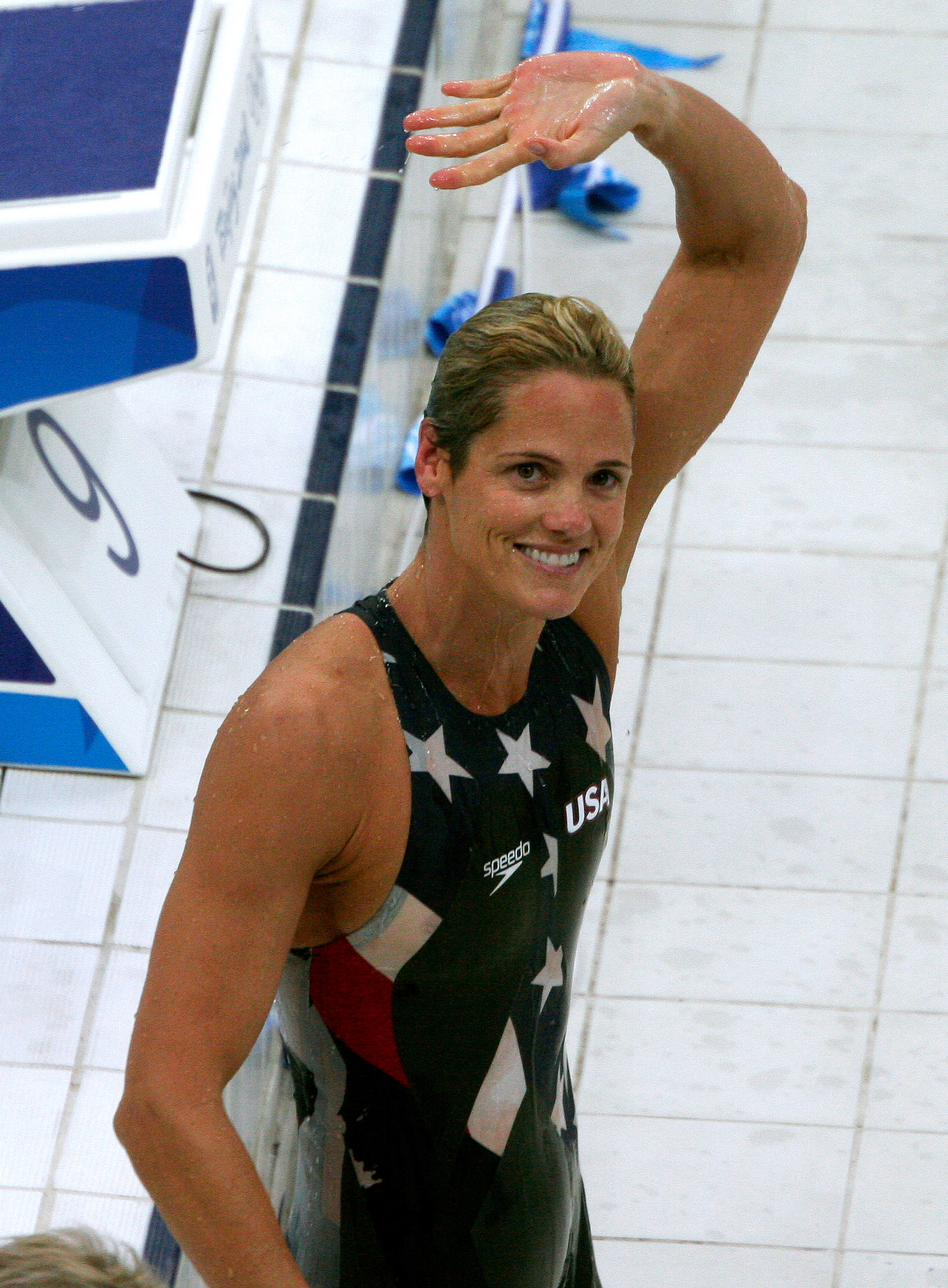
데어라 토러스
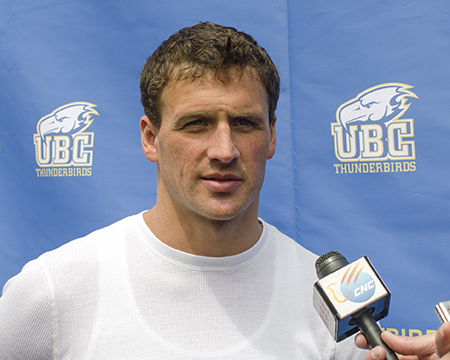
라이언 록티
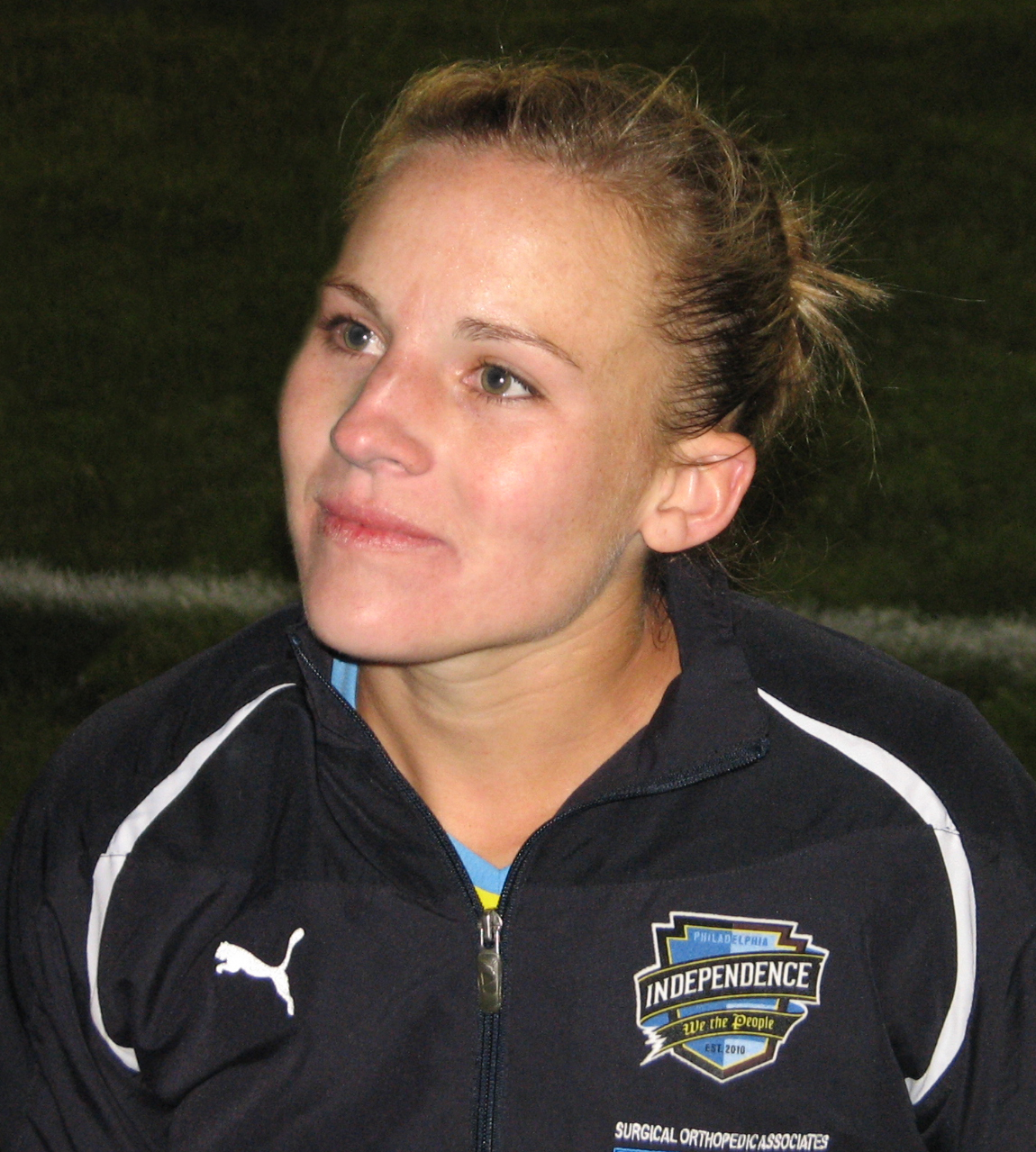
에이미 로드리게스
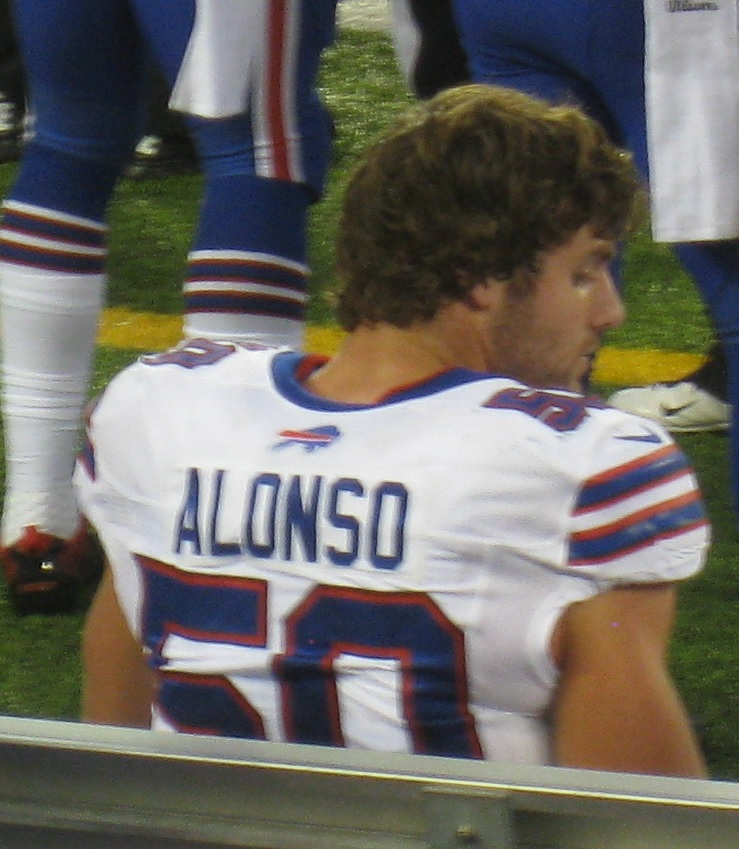
키코 알론소
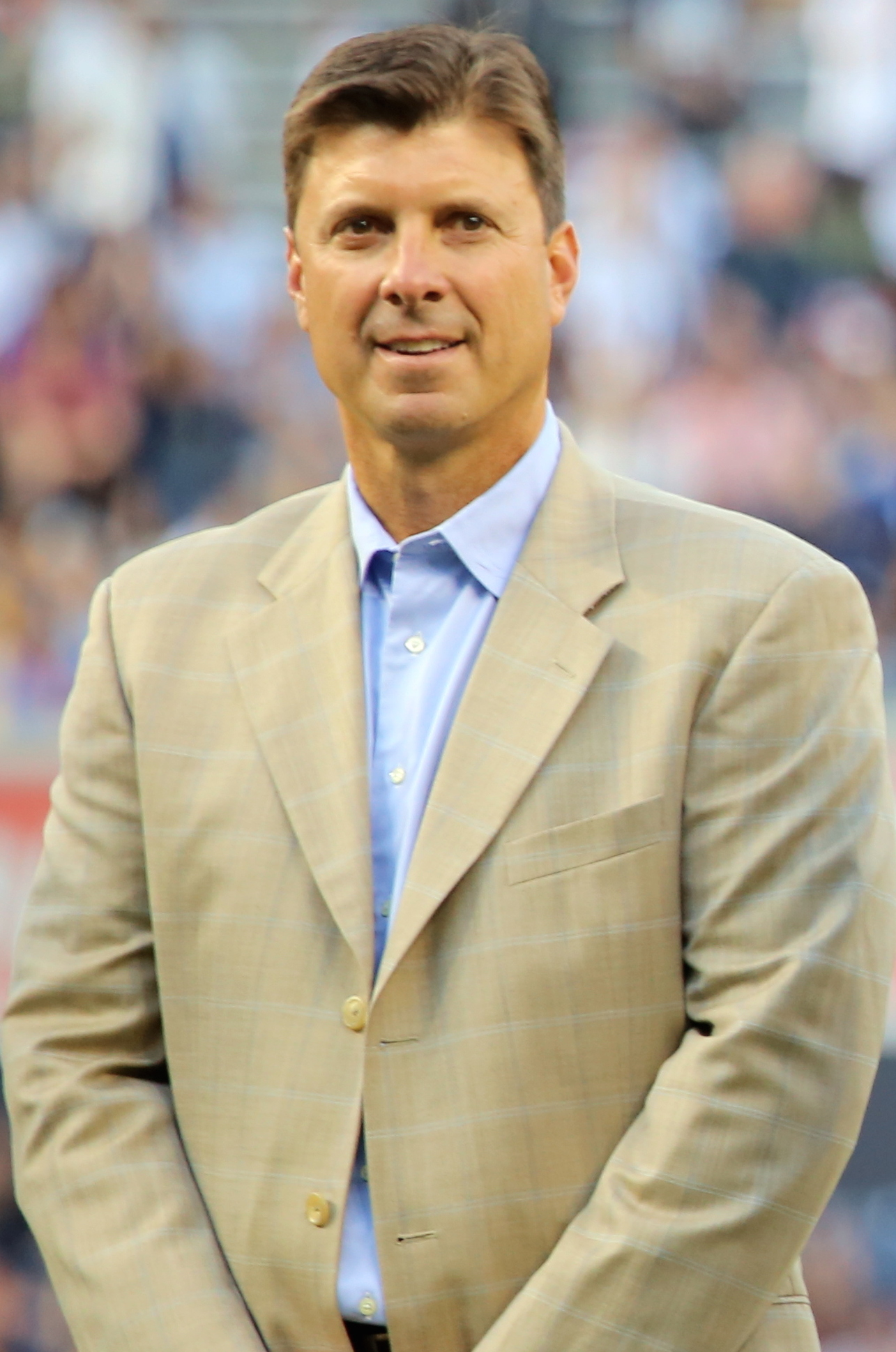
티노 마르티네스
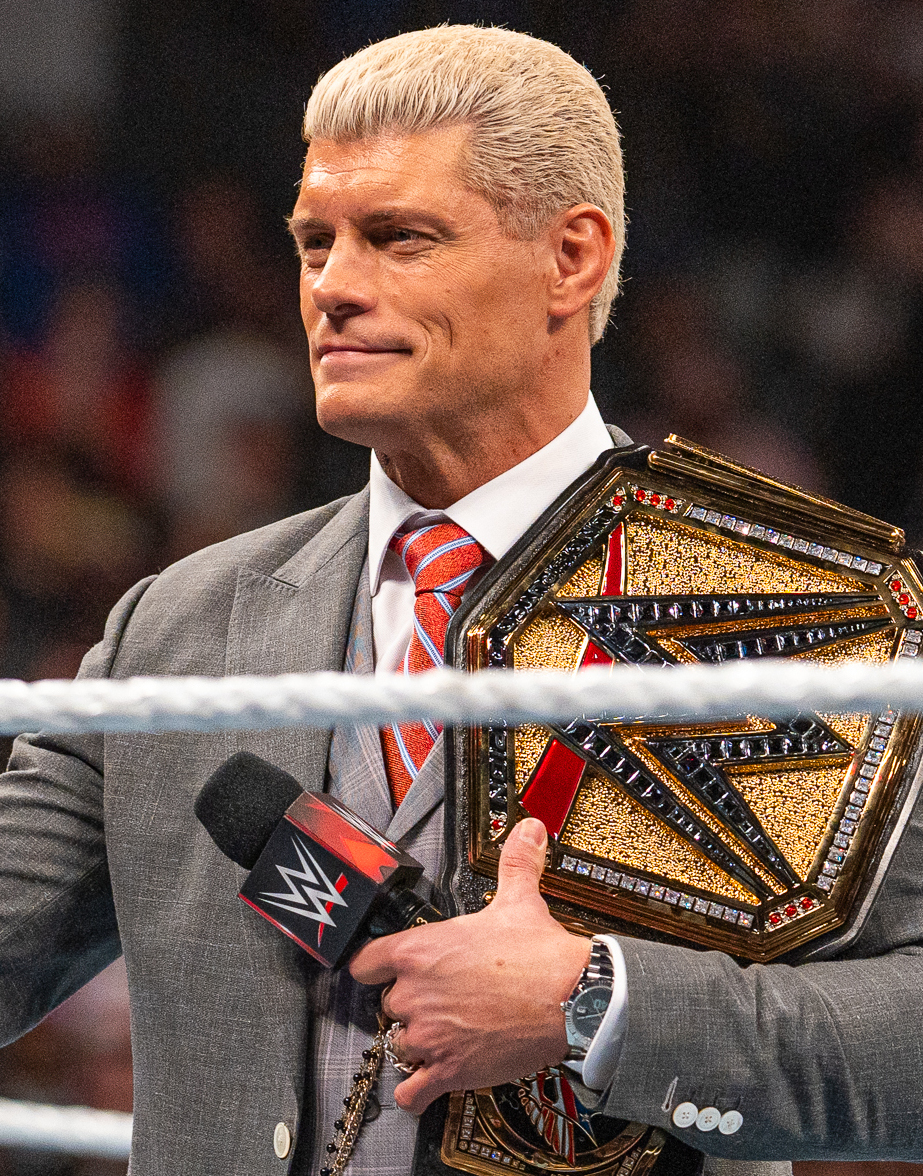
코디 로즈
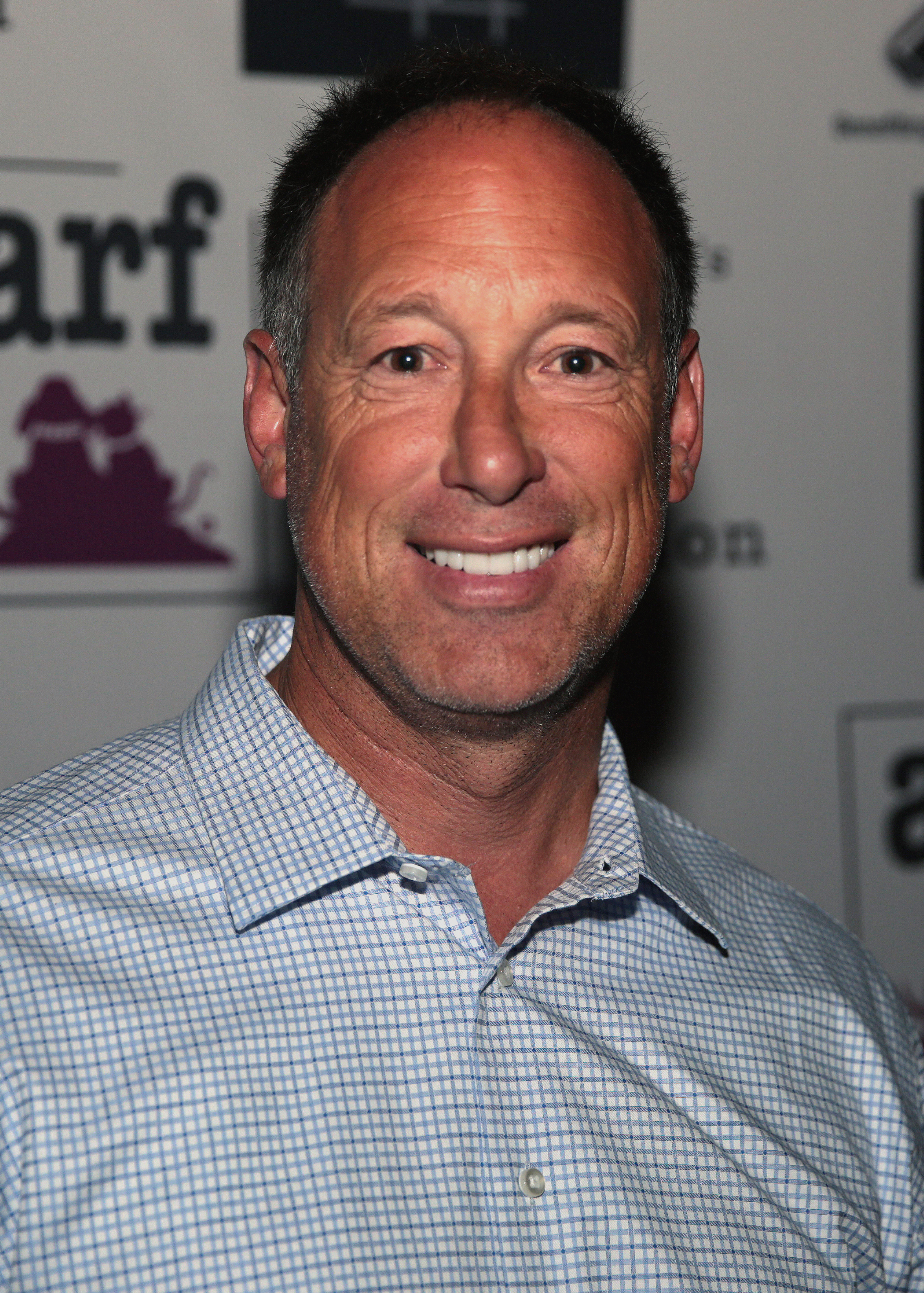
루이스 곤살레스 (외야수)
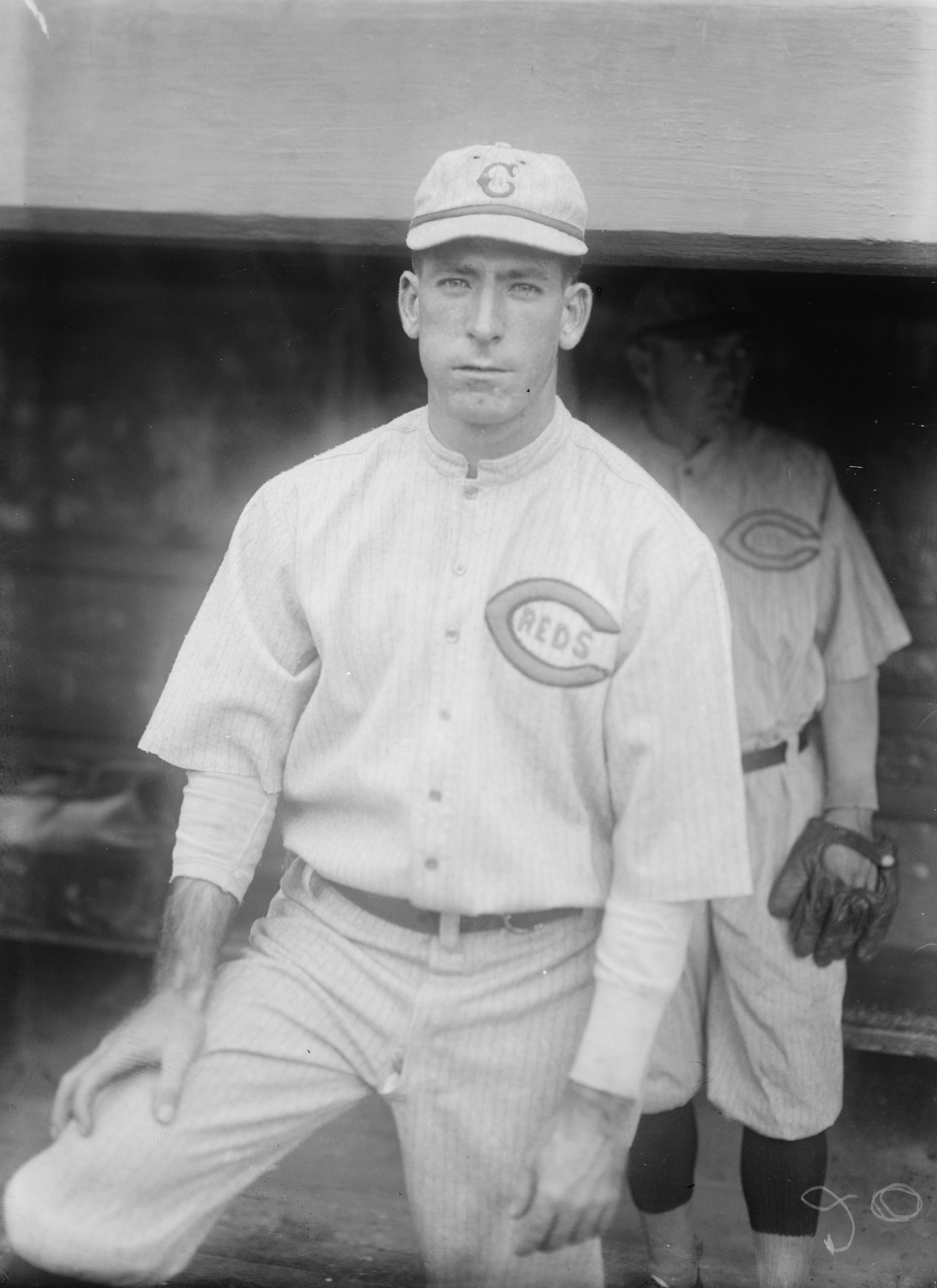
돌프 루케
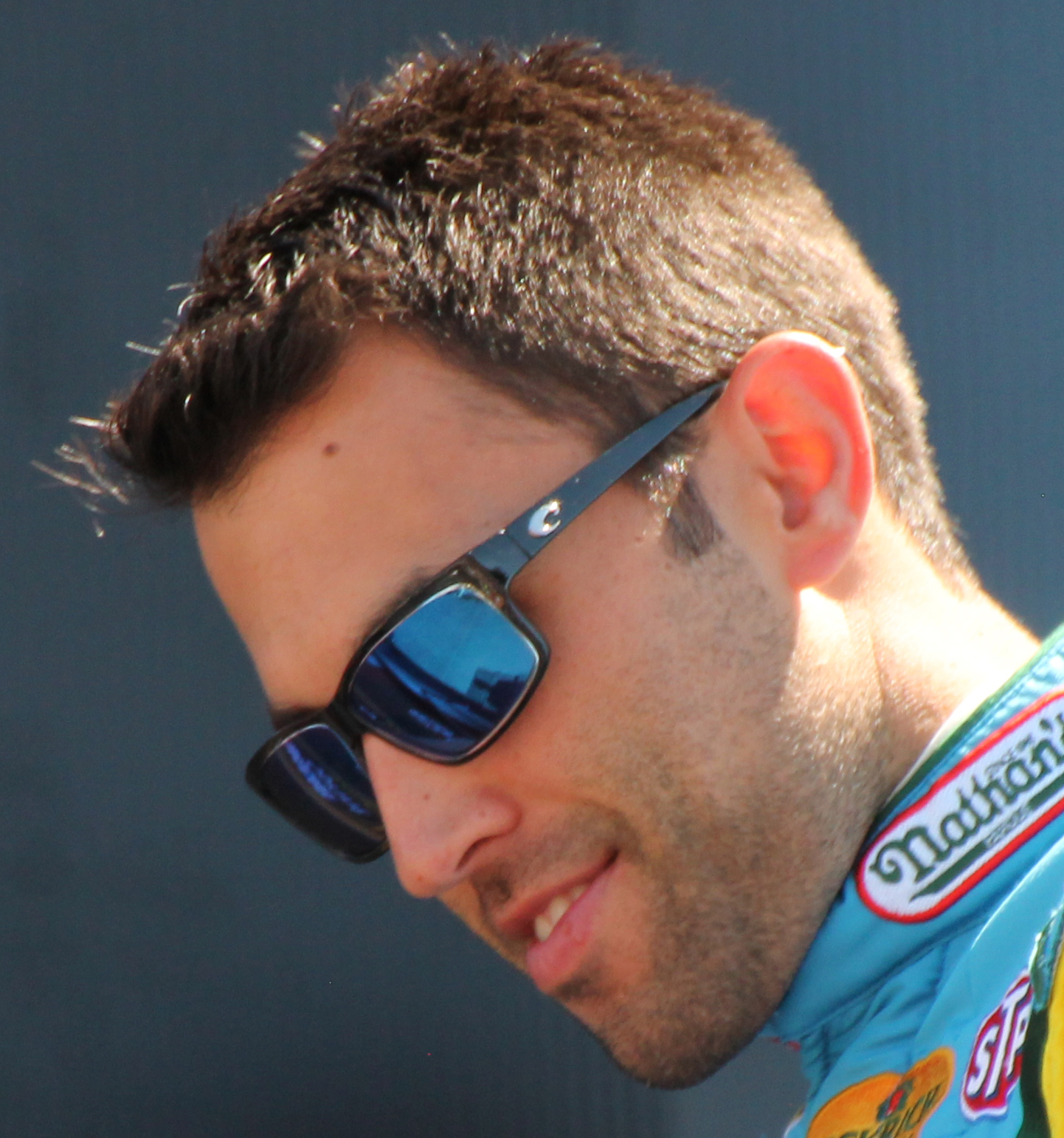
아릭 알미롤라
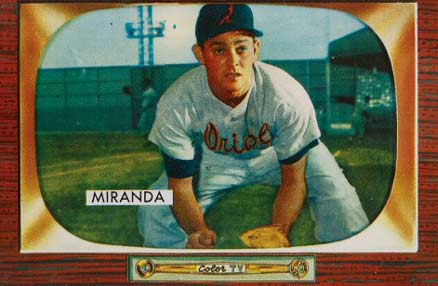
윌리 미란다
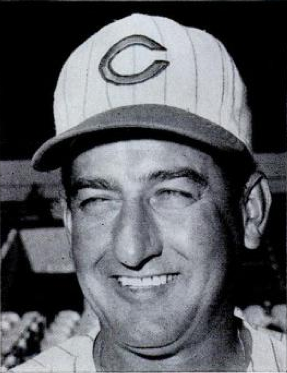
레지 오테로
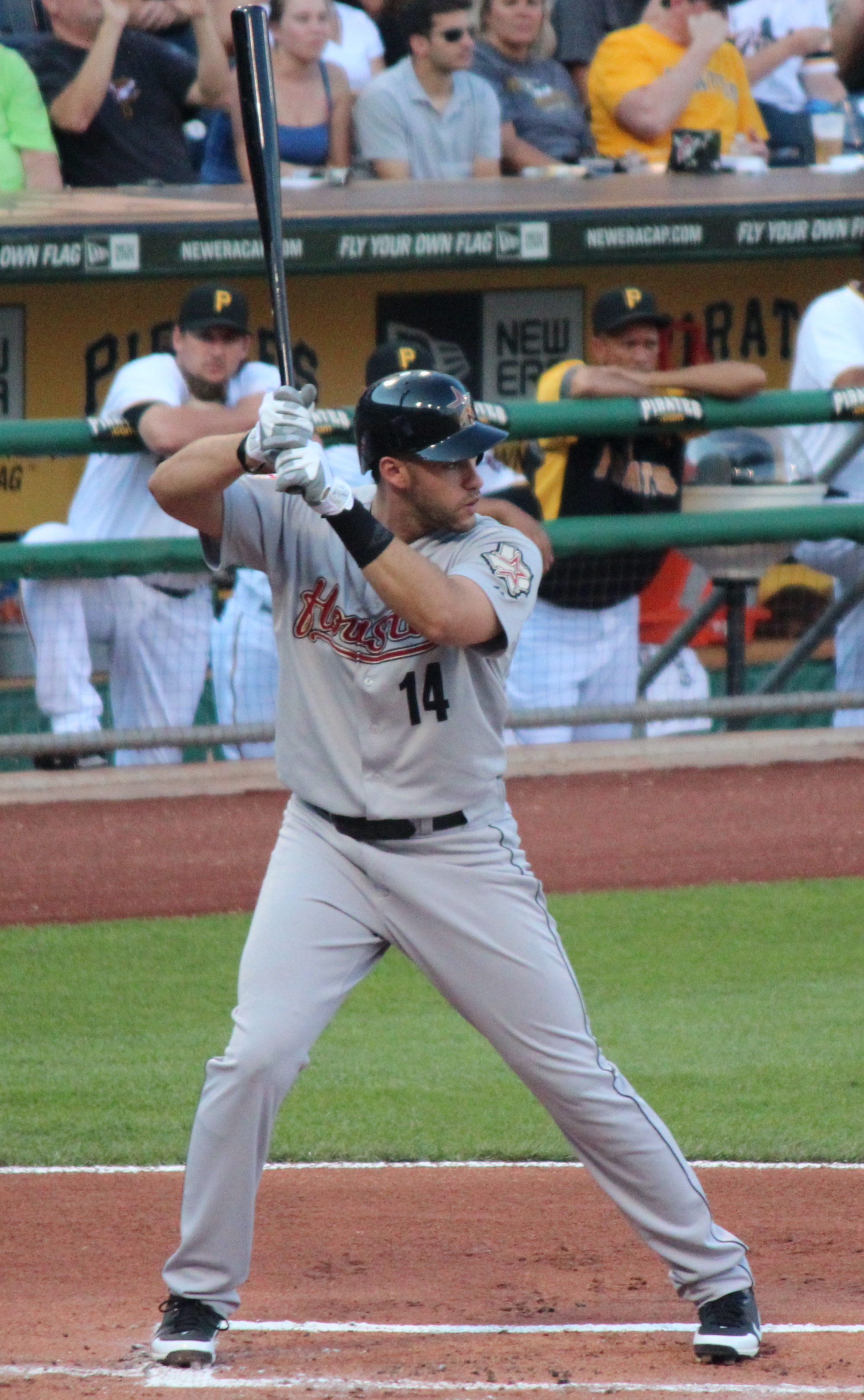
J. D. 마르티네스
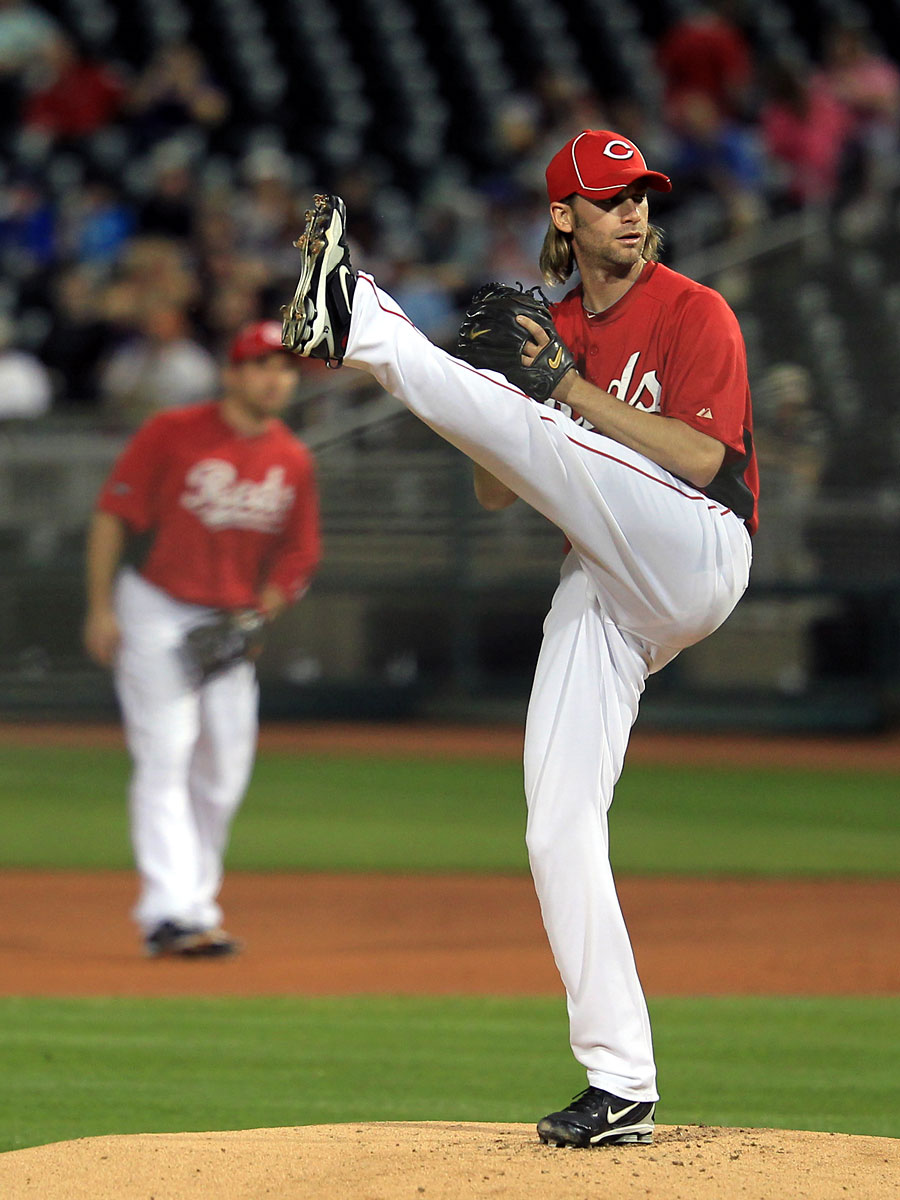
브론슨 아로요
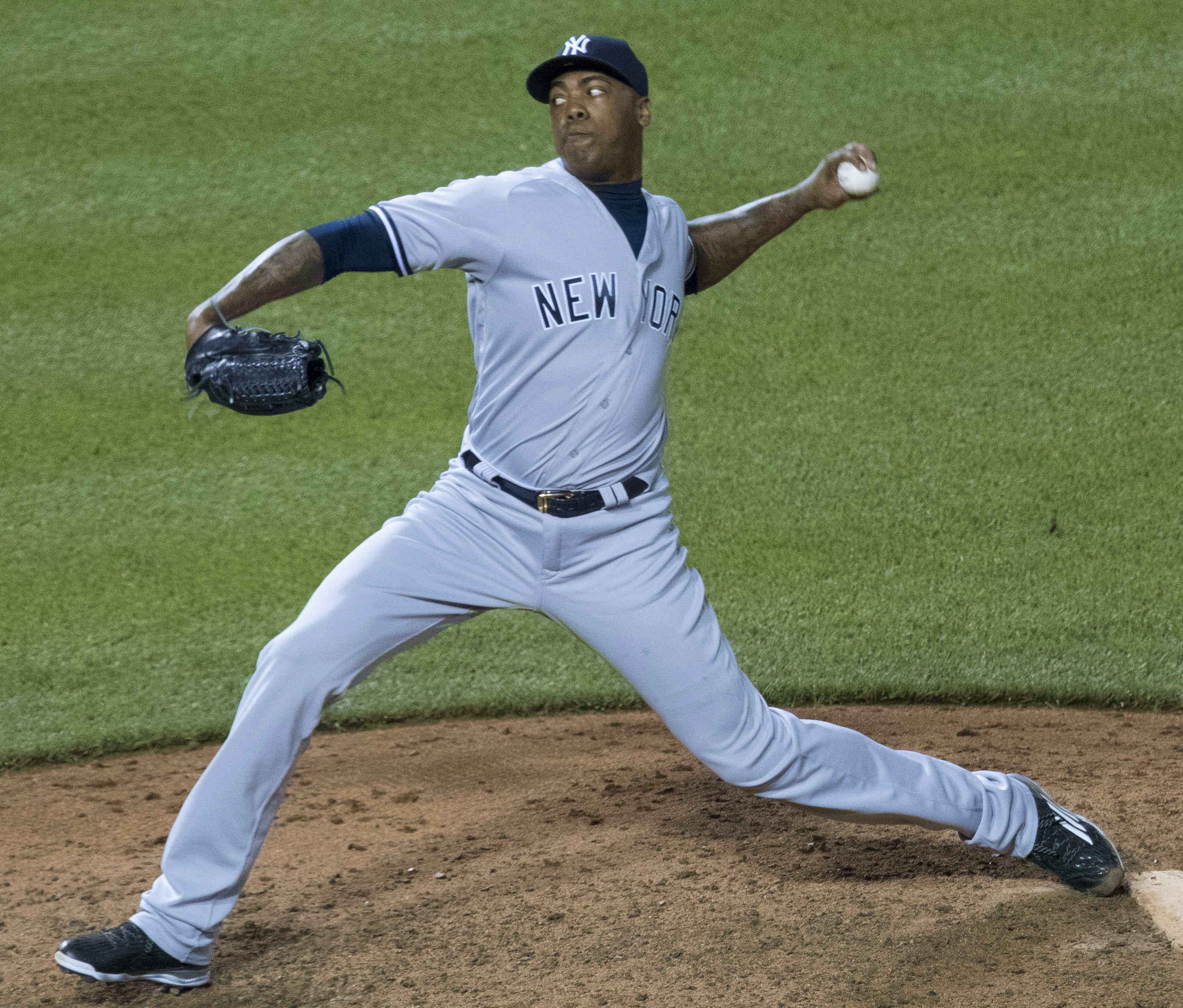
어롤디스 채프먼
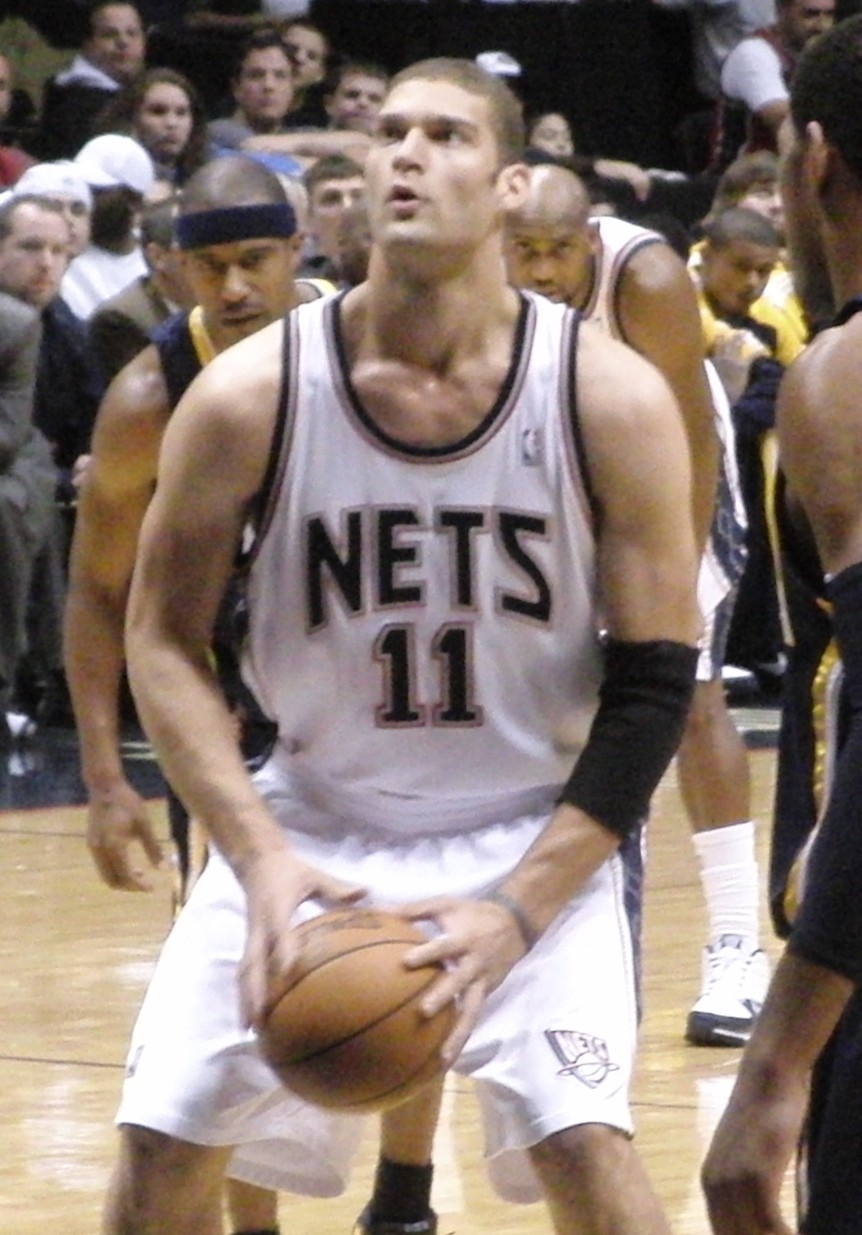
브룩 로페즈
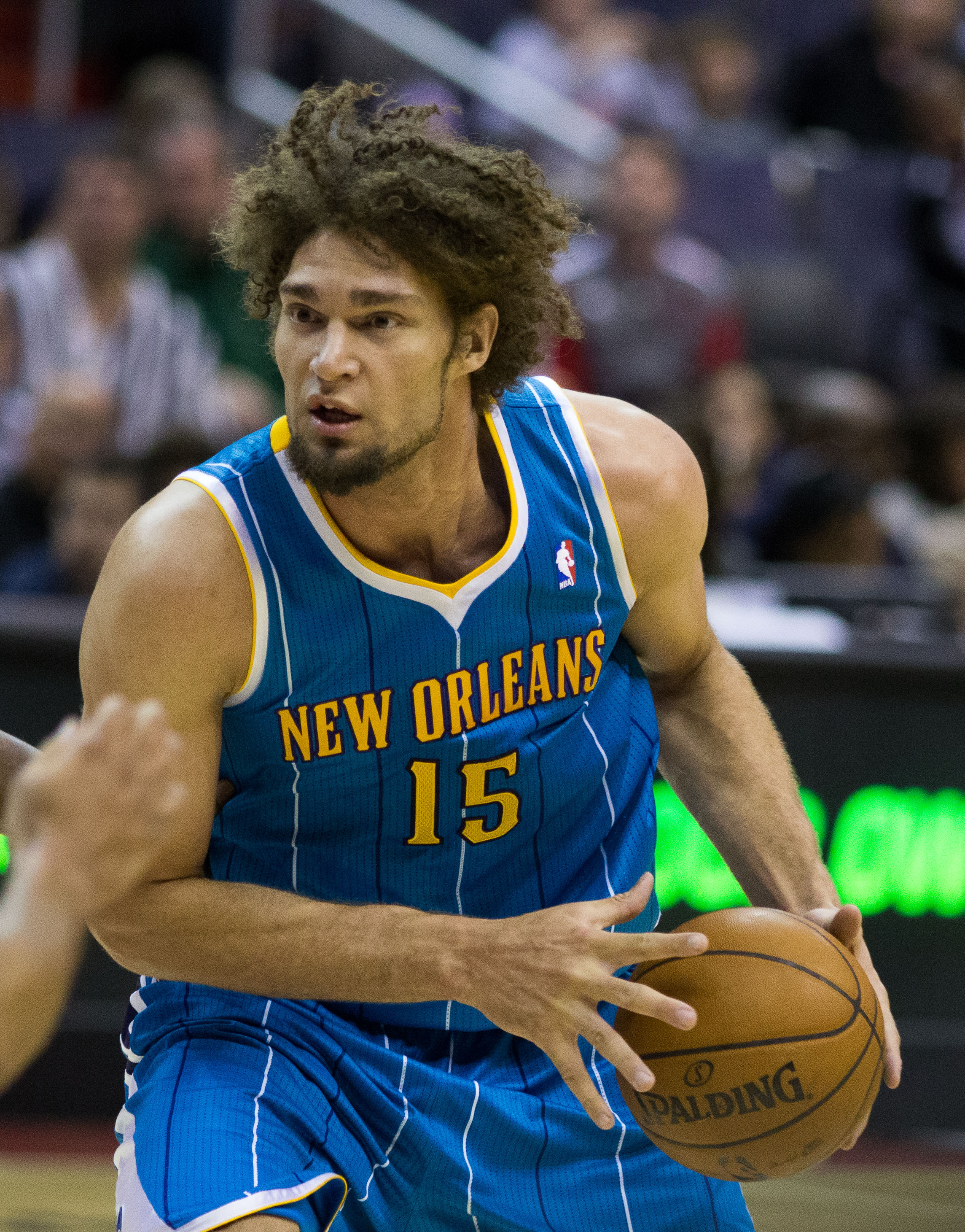
로빈 로페즈
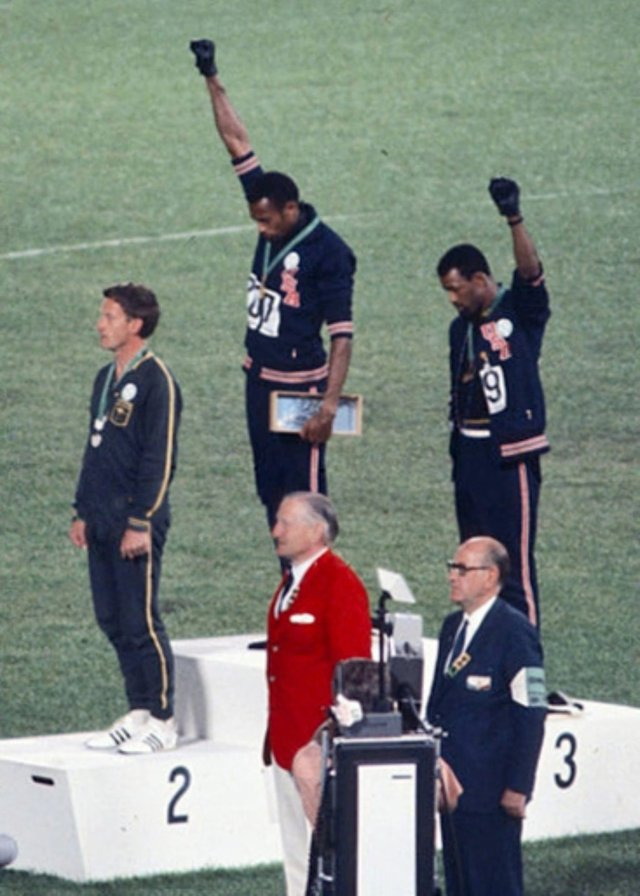
존 카를로스
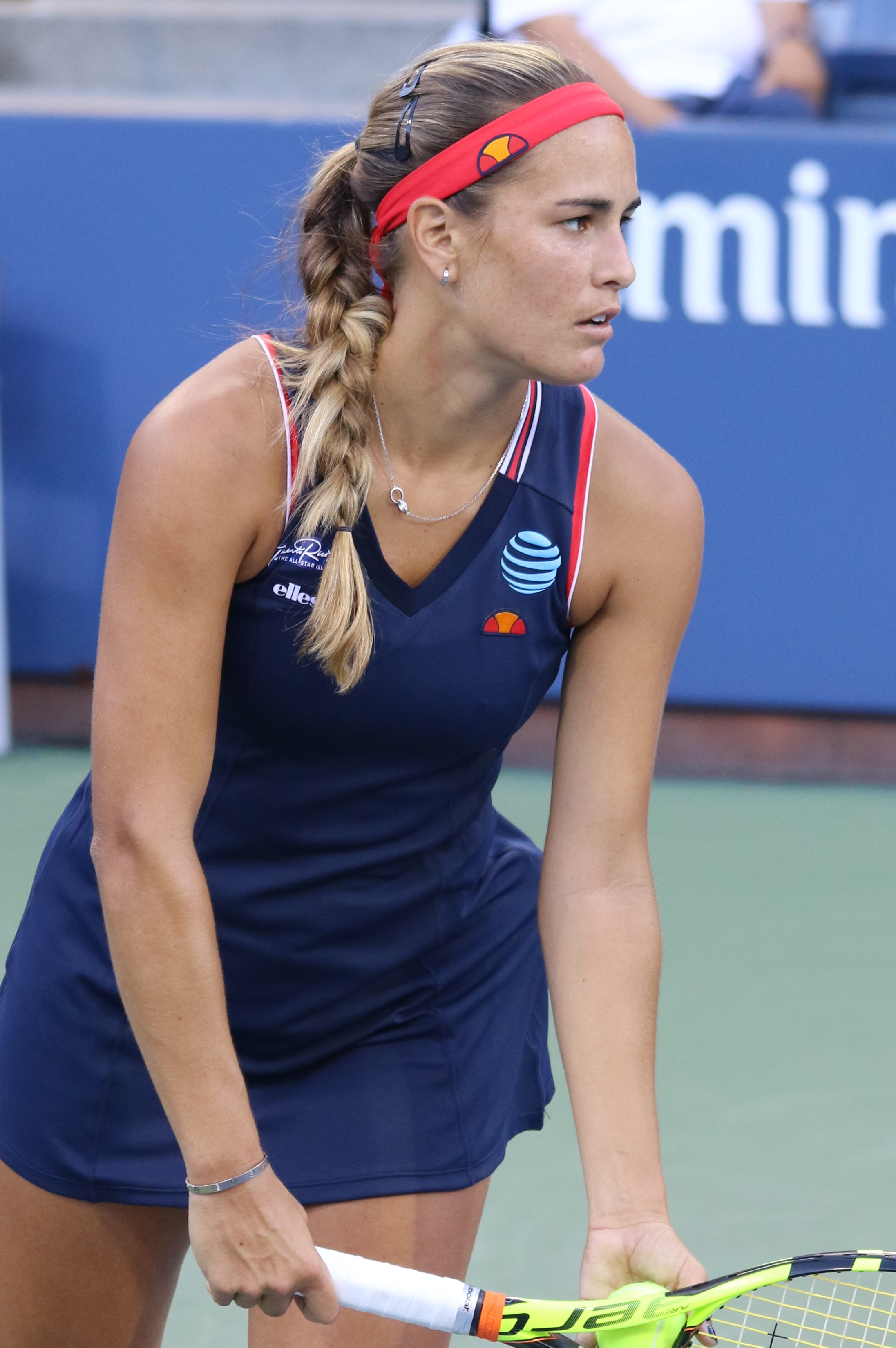
모니카 푸이그
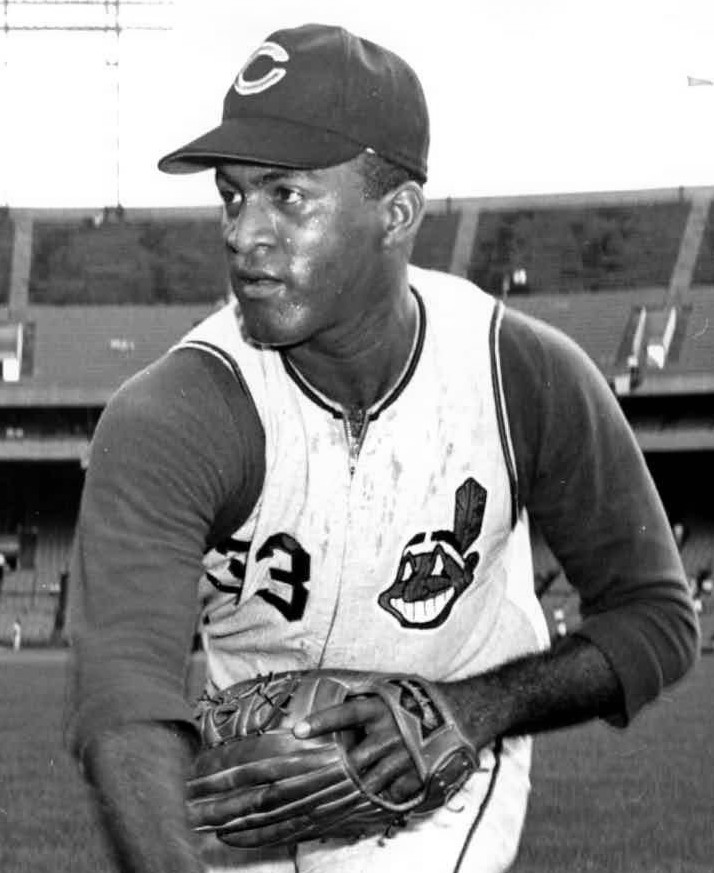
루이스 티안트
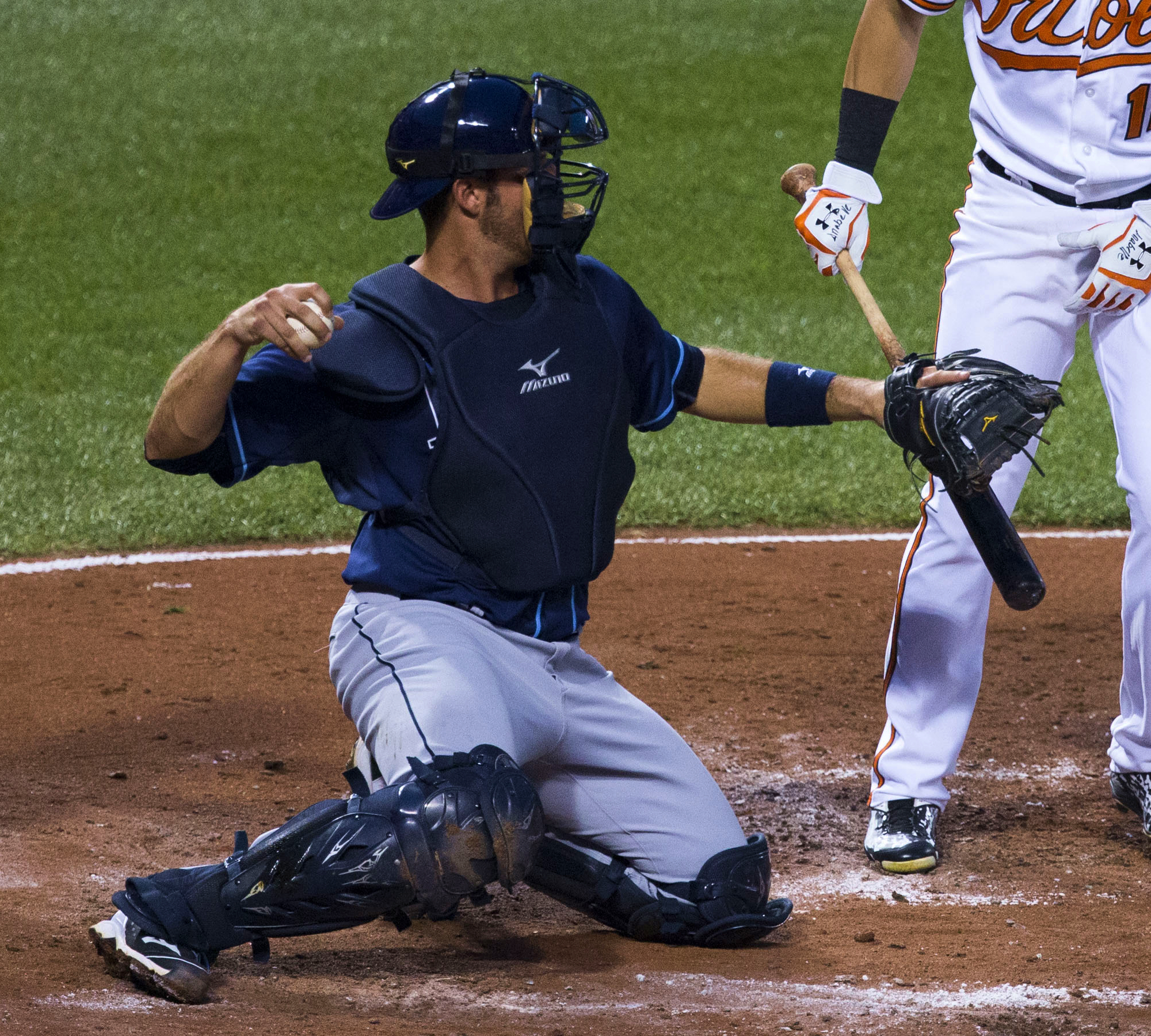
J. P. 아렌시비아
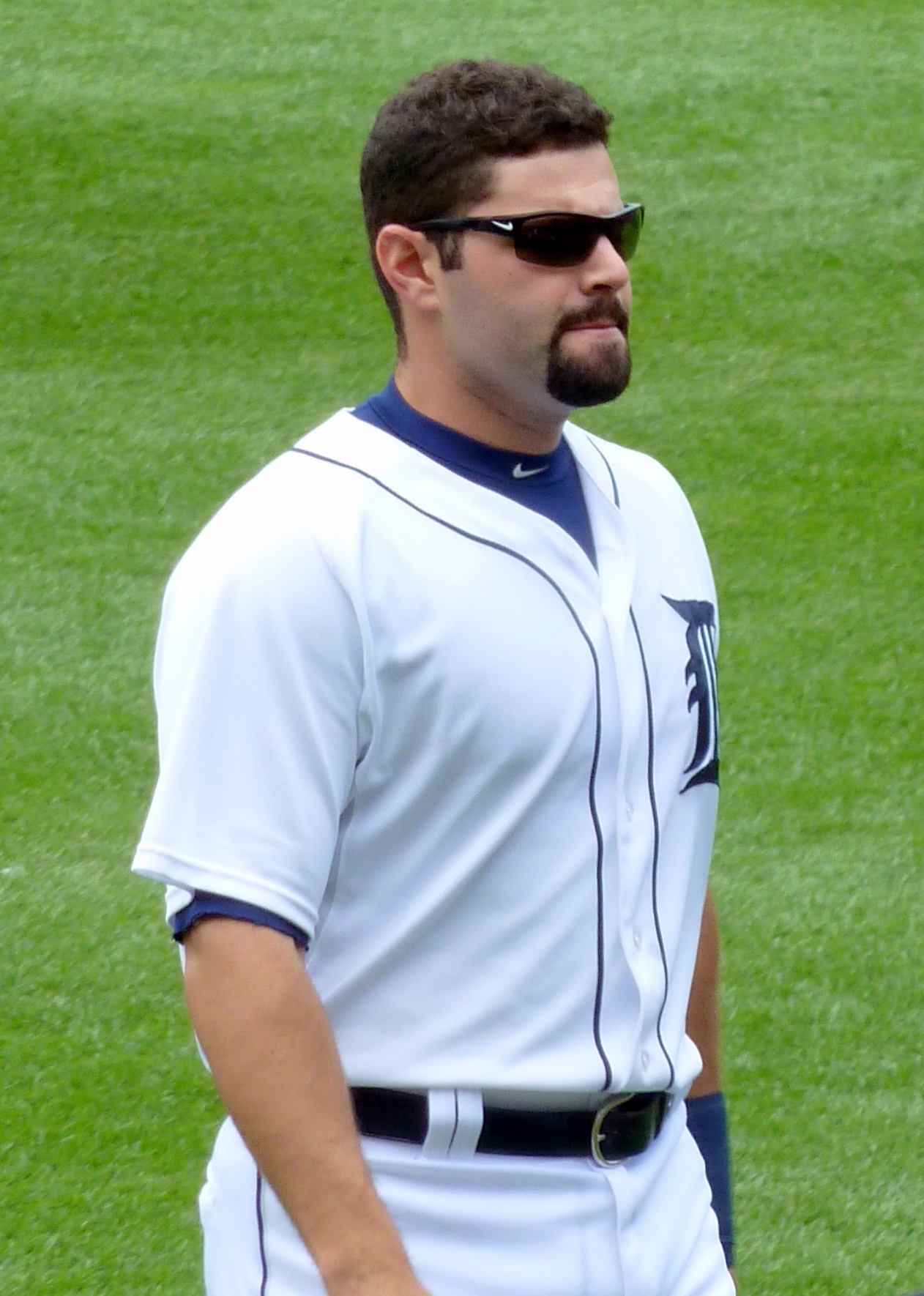
알렉스 아빌라
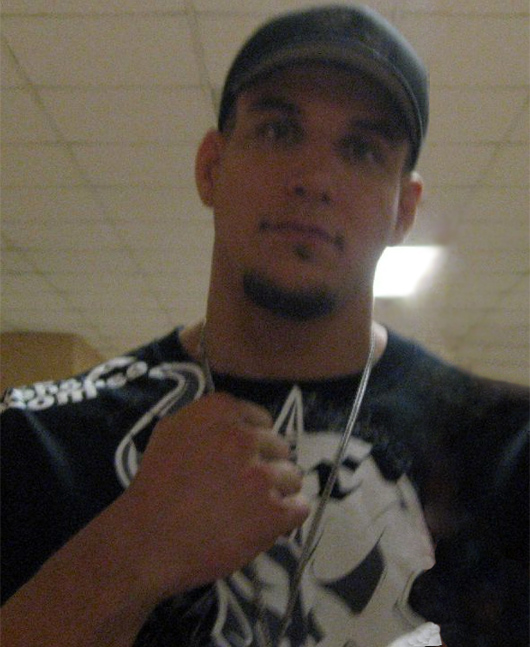
프랭크 미어
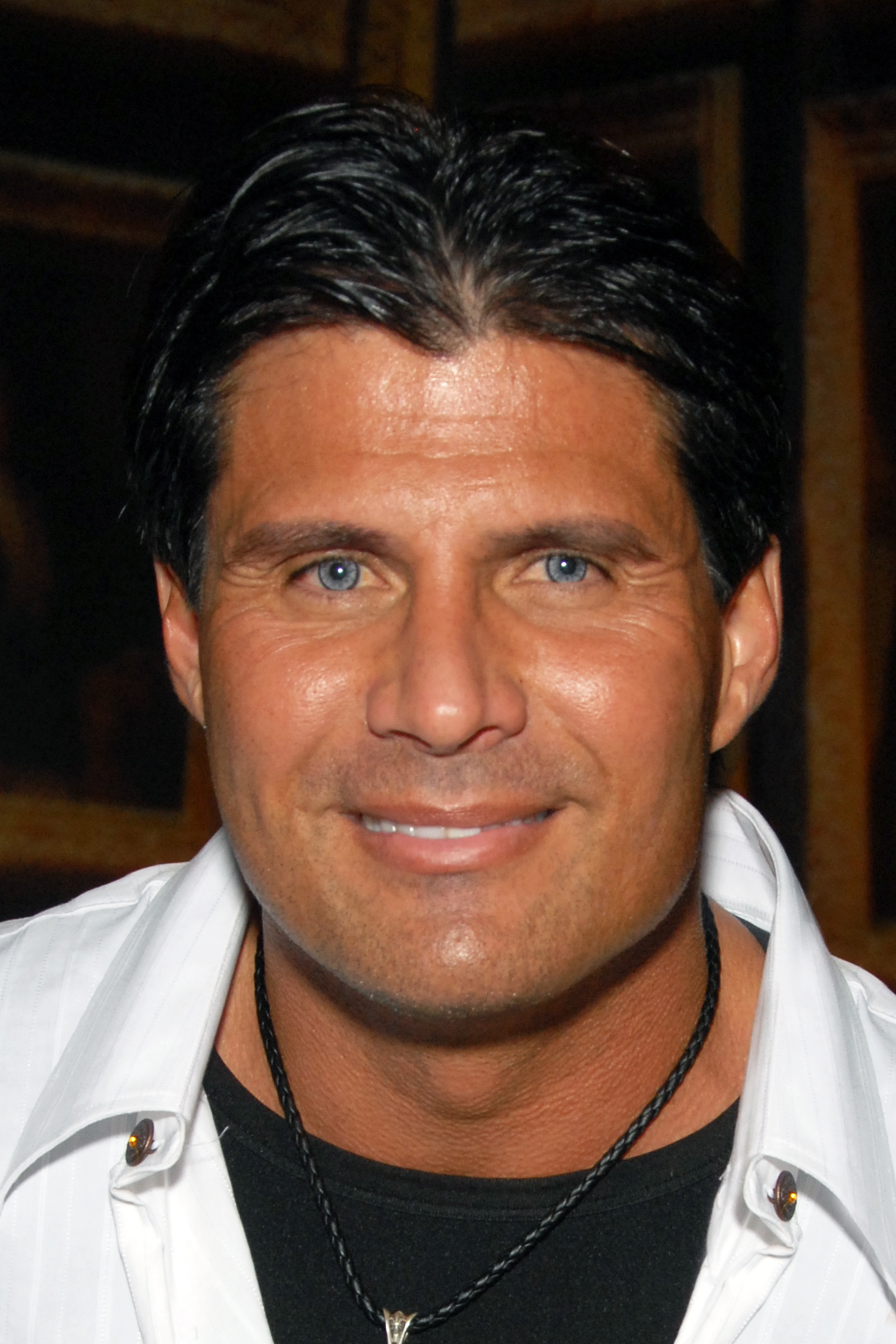
호세 칸세코
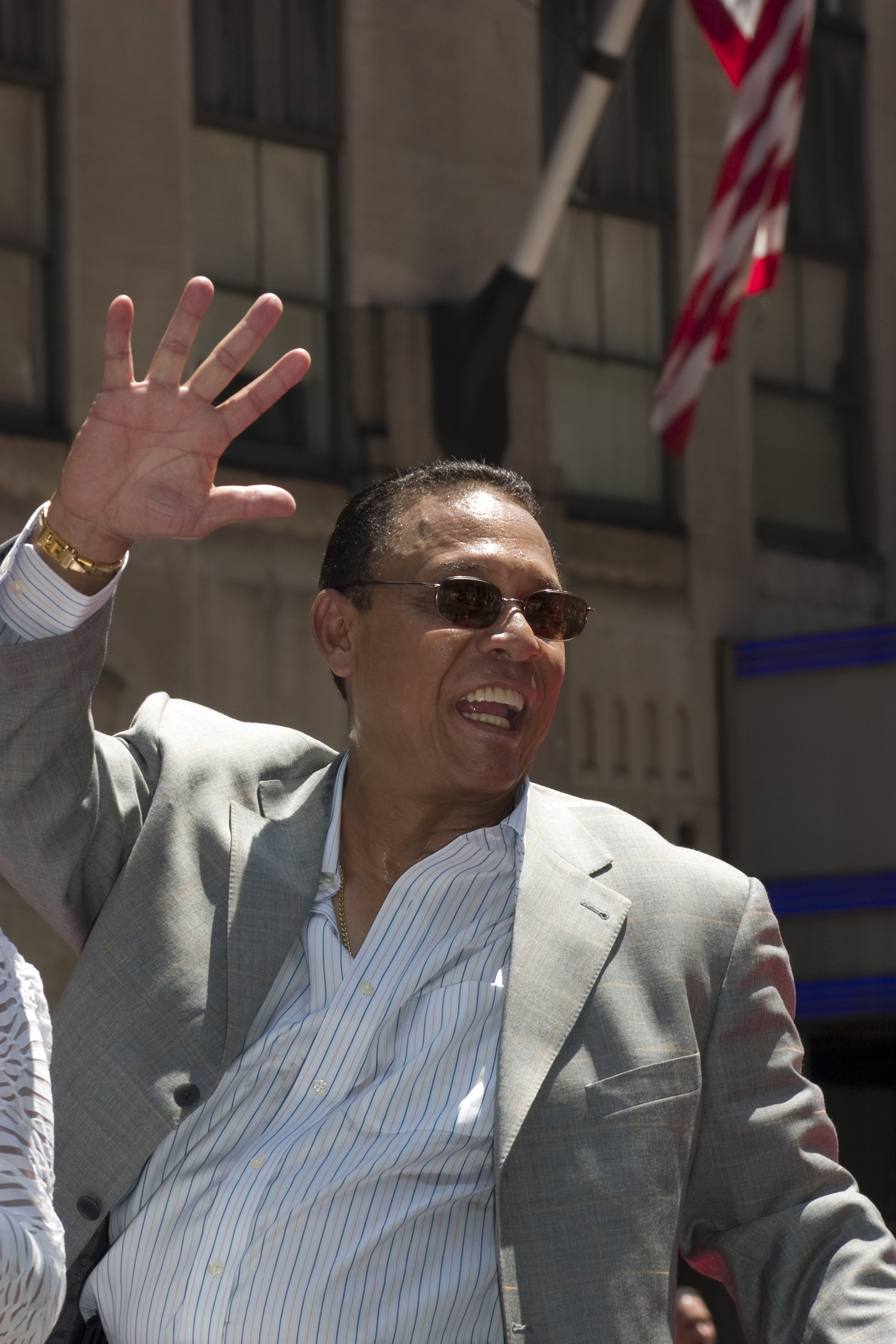
토니 페레스
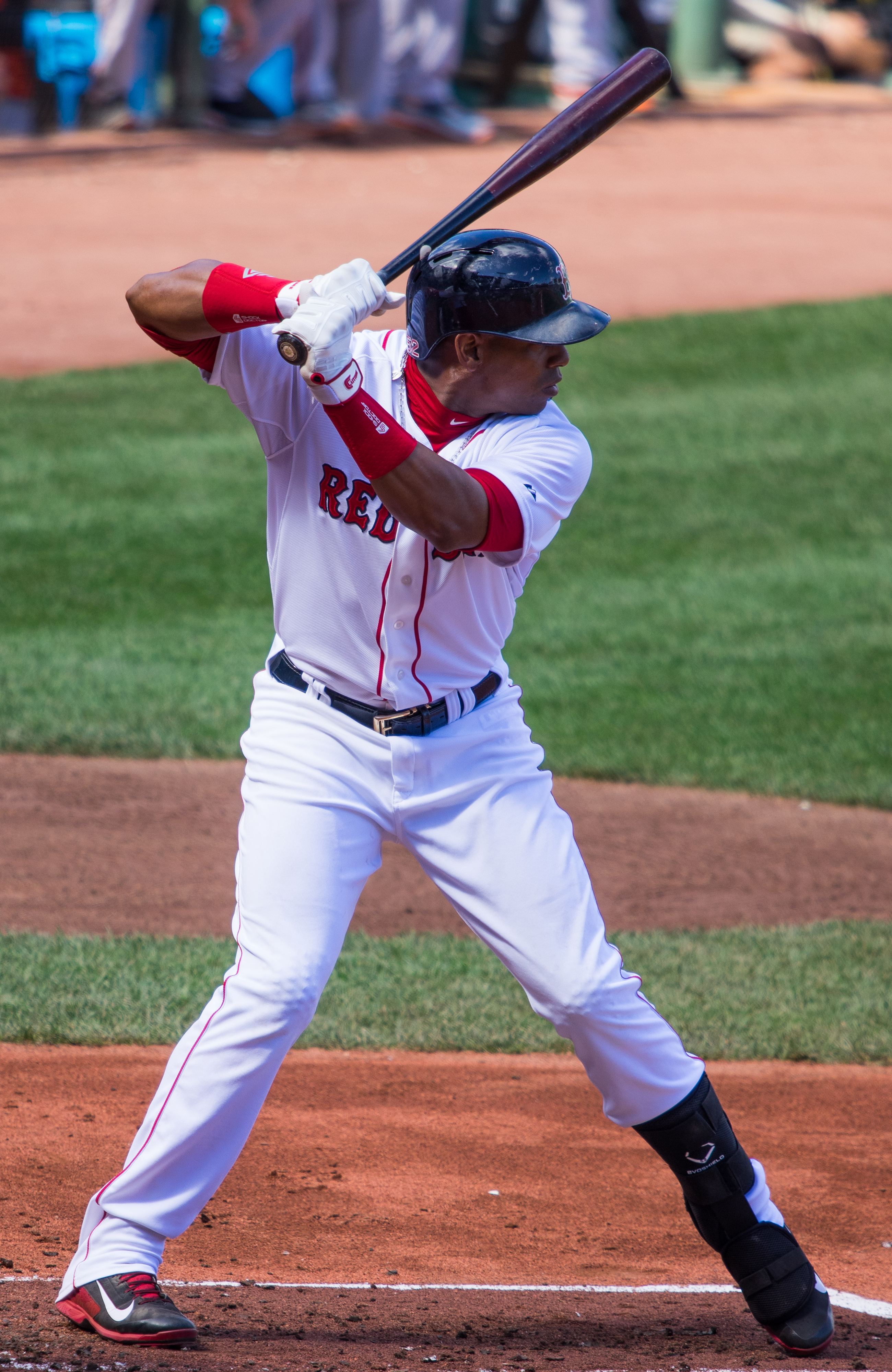
요에니스 세스페데스
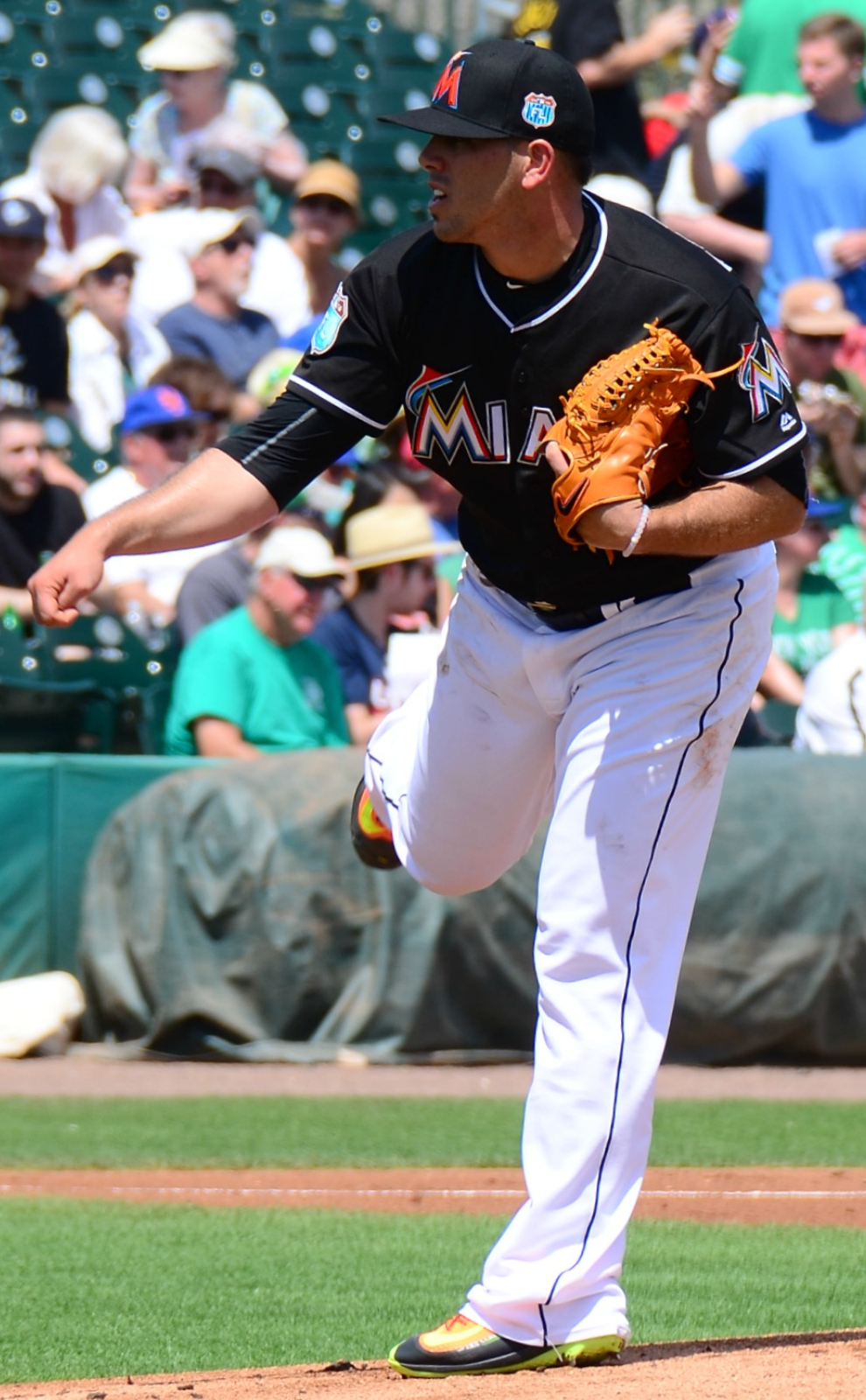
호세 페르난데스 (1992년)
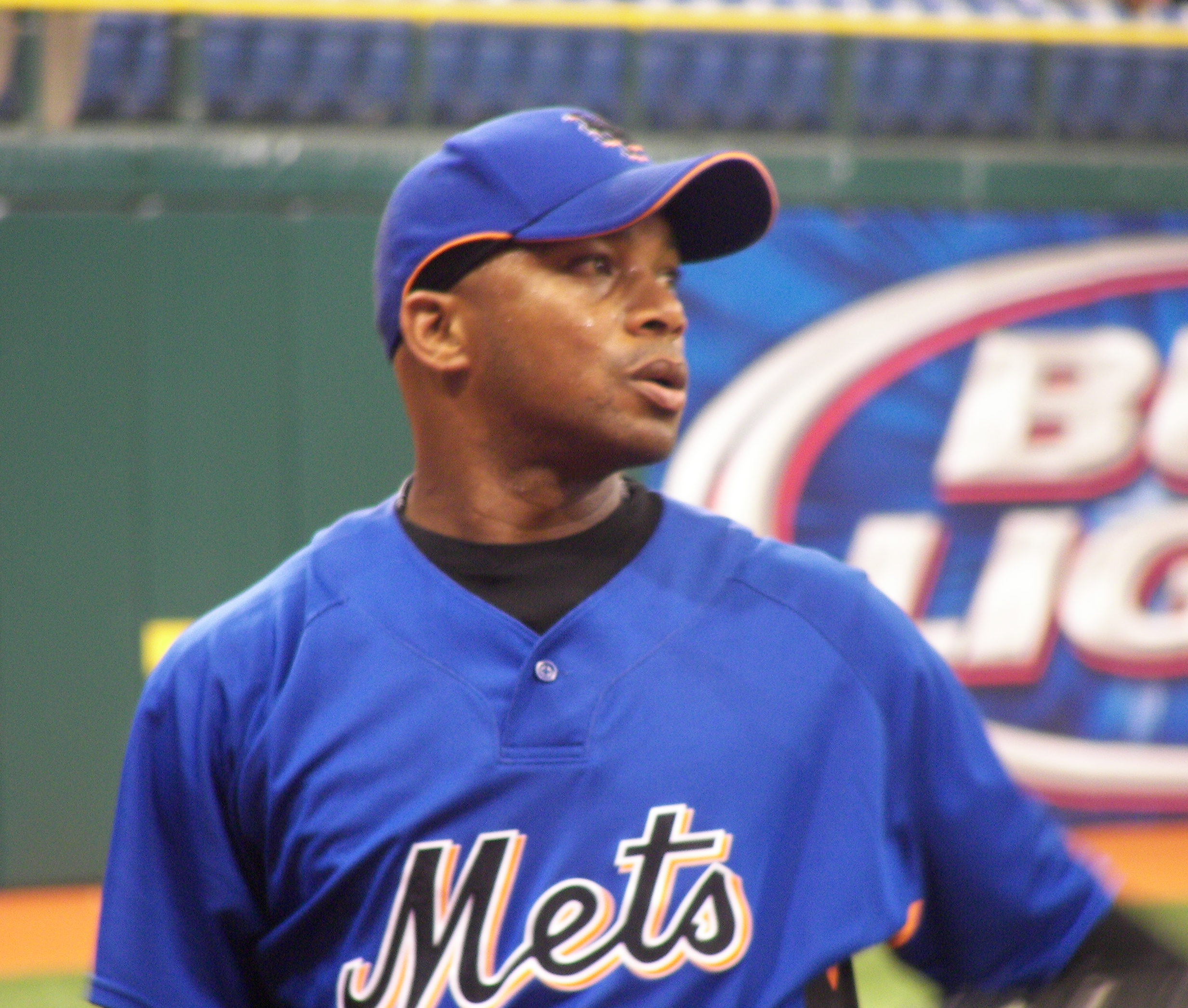
올란도 에르난데스
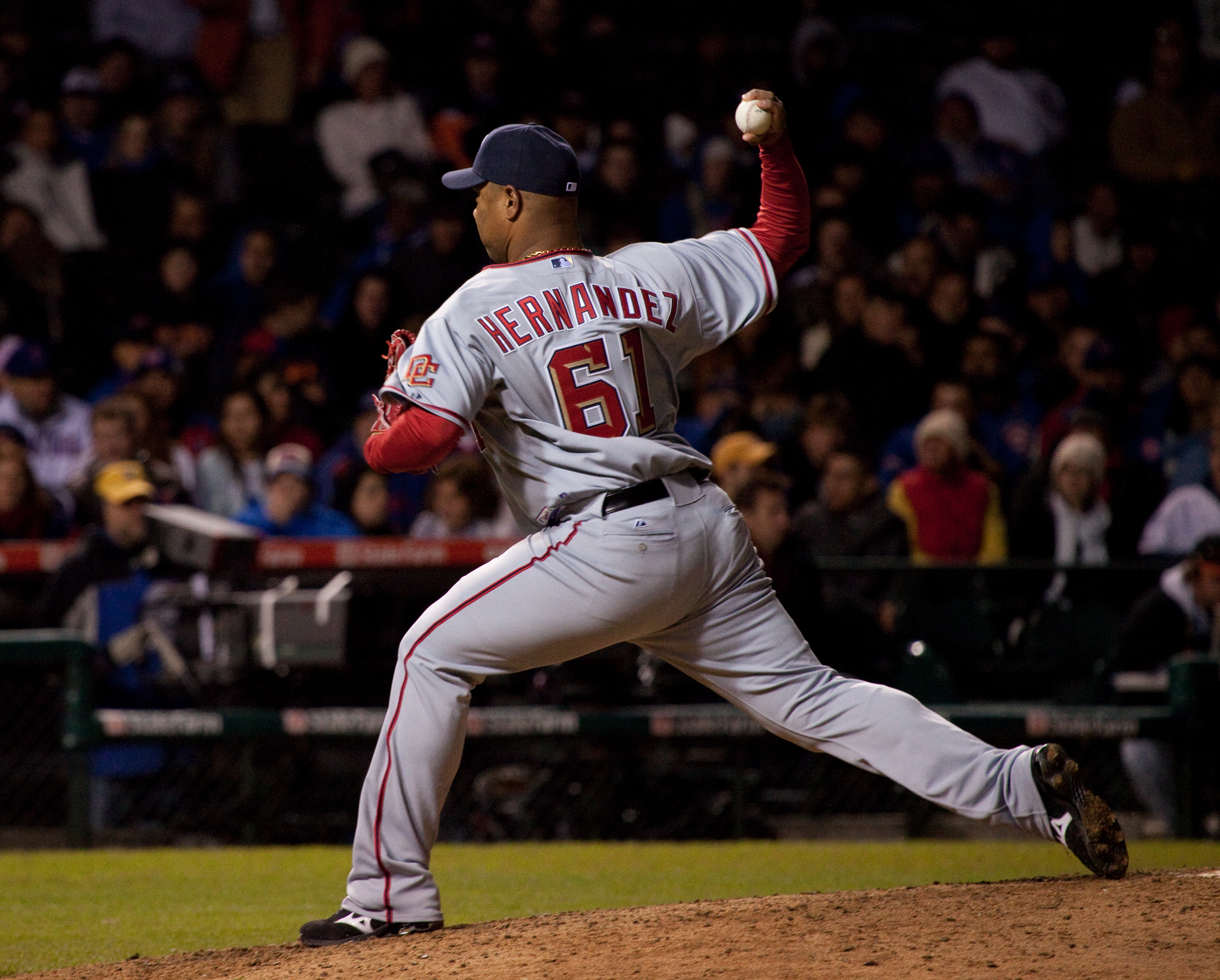
리반 에르난데스
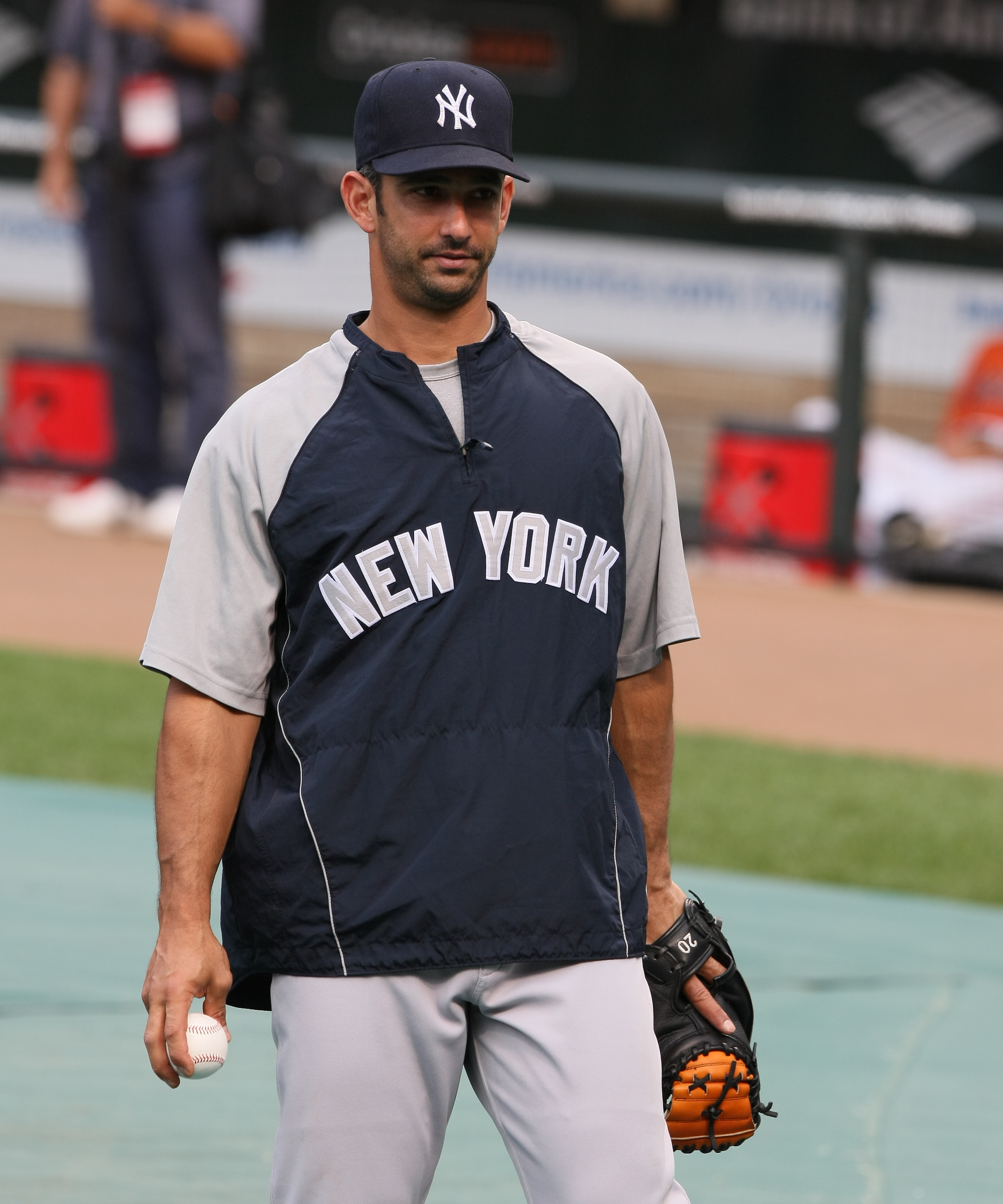
호르헤 포사다

## 같이 보기
- 플로리다노스
- 플로리다의 쿠바인
- 아프리카계 쿠바인
- 카나리아인
- 서인도 제도계 미국인
- 중국계 쿠바인
- 시보네이족
- 쿠바계 미국인 로비
- 쿠바 망명
- 쿠바계 캐나다인
- 쿠바인의 미국 이민
- 쿠바인
- 마이애미의 쿠바인
- 쿠바원 재단
- 미국-쿠바 관계
- 쿠바에 대한 미국의 금수조치
- 필리핀계 쿠바인
- 과나하타베이족
- 아이티계 미국인
- 아이티계 쿠바인
- 쿠바계 미국인의 역사
- 이보 시티의 역사
- 아일래노
- 쿠바계 미국인 목록
- 마이아이미족
- 스페인의 민족주의와 지역주의
- 쿠바로의 스페인 이민
- 타이노인
- 테퀘스타족

일반:
- 미국의 디아스포라 정치
- 하이픈이 붙은 미국인

## 내용주
1. ↑  주/영토 전체 인구 대비 쿠바계라고 밝힌 주의 인구 비율.

## 추가 자료
- Álvarez-Borland, Isabel. Cuban-American Literature and Art: Negotiating Identities (State University of New York Press, 2009).
- Bishin BG, Klofstad CA. "The Political Incorporation of Cuban Americans: Why Won't Little Havana Turn Blue?" Political Research Quarterly. 2012;65(3):586-599.
- Boswell, Thomas D., and James R. Curtis. The Cuban American Experience: Culture, Images, and Perspectives (Rowman and Allanheld, 1983).
- Buffington, Sean T. "Cuban Americans". in Gale Encyclopedia of Multicultural America, edited by Thomas Riggs, (3rd ed., vol. 1, Gale, 2014), pp. 591–605. online
- De la Garza, Rodolfo O., et al. Latino Voices: Mexican, Puerto Rican, and Cuban Perspectives on American Politics (Westview Press, 1992).
- 데 라 토레, 미구엘 A., La Lucha for Cuba: Religion and Politics on the Streets of Miami, (University of California Press, 2003).
- 디디온, 조앤 (1987). 《마이애미》. 뉴욕: 사이먼 & 슈스터. ISBN 978-0671646646.
- 디아스, 카르멘 (2008). 《마이애미에서의 7일》 (스페인어) 1판. 마이애미, 플로리다: 알렉산드리아 도서관. ISBN 978-1-934804-26-1. 쿠바계 미국인 여성들과 쿠바계 미국인 정체성에 대한 인터뷰.
- García, María Cristina. Havana USA: Cuban Exiles and Cuban Americans in South Florida, 1959–1994 (U of California Press, 1996).
- González-Pando, Miguel. The Cuban Americans (Greenwood Press, 1998).
- Herrera, Andrea O'Reilly, ed. Remembering Cuba: Legacy of a Diaspora (U of Texas Press, 2001).
- Kami, Hideaki, "Ethnic Community, Party Politics, and the Cold War: The Political Ascendancy of Miami Cubans, 1980–2000", Japanese Journal of American Studies (Tokyo), 23 (2012), 185–208.
- 구스타보 페레스 피르마트, Life on the Hyphen: The Cuban-American Way. 오스틴: 텍사스 대학교 출판부, 1994. 1996, 1999년 재판. 2012년 개정 및 증보판.
- Portes, Alejandro and Alex Stepick. City on the Edge: The Transformation of Miami (U of California Press, 1993).
- 리프, 데이비드 (1993). 《망명: 마이애미 중심의 쿠바》. 뉴욕: 사이먼 & 슈스터. ISBN 978-1439143704.